# 西日本車体工業

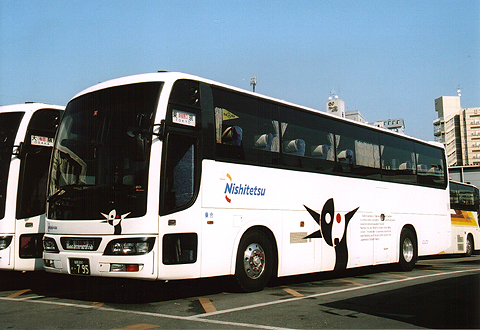
西工02MC SD-II
三菱 KL-MS86MP（西日本鉄道）

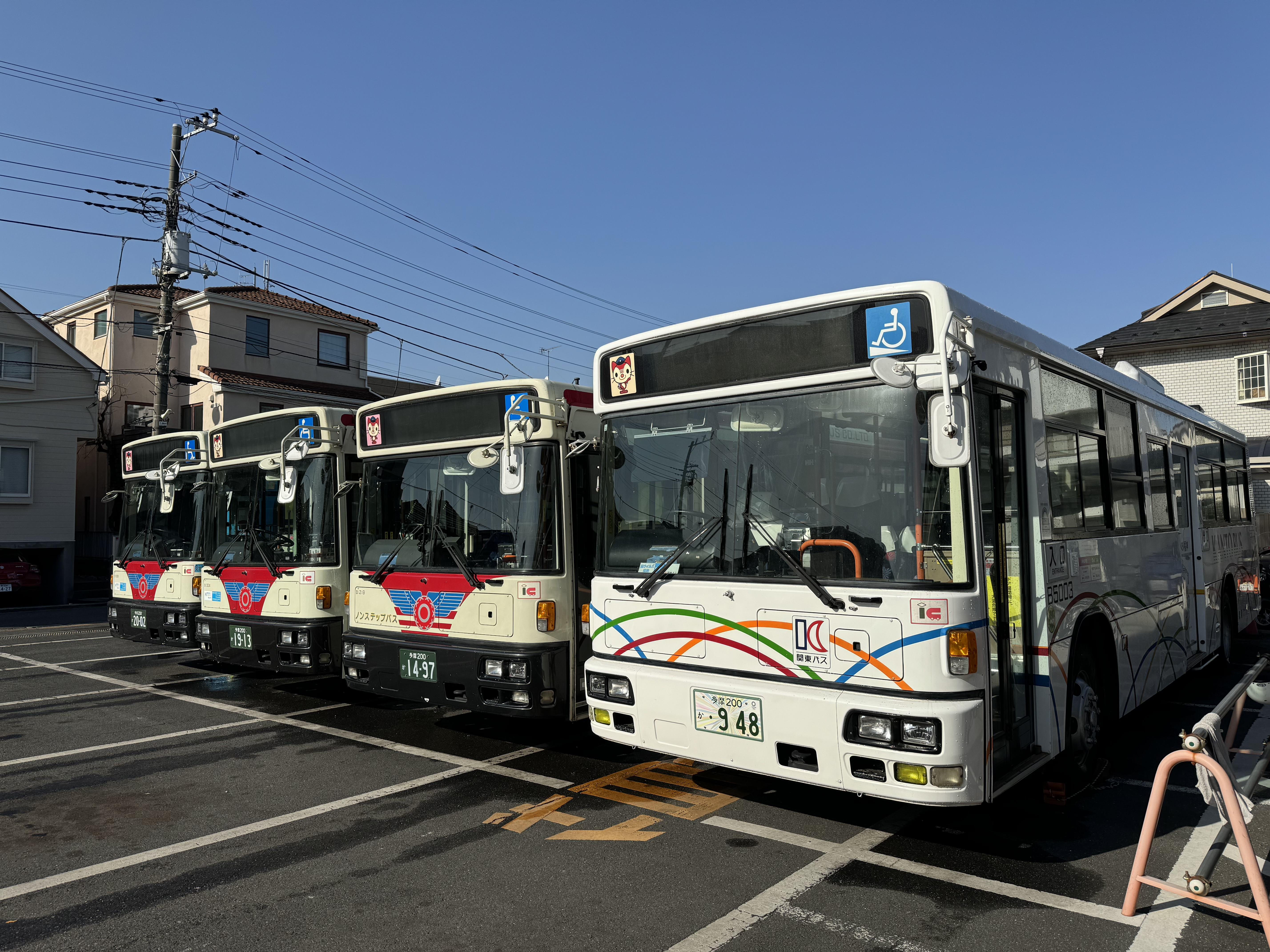
関東バス 西日本車体工業製の路線バス達

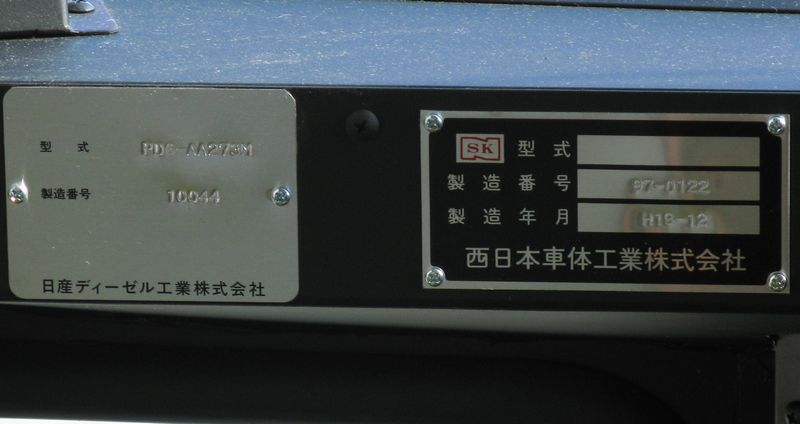
バス車内に取り付けられている銘板。右が西工の銘板

西日本車体工業株式会社（にしにっぽんしゃたいこうぎょう）は、かつて福岡県北九州市小倉北区西港町に本社を置き、バス車両の車体部分を製造していたメーカー（コーチビルダー）。西日本鉄道（西鉄）の連結子会社（議決権100%：間接保有含む）で、略して西工（にしこう）、またはNSKとも呼ばれる。

## 歴史
1946年（昭和21年）、戦後のバス輸送復興を進めていた西鉄が、指定車体製造工場としてバス車体の製造・販売・補修整備を目的に設立した会社である。
日本国内の大型自動車メーカー4社（民生デイゼル→日産ディーゼル→UDトラックス、三菱ふそう、日野自動車、いすゞ自動車）他当時はバスを製造していたトヨタ、日産自動車の物もある。それらへバス用シャシーにボディ架装を行ない、親会社である西日本鉄道（西鉄バス）向けをはじめ、主に九州・関西・中国地方のバス事業者に納入した。
1988年（昭和63年）に日産ディーゼルとの共同開発で「スペースランナー」（RB→JM→RM系）を開発。同社のカタログモデルとして発売された。これ以後、日産ディーゼル車についてはこれまで納入例がほとんどなかった関東地方以北などの全国各地に販売されることとなる。
1998年（平成10年）には、日産ディーゼルの中型ノンステップバス（KC-RM211GAN改）が西工のみの架装で発売される。また、平成10年および11年排出ガス規制によるモデルチェンジで、同じく日産ディーゼルのJPとRNのボディー架装から富士重工が撤退し、西工のみが対応するようになる。
これを受けて、それまで日産ディーゼルのバス車体の架装の多くを手がけていた富士重工業が同年5月にバス車体架装事業の中止を決定している。以降は事業を日産ディーゼル向けのボディ架装にほぼ特化することとなり、他社製のシャシーへの架装例は減少していった（別項参照）。
2007年（平成19年）より日産ディーゼルと三菱ふそうがバス製造事業における業務提携を開始した際に、大型ノンステップバスや中型系の路線バスは三菱ふそうブランドも日産ディーゼルからのOEMに統一されたため、三菱ふそうへ「日産ディーゼル+西日本車体工業」の車両が多数OEM供給され（従来からの「日産ディーゼル+西日本車体工業」の組み合わせも以前に生産中止になった一部を除きすべて継続生産された）、三菱ふそうからは「エアロスター-S」（大型ノンステップ）「エアロミディ-S」（中型）として発売された。
一方、逆に三菱ふそうが三菱ふそうバス製造（MFBM）で製造した観光系車両や大型ワンステップバス・ツーステップバスなどは日産ディーゼル工業にOEM供給されたことにより、大型ノンステップバスや中型系の路線バスの受注量が急増が予想される一方で、観光系や大型ワンステップバス・ツーステップバスへの架装台数は減少することとなっていた。実際、西工での生産台数が増加し生産能力が逼迫する一方で、MFBMは生産台数が減少し余裕ができたこともあり、2009年にはエアロスターノンステップバスを生産再開するに至る。
しかし、日産ディーゼルと三菱ふそうの関係は単なる業務提携にとどまることはなく、2009年8月31日には両社がバス事業における合弁会社の設立協議に入ることを発表した。これによれば、生産までは統合したが販売は別々に行なっている日野・いすゞによるジェイ・バスとは異なり、企画・研究開発から生産・販売までの事業を分離し統合を目指すとしていた。さらに日本経済新聞の報道によれば、新会社は2011年1月の発足を目指すとともに、西日本車体工業への生産委託を2011年8月までに打ち切り、生産をMFBMに集約するとしていた。
その後2009年（平成21年）9月8日付西日本新聞など、在福岡のマスメディアが報じたところによれば、「西工において2010年8月に大型バスの生産終了、その1年後には中型バスも集約により生産終了する」と日産ディーゼルから西工に伝えられており、それにともない200人余の派遣社員を11月末で雇い止め、約300人の正社員についても削減が避けられず、正社員については西鉄グループ各社及び日産ディーゼルに再就職の斡旋を依頼すると報じていた。
その後も大口顧客からの受注終了という経営環境の激変に際し、経営規模の大幅な縮小による会社の存続の道を探っていたが、2010年（平成22年）1月21日の西鉄の取締役会において「これ（日産ディーゼル工業。同年2月1日付で「UDトラックス」に社名変更）に代わる受注も見込めないことから、事業の継続は困難と判断」との理由により、西日本車体工業を2010年8月31日付で解散し、2011年3月までに清算することが決議された。その後、「従業員に対する再就職支援期間を確保するため」として、解散日は2010年10月31日付に変更された。
なお、前述のUD・ふそうの協議については同月29日付で打ち切りとなっているうえ、その後UDトラックスもバス事業から撤退する結果となっている。
現在、アフターサービスについては、西鉄グループの西鉄車体技術（同社のかつての子会社で、現在は西日本鉄道の子会社。2016年に共栄車体工業より社名変更）が、西日本車体工業の技術・ノウハウを引き継ぎ行なっている。また、2010年9月1日以降のUDトラックス（旧：日産ディーゼル）シャシーについても、同社からの委託を受ける形で西鉄車体技術が行っている。

### 年表
- 1946年（昭和21年） - 八幡市（現・北九州市八幡東区）昭和町に会社・工場を設立。
- 1947年（昭和22年） - 第一号車生産。シャシーは日産180型トラック。
- 1949年（昭和24年） - 大型トレーラーバス生産。
- 1952年（昭和27年） -　同社初のリヤエンジン民生BR325生産。
- 1953年（昭和28年） - 小倉市（現・北九州市小倉北区）下到津に工場移転。
- 1954年（昭和29年） - モノコックボデー本格量産、三菱リヤエンジン、日野BD、セミダブルデッカー等新車種が相次ぐ。

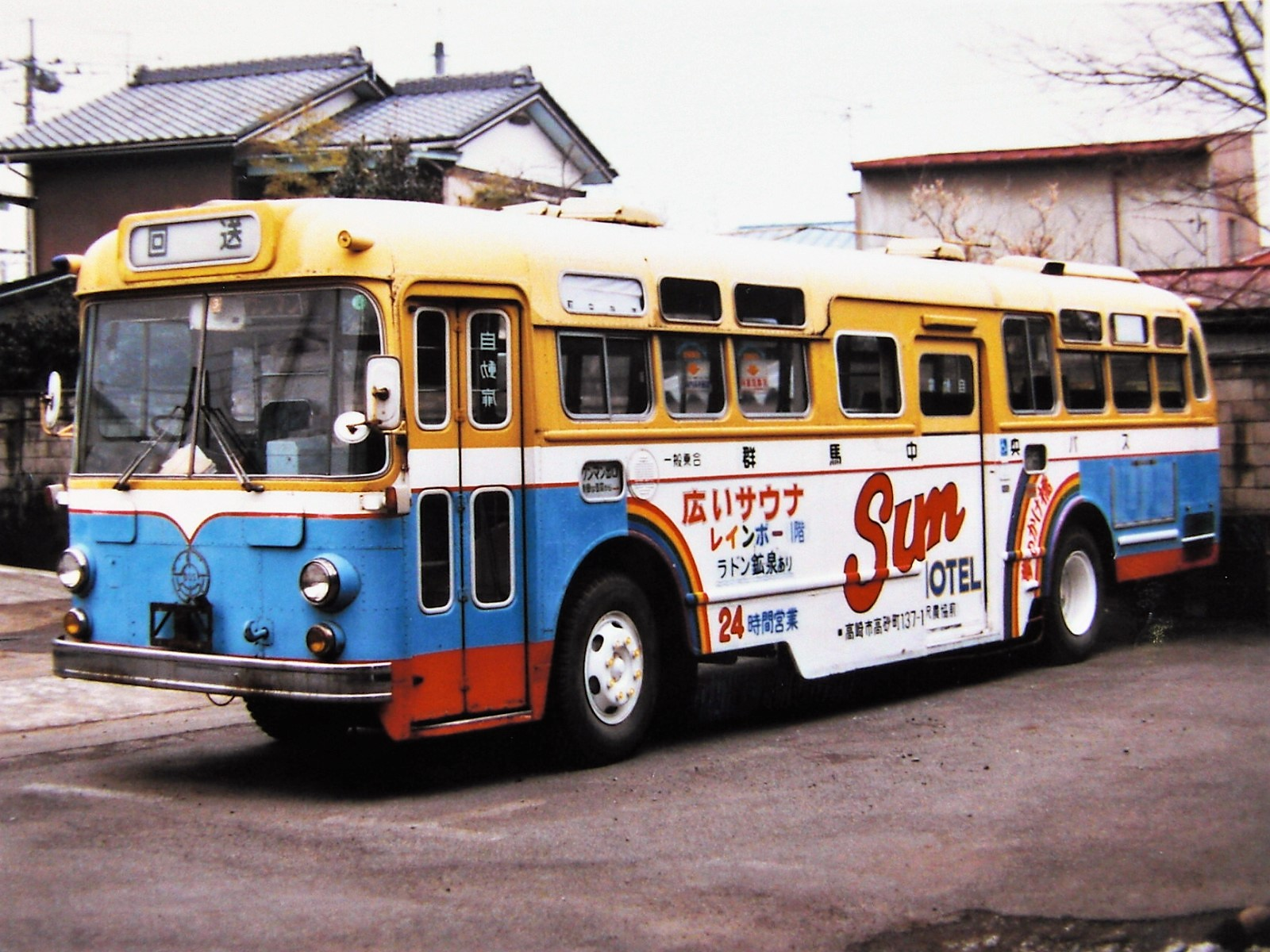
66MC以前の車体
日野RB120 1966年式 群馬中央バス

- 1955年（昭和30年） - フルモデルチェンジを実施、丸みを帯びたボディとなる。同年いすゞリヤエンジンを架装、4メーカー架装が始まる。
- 1957年（昭和32年） - 大阪に営業所を開設、翌年東京、広島、1961年高松と販路拡大を図ると共に、各地の有力車体メーカー（1959年東浦自工、1960年北村製作所、1961年京成自動車工業）と技術提携し、西工ボディを大阪、新潟、東京でも架装できるようにした。
- 1958年（昭和33年） -　渡辺自動車工業（旧九州飛行機）を傘下に入れ、技術力を更に向上させた。
- 1962年（昭和37年） - 小倉市西港町に工場移転。
- 1966年（昭和41年） - フルモデルチェンジ実施。「66MC」と命名される。
- 1978年（昭和53年） - フルモデルチェンジ実施。新モデルは「78MC」と命名された。
- 1980年（昭和55年） - ハイデッカーを生産開始。
- 1981年（昭和56年） - 中型車を生産開始。当初はいすゞ自動車の純正ボディメーカーであった川重車体工業のライセンス生産であったため、いすゞ車のみであった。
- 1983年（昭和58年） - 全タイプのフルモデルチェンジ実施。スケルトン構造の車体に改められ、リベットをなくした箱型車体「58MC」に移行した。全モデルの一斉フルモデルチェンジはこれが最後となった。
- 1986年（昭和61年） - スーパーハイデッカーSD-I、SD-IIを生産開始。
- 1992年（平成4年） - 西鉄北九州線廃止に伴う代替バス用として、当時の日産ディーゼル中型車のシャーシ長さを延長し、大型車並みの収容力を持たせたバスを生産（U-JM210GTN改、のちに日産ディーゼルからU-JP211NTNとしてラインナップされる）。C型・SD型のフルモデルチェンジを実施し丸みを帯びたデザインの92MCとなる。
- 1996年（平成8年） - B型・E型のマイナーチェンジを実施。96MCとなる。バンパー部分の変更や見えない部分の改良が施されている。
- 2002年（平成14年）1月 - 日産ディーゼルがバス車体の架装を西日本車体工業に集約することを決定。
  - 5月 - それまで日産ディーゼルのバス車体の架装の多くを手がけていた富士重工業がバス車体架装事業の中止を決定。

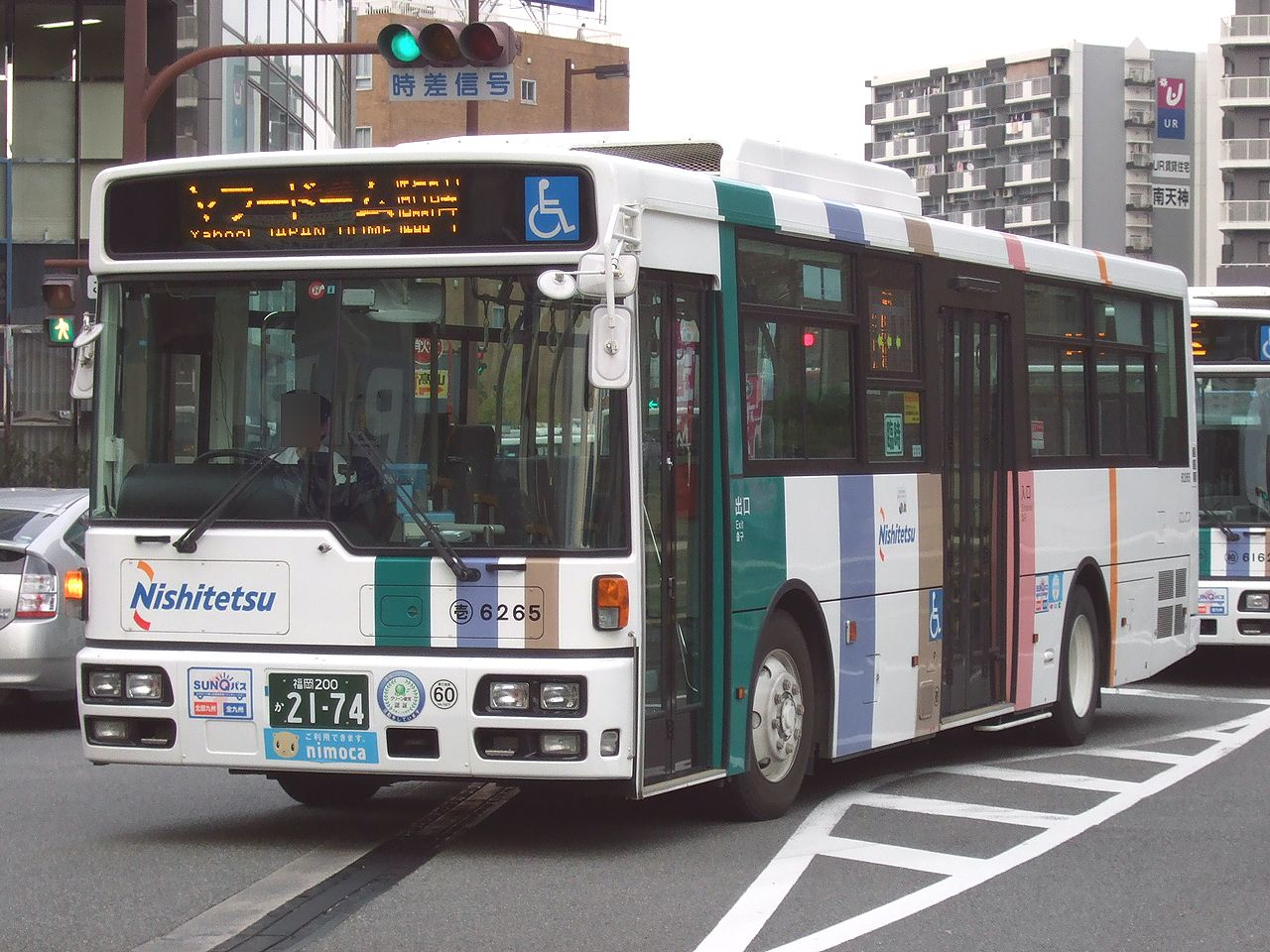
西工の最終製造車となった西鉄 壱岐営業所所属6265号車

- 2005年（平成17年） - B型・E型のマイナーチェンジを実施。側面窓最後部のサクションダクト（吸気口）が廃止、最後部窓の固定窓になる、大型車のホイールアーチが中型車向けと同じく真円型になるなど、いくつか変更が行われている。
- 2007年（平成19年） - 日産ディーゼル工業と三菱ふそうトラックバスとの相互OEM供給が開始された。これにより、三菱ふそうへ西日本車体工業製バスが提供される一方、日産ディーゼルへは三菱ふそう系列で製造されたバスが提供される。
- 2010年（平成22年）
  - 3月31日 - 受注打ち切り。
  - 8月 - 西鉄向け96MC B-II ワンステップボディ（UDトラックス・スペースランナーRA、PKG-RA274MAN、西鉄車番6265）の架装をもって製造を終了[注釈 1]。
  - 10月31日 - 会社解散。清算手続きに移行。
- 2011年（平成23年）3月 - 清算結了。

## 導入地域・導入状況

### 西日本
- 2000年頃までは、主に近畿地方・中国地方の山陽側・九州での導入が多かった。九州地方では親会社である西鉄をはじめとしたほとんどの路線バス事業者が導入しており、近畿地方では公営各事業者（京都市交通局・大阪市交通局・高槻市交通部・神戸市交通局・尼崎市交通局・伊丹市交通局・明石市交通部・姫路市交通局）・阪急グループ（阪急バス・神鉄バス・大阪空港交通）・南海電気鉄道・関西空港交通・神姫バス・和歌山バス・和歌山バス那賀などが、中国地方では岡山電気軌道・呉市交通局・広島電鉄・広島交通・サンデン交通などが多く導入した。近畿地方以西では西工解散まで、日産ディーゼル以外のシャーシに架装される例も多かった。
- ディーゼル車排気ガス規制のKC-、KK-適用以降は、日野製シャーシへの架装は親会社の西鉄など一部の例外を除いてほとんど存在しない。さらに日野自体もバス部門のジェイ・バスへの統合と生産車種の一本化により、2005年以降はシャーシ供給は皆無となりつつあったが、2006年からいすゞOEMの大型路線車両に限って車体架装を再開し西工解散まで製造された。また、三菱ふそうおよびいすゞの観光系シャーシについても供給が行われなくなったため、2006年（平成18年）には親会社の西鉄も純正ボディである三菱ふそうバス製造製のエアロクィーンを夜行バスに導入した。
- 他のコーチビルダーに比べ特殊仕様への対応に精力的であり、西工を好んで導入する事業者も多かった。代表例として逆T字窓をいち早く採用した阪急バスや、かつて純正ボディではスタイルの相違が大きかったので統一ボディを好んだ京都市交通局があげられる。
- 近畿地方以西の事業者でも、近鉄グループのバス会社では九州内の大分バス（後に離脱）を除き、ほとんど導入されていない。これは高度経済成長期に親会社の近畿日本鉄道と、西工の親会社である西日本鉄道（西鉄）の関係が悪かったことと、後年には西工への供給にあまり積極的ではない日野車を多数導入し、逆に日デ車が少ないことが起因している。一方、富士重工業製については、三重交通や大分バスが比較的多く導入していた。また、京阪グループのバス会社でも基本的にメーカー純正で入れる傾向が強く、富士重撤退後も日産ディーゼル製のバスを購入し続けた京都バス、1990年代にある程度まとまった台数を導入した京阪宇治交通（現在の京都京阪バス管轄地域）を除き西工製バスは京阪グループでは新規に投入されていない。
- 四国では西工製バスの採用が少なく[注釈 2]、2000年代以前に新車で購入したのは伊予鉄バス、瀬戸内海交通のみである。2000年代以降は徳島市交通局や高知県交通がスペースランナーを、宇和島自動車がエアロスターS・エアロミディSを導入している。

### 東日本・北日本・沖縄

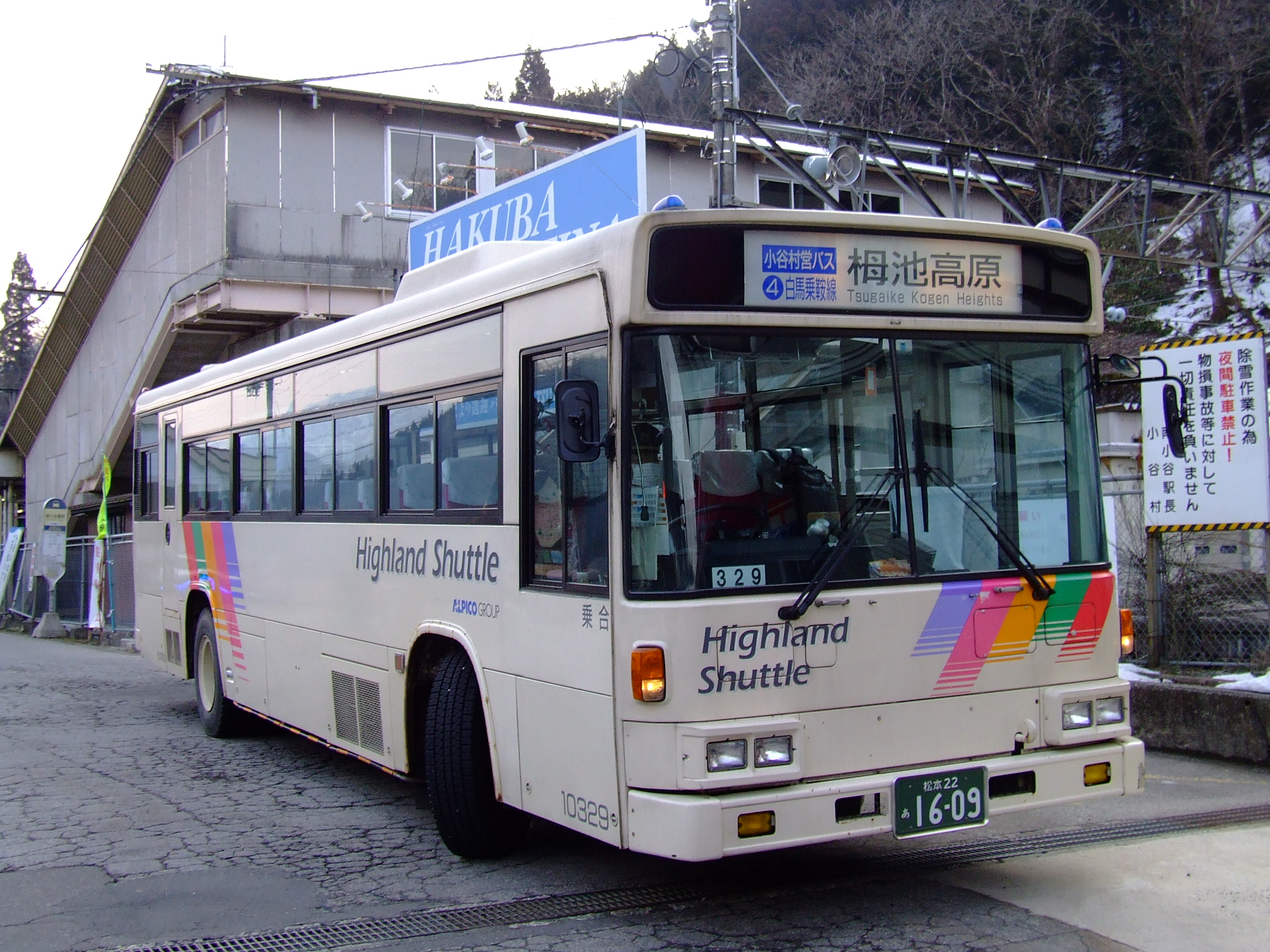
富士重工撤退以前に東日本に導入された例 58MC
松本電気鉄道
いすゞU-LV318N

- 東海地方以東における一般路線バスの納入例として、ライセンスの京成車体製造の66MCボディ架装車輌を1960年代と1970年代に静岡鉄道が日野RB、RCの前中ドア車と、いすゞBU05、BU10等の前後ドア車に導入[7]されている。同じ頃京成車体で同形車体を京成電鉄、新京成電鉄の路線バスで日産ディーゼル4R94、4R105、いすゞBA、BU、日野RE等に架装して使用。1988年（昭和63年）に横浜市交通局が日産ディーゼルの中型車P-RB80Gを、1989年（平成元年）にJRバス関東がP-RB80GSを、1993年（平成5年）に松本電気鉄道（現在のアルピコ交通）がいすゞのU-LV318Nを購入した例などがある。しかし、いずれも1年限りで終わっている。
- 貸切車としては、1990年（平成2年）に伊豆箱根鉄道がSD-Iを架装したP-RA53TAE型を導入している。これは、当時日産ディーゼルに2軸スーパーハイデッカー用シャシーの設定がなかったため、ハイデッカー用シャシーに架装するスーパーハイデッカーのSD-Iを選択したものである（近畿地方以西では1989年（平成元年）に下津井電鉄が同様の高速車を導入している）。
- 車両の低床化を進めていた京王帝都電鉄（現・京王電鉄、同社のバス事業の分社化により現在は京王電鉄バスグループ）が、ワンステップバスの日産ディーゼルのU-JP211NTNに注目。この一部に西工製の車体を架装して導入し注目された。以降、京王グループは西工架装のJPを断続的に導入し、関東地方における西工導入の先鞭をつけた。貸切・高速車では、JRバス関東が1998年（平成10年）以降、日産ディーゼル高速車の車体をすべて西工製で導入している。
- UA系では、2000年（平成12年）に東急バスが、当時富士重工業車体で設定のなかった日産ディーゼル製のMTのノンステップバスを導入するために、例外的に西工車体車を導入したことがある。
- メーカー再編により2000年代以降は西工ボディの日産ディーゼル・三菱ふそう車が東海・北陸・関東・東北・北海道にも導入された。

### 国鉄・JRバス
国鉄バスには西工の導入はなかったが、国鉄分割民営化によりJRバスグループとなって間もない頃からJR九州バスで導入されるようになり、のちJRバス関東でも積極的に導入されるようになった。また富士重工がバスボディ生産から撤退してからは、日産ディーゼル車がジェイ・アール北海道バスでも導入されている。その他のJRバスグループ各社では新車での導入例がほとんどなく、中国JRバスが2003年（平成15年）にトップドア路線車2台（共に日産ディーゼル車）を導入したのみである。

### 中古車
富士重工のバス事業撤退とは関係なく、他事業者からの西工ボディの中古車を導入した例は北日本・東日本・四国・沖縄にも多数ある。

## 主な車種
西工のボディ型式には、用途別にB型・C型などのモデル区分があると同時に、製造初年度を表す2桁の数字を用いたものが付与されていた。

### B型
一般路線バス用のモデル。解散時まで製造された。

#### 66MC
1966年（昭和41年）から1978年（昭和53年）まで製造されたモデル。後部をナイフでそぎ落としたようなデザイン処理から、バス愛好家から愛称で「かまぼこ」と呼ばれていた。基本西暦が形式名。
側面窓は1970年代半ばまでは立ち席窓(通称バス窓)で、前代同様、側面窓の左下・右下に丸みが付いていた。後のマイナーチェンジで2段窓になり、窓の四隅に丸みが付くようになっている。一部事業者向けには非常口窓が開閉式となっているものも設定されていた（窓については78MCも同様）。
1970年代初め頃から中扉を4枚折戸としたモデルが設定され、西鉄などに納入された。1973年には前扉も4枚折戸とした車両が試作されたが、これは西鉄に2台採用されただけに終わっている。また1970年代半ばから大型方向幕が採用され、低床化も進められた。
大型車・9m大型車 のみ設定されていた。
1967年（昭和42年）から1972年（昭和47年）までのあいだ、京成電鉄の子会社である京成自動車工業 が西工のライセンス生産でバスボディを製造し、66MCアメリカンドリームを京成電鉄（現：京成バス）や新京成電鉄（現：新京成バス各社）など主に京成グループ内と周辺のバス運行事業者に納入していた。
- 中扉専用車体
立ち席窓
九州産業交通
トヨタ
DR15
- 1972年頃
立ち席窓
昭和自動車
日野
RE120。塩害対策のステンレス製車体。

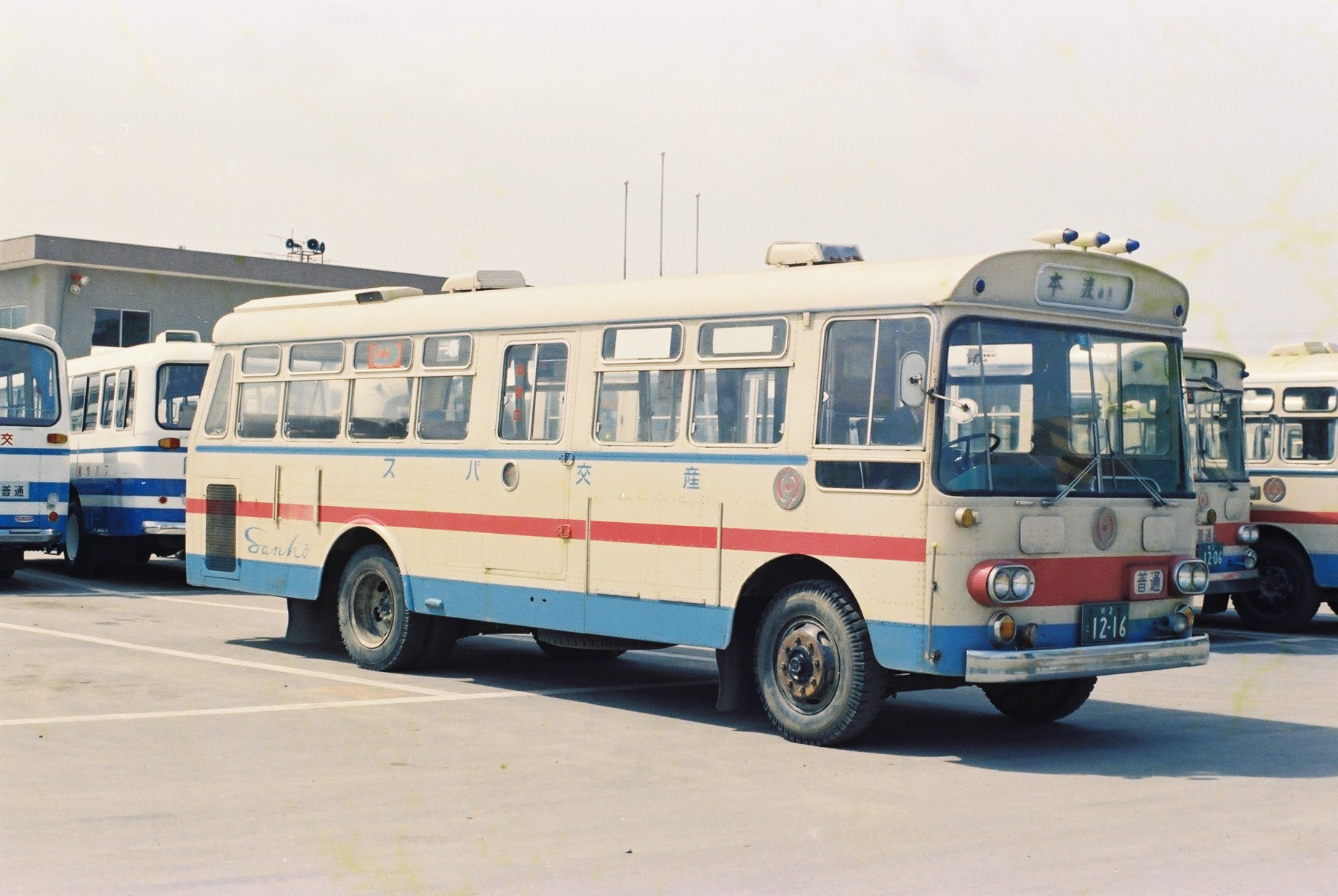
中扉専用車体 立ち席窓 九州産業交通 トヨタ DR15
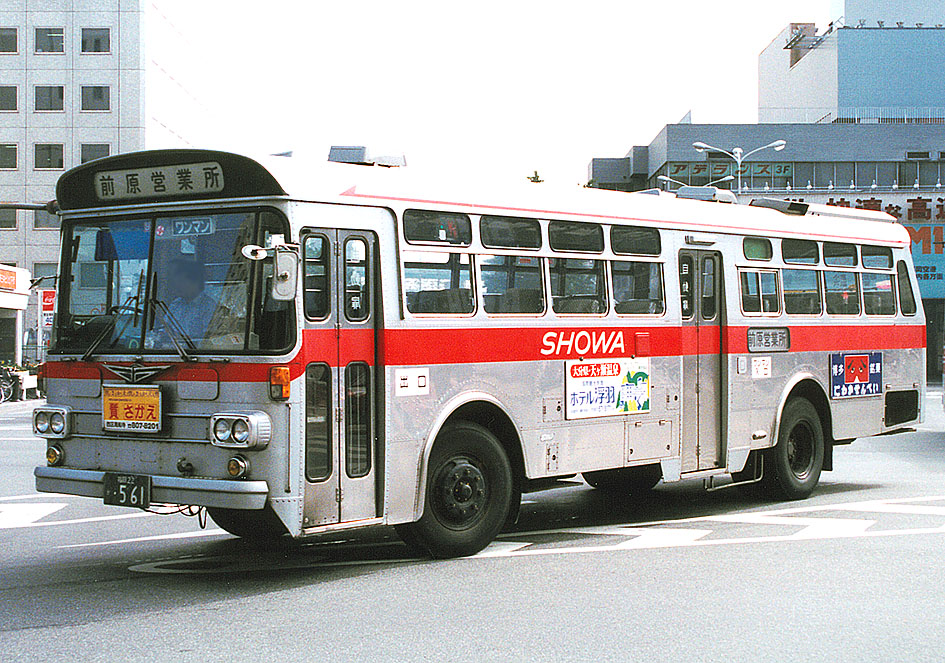
1972年頃 立ち席窓 昭和自動車 日野 RE120。塩害対策のステンレス製車体。
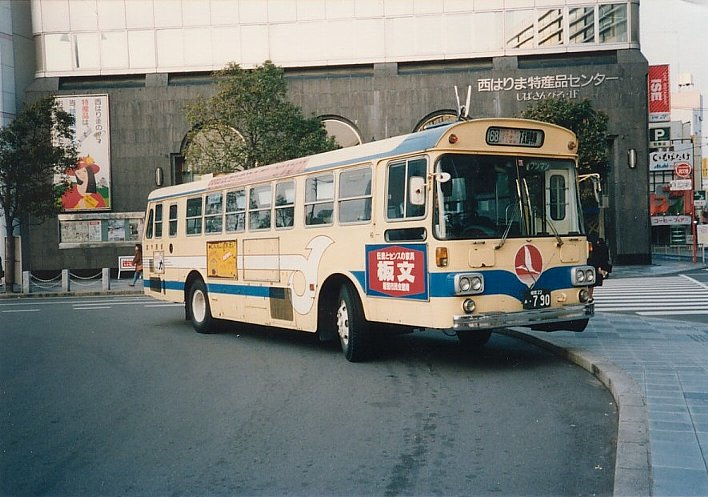
姫路市交通局 日野 RE100
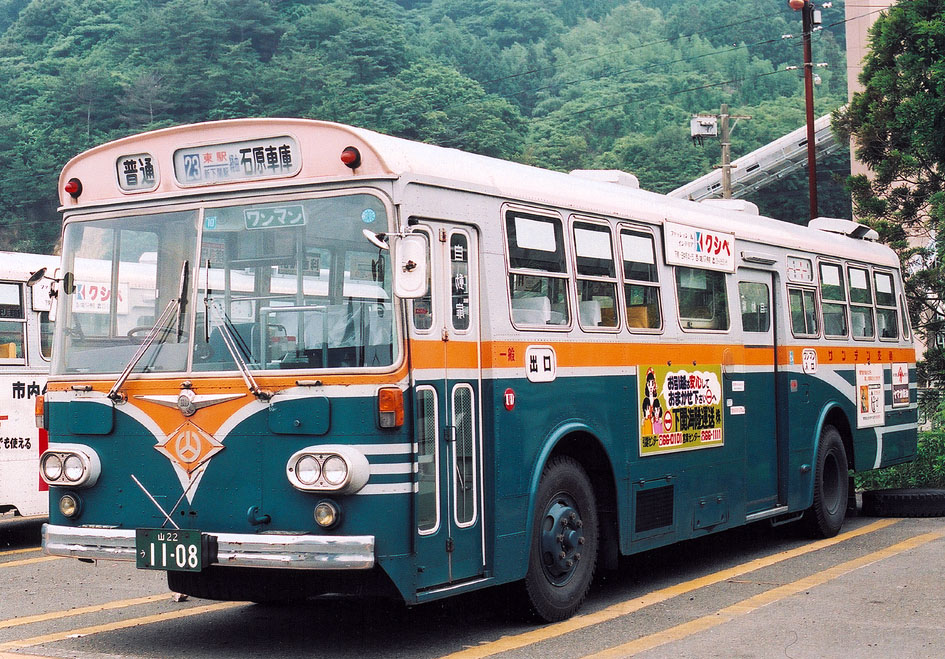
サンデン交通 日産ディーゼル U20L
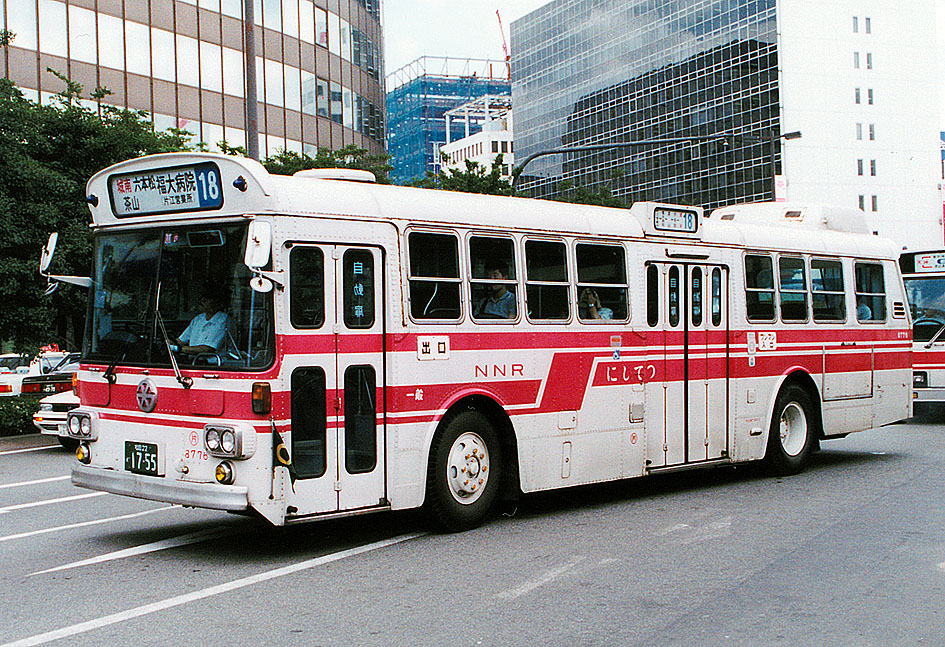
1978年式 66MC最終期 西日本鉄道 日野 RE121
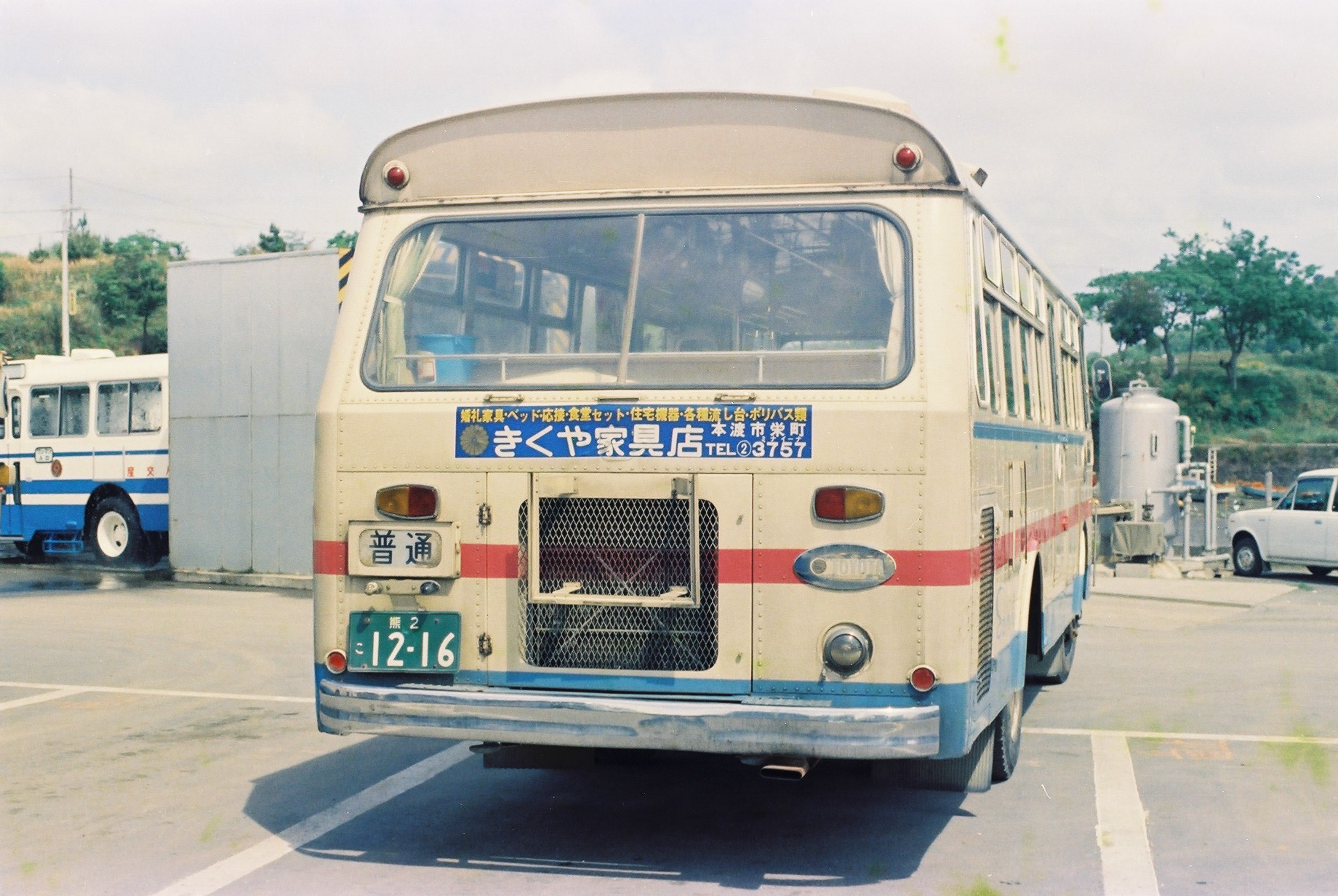
中扉専用車体 後部 九州産業交通 トヨタ DR15
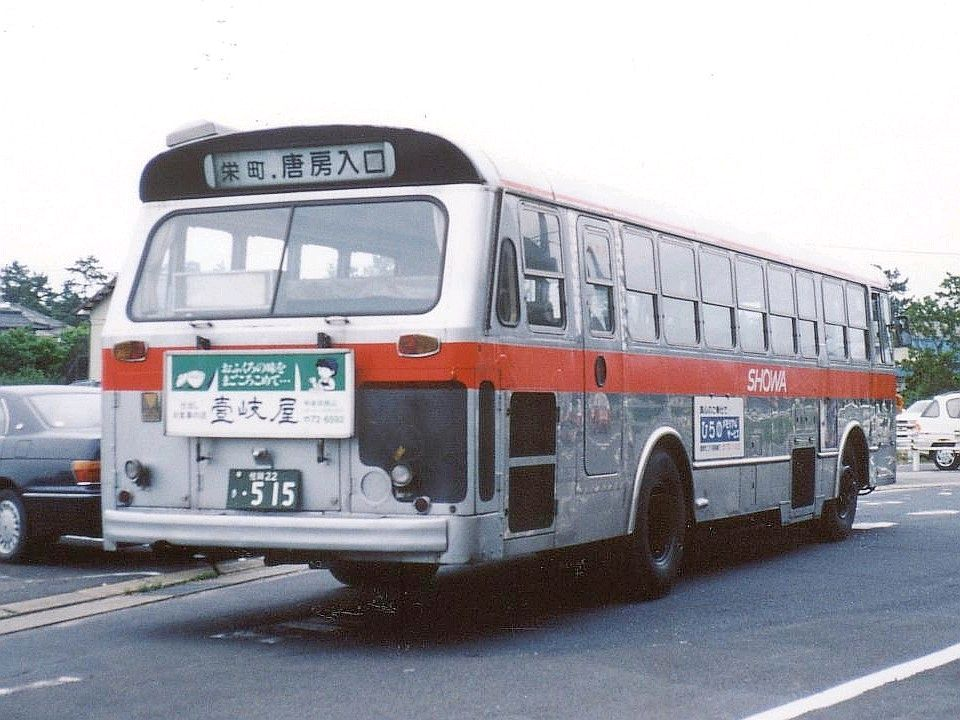
後部 昭和自動車 三菱 MP117M。塩害対策のステンレス製車体。

- 1978年式
66MC最終期
西日本鉄道
日野
RE121
- 中扉専用車体
後部
九州産業交通
トヨタ
DR15
- 後部
昭和自動車
三菱
MP117M。塩害対策のステンレス製車体。

#### 78MC
1978年（昭和53年）から1983年（昭和58年）まで製造されたモデルで大型車・9m大型車のみ設定されていた。窓の形状は66MCに類似するが、前代に比べ前後の折れ曲がりがやや小さいことから、バス愛好家からは「はんぺん」とも呼ばれる。基本西暦が形式名。
西工のモノコックボディとして最後のモデルで、バスボディのスケルトン化の流れによりわずか5年で製造終了となった。阪急バスには側面窓を上段引き違い・下段固定の大型窓とした車両や、外部正面から見て右側の前面窓の縦幅を左側よりも少し大きくした車両が導入された。

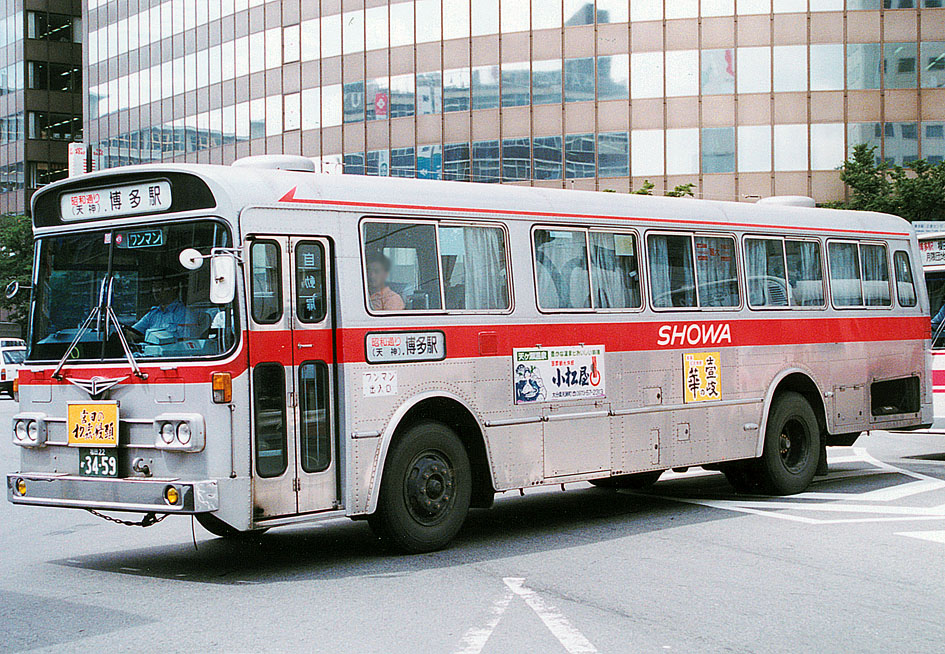
トップドア、塩害対策のステンレス製車体でリクライニングシート付きの長距離用タイプ 昭和自動車 いすゞ BU15KP
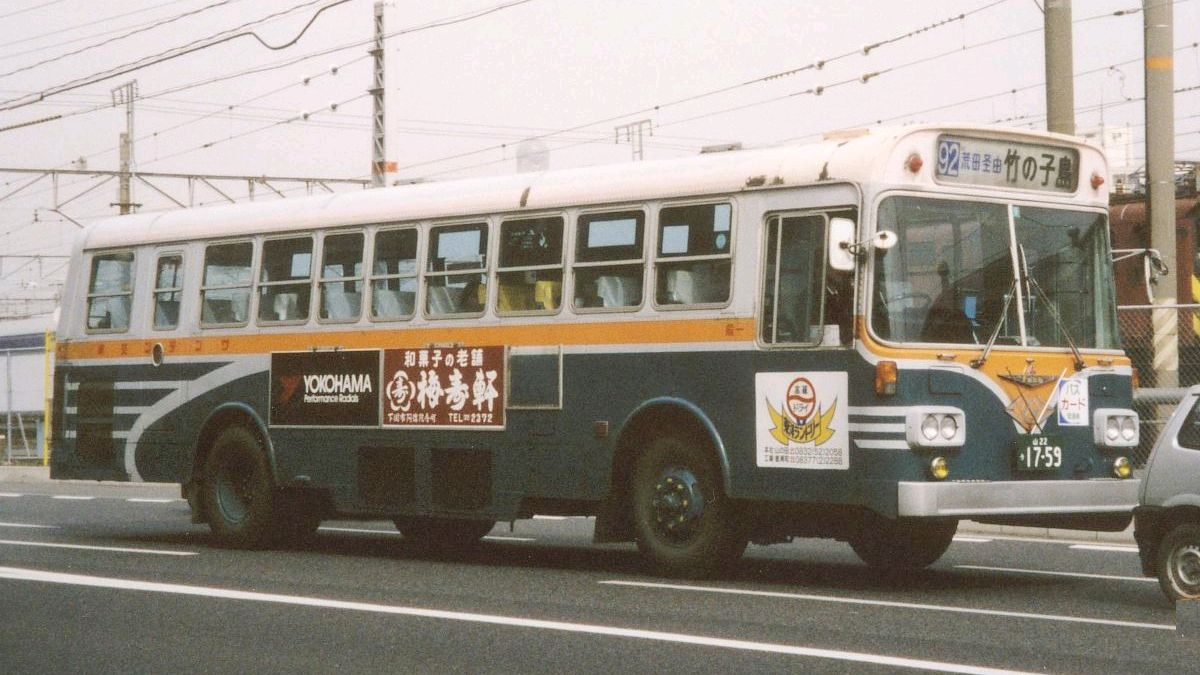
サンデン交通 三菱 MP117M
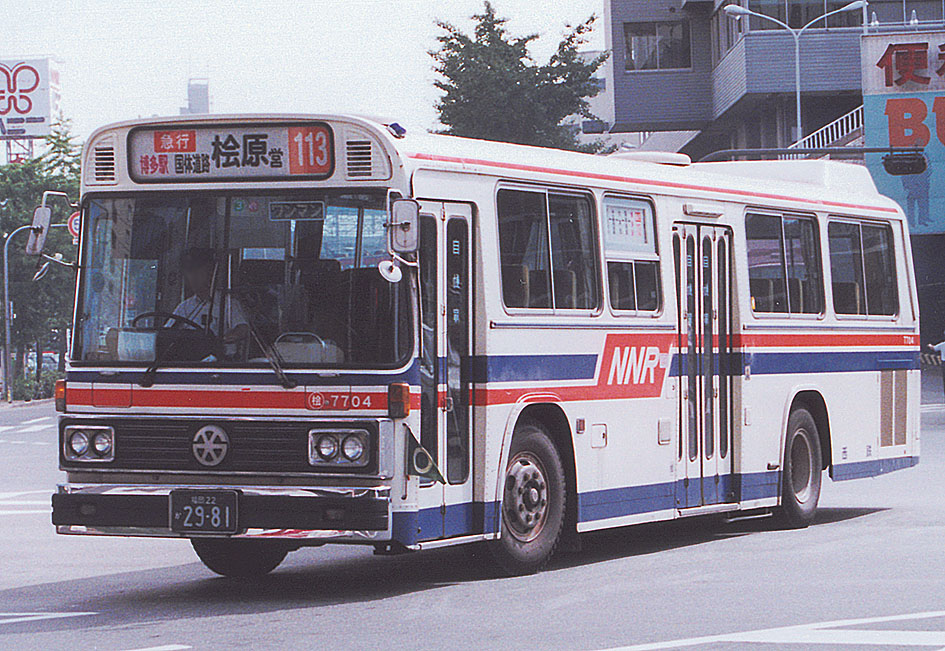
西日本鉄道 日野 K-RU225AA
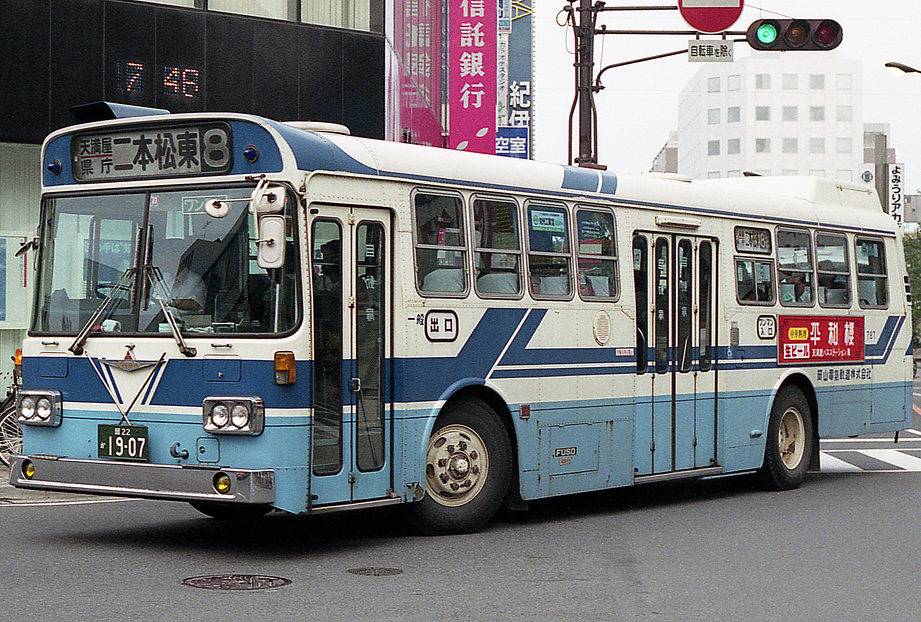
岡山電気軌道 三菱 K-MP518M
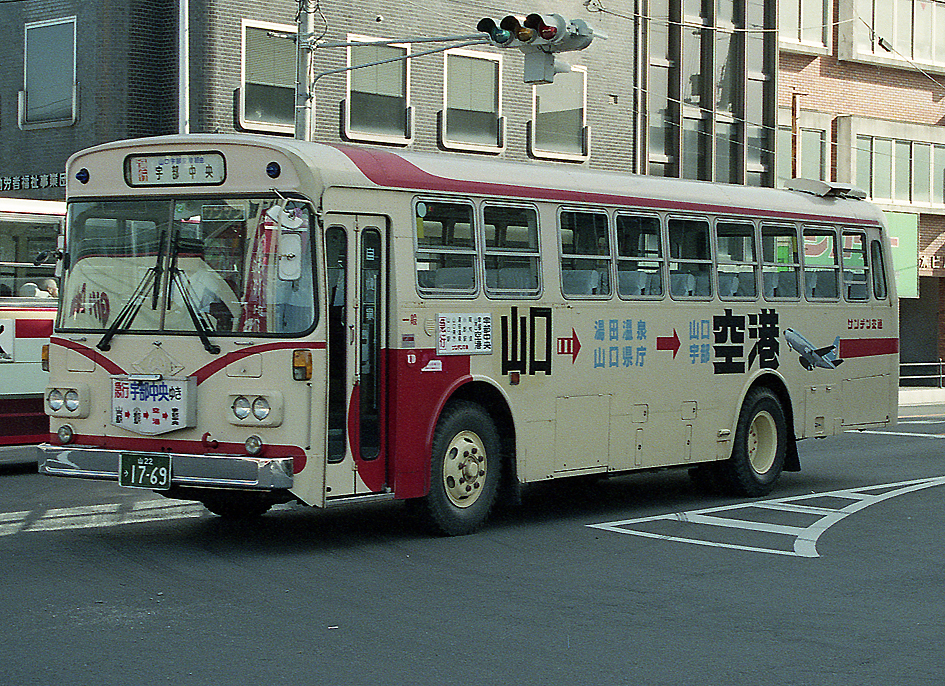
トップドア サンデン交通 山陽急行バス色車 日産ディーゼル K-UA31K

#### 58MC

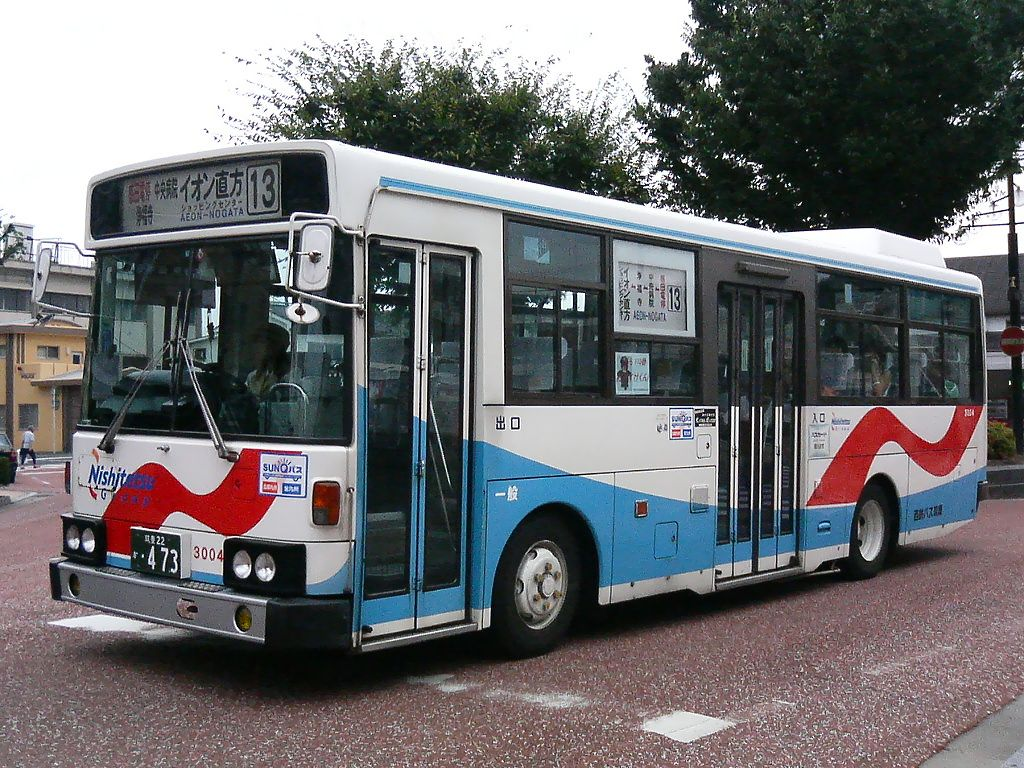
B-I ワンステップ中型車 西鉄バス筑豊 三菱 U-MK218J

1983年（昭和58年）から1997年（平成9年）まで製造されたモデル。西工初のスケルトンボディである。このモデルのみ元号が形式名とされた。
前面窓が左右とも同じ高さの「B-I」のほか、78MCで阪急バスに採用された、右側の前面窓の縦幅が左側よりも少し大きいタイプが「B-II」として正式設定され、西鉄などの各社で採用された。
スケルトン化にあわせて1950年代以来踏襲してきた側面窓隅の丸みがなくなり、四角形の窓となった。78MCでは阪急バスでのみ採用されていた、側面窓を上段引き違い・下段固定の大型窓とした車両も正式に設定された。
また、中型車についてもそれまでの川重のライセンス生産からB型大型車に準じた独自デザインに変更されている。中型車は1988年（昭和63年）まで生産されたのち、独自デザインの日産ディーゼル・スペースランナーRMが登場したためB型ボディでの製造は途絶えていたが、1993年（平成5年）からワンステップバスとして再び製造された。中型車はB-Iのみの設定であった。

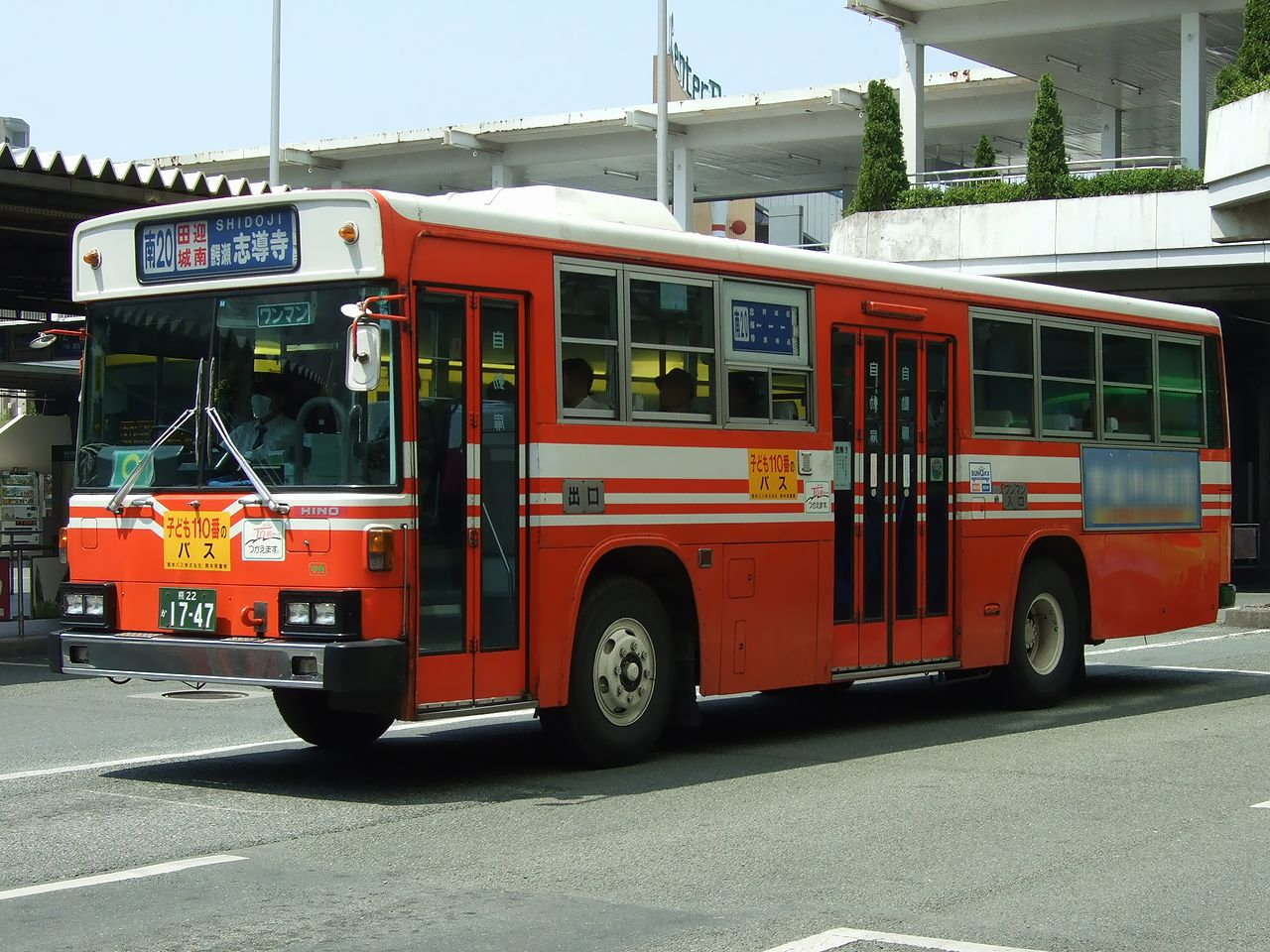
B-I 大型車 標準床・側面二段窓 熊本バス 日野 P-HT233BA
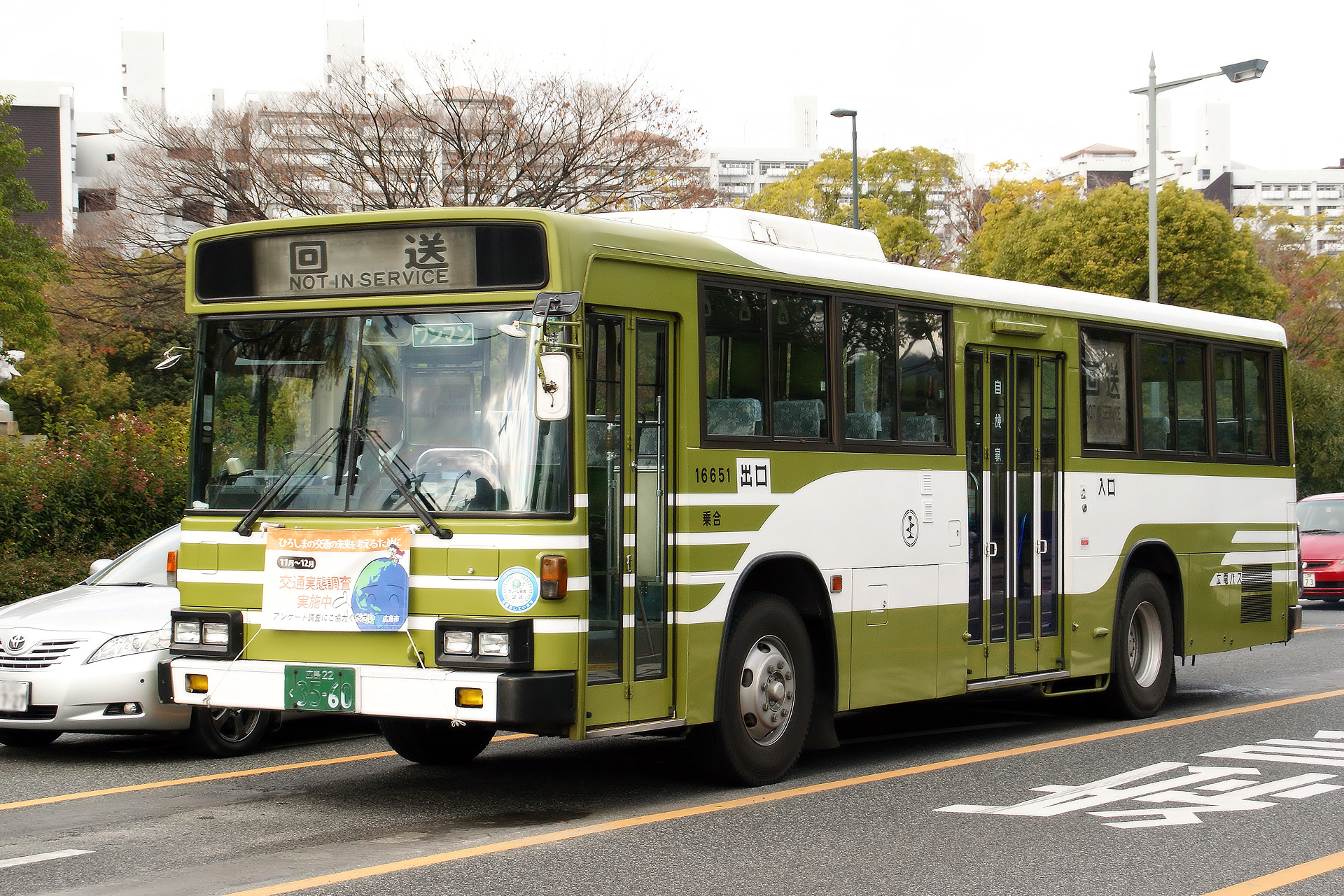
B-I 大型車 側面引き違い窓 広島電鉄 いすゞ U-LV218M
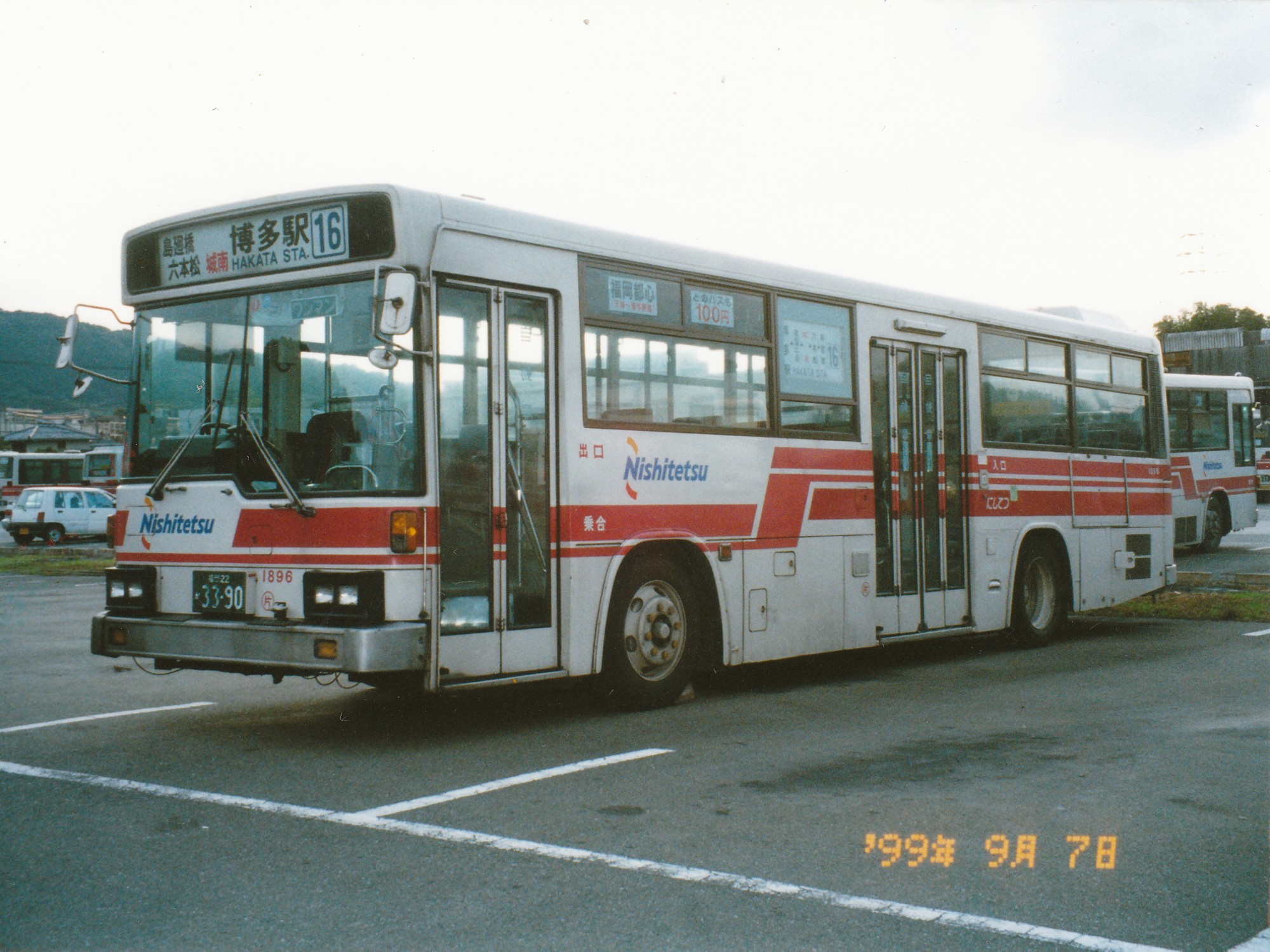
B-II 大型車（試作車） 側面引き違い窓 西日本鉄道 いすゞ P-LV314M
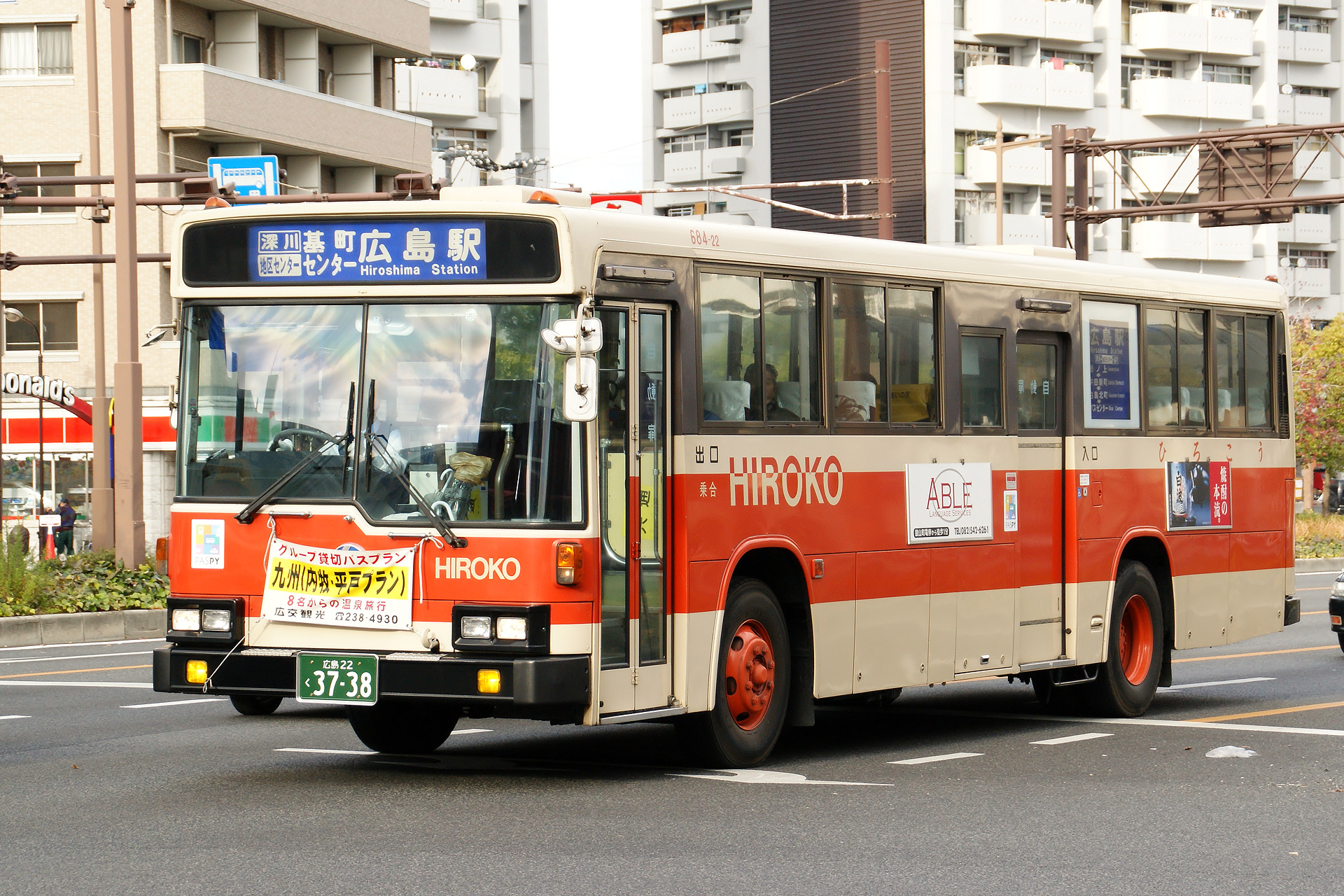
B-II 大型車 側面引き違い窓 広島交通 日産ディーゼル U-UA440NAN
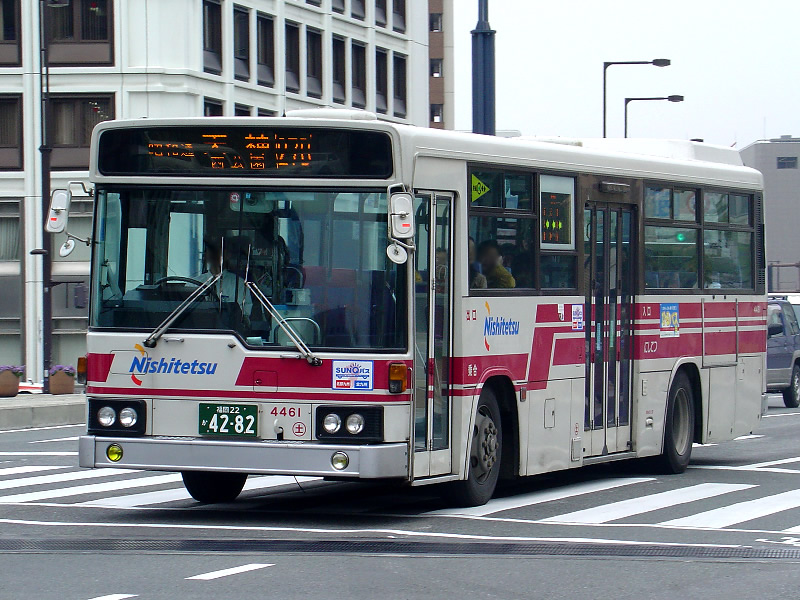
B-II 大型車 側面上段引き違い下段固定窓 西日本鉄道 三菱 P-MP218M

- 大型

- B-I 大型車
標準床・側面二段窓
熊本バス
日野
P-HT233BA
- B-I 大型車
側面引き違い窓
広島電鉄
いすゞ
U-LV218M
- B-II 大型車（試作車）
側面引き違い窓
西日本鉄道
いすゞ
P-LV314M
- B-II 大型車
側面引き違い窓
広島交通
日産ディーゼル
U-UA440NAN
- B-II 大型車
側面上段引き違い下段固定窓
西日本鉄道
三菱
P-MP218M

- 中型

- B-I ワンステップ中型車
西鉄バス筑豊
三菱
U-MK218J

#### 96MC
1996年（平成8年）に発売開始。これが西工最後の一般路線車モデルとなった。基本構造は58MCと似ているが、ヘッドランプやフォグランプなどがバンパーに埋め込まれる構造に変わり、より現代的なデザインとなった。58MCと同じく中型車はB-Iのみであった。
1997年（平成9年）には日産ディーゼルRNシャシー専用としてB-Iをベースにした小型車の生産を開始している。
1998年（平成10年）3月にはB-IIをベースにしたノンステップバス（三菱ふそうエアロスターKC-MP747M）を試作し、西鉄に2台納入した。床板は従来の西鉄一般路線車と同じ5.5mm厚のアルミ板とし、純正車体の15mm厚ボードに比べて床面地上高を約10mm下げた点や、ノンステップバスでありながら従来のバスと同様、前ドアを前ヒンジの折戸、中ドアを4枚折戸とした点などが純正車体との相違点である。翌年から他社向けにもノンステップバスが生産されたが、その年に熊本電気鉄道に納入されたB-Ⅰ（三菱ふそうエアロスターKC-MP747M改）1台 を除き、ドアは純正車体同様、前ドアはグライドスライド式、中ドアは引き戸となった。
2000年（平成12年）にはB-Iを12mにストレッチした高速仕様車（三菱ふそうエアロスターKC-MP717PT）を試作した。それまでハイデッカーを採用していた短距離高速バスの製造費削減を図る目的で開発されたもので、シャシーはターボインタークーラー付き高出力タイプのものをストレッチし、床下にはトランクを設けた。試作車の使用実績を基に同年後期から若干の改良を施して量産され、2005年（平成17年）からはシャシーが日産ディーゼルUA（のちRA）に代わり引き続き製造された。西鉄グループには三菱ふそう・日産ディーゼル合わせて約200台が納入されたが、他社では採用されなかった。
2005年（平成17年）から新短期・長期排出ガス規制適合車の発売を開始。灯火類や窓などの一部を改良したボディとなっており、若干のマイナーチェンジが行われている。
- B-Ⅱ大型車 ノンステップ
西日本鉄道
三菱
KC-MP747M改
西鉄に納入されたノンステップ試作車
- B-Ⅰ大型車 ノンステップ
熊本電気鉄道
三菱
KC-MP747M改
ノンステップ試作車同様、前ドアは前ヒンジの折戸、中ドアは4枚折戸の形態である。

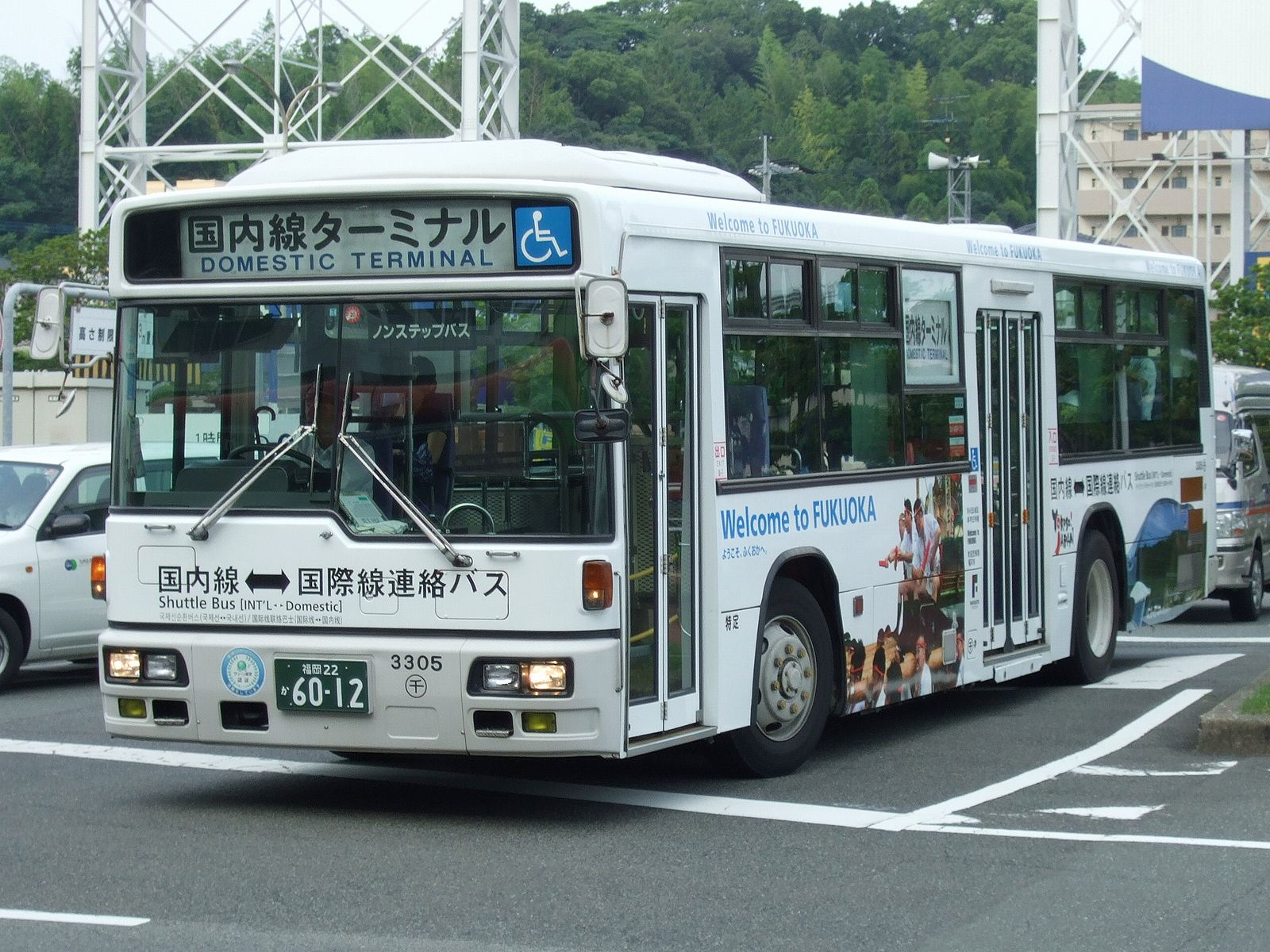
B-Ⅱ大型車 ノンステップ 西日本鉄道 三菱 KC-MP747M改 西鉄に納入されたノンステップ試作車
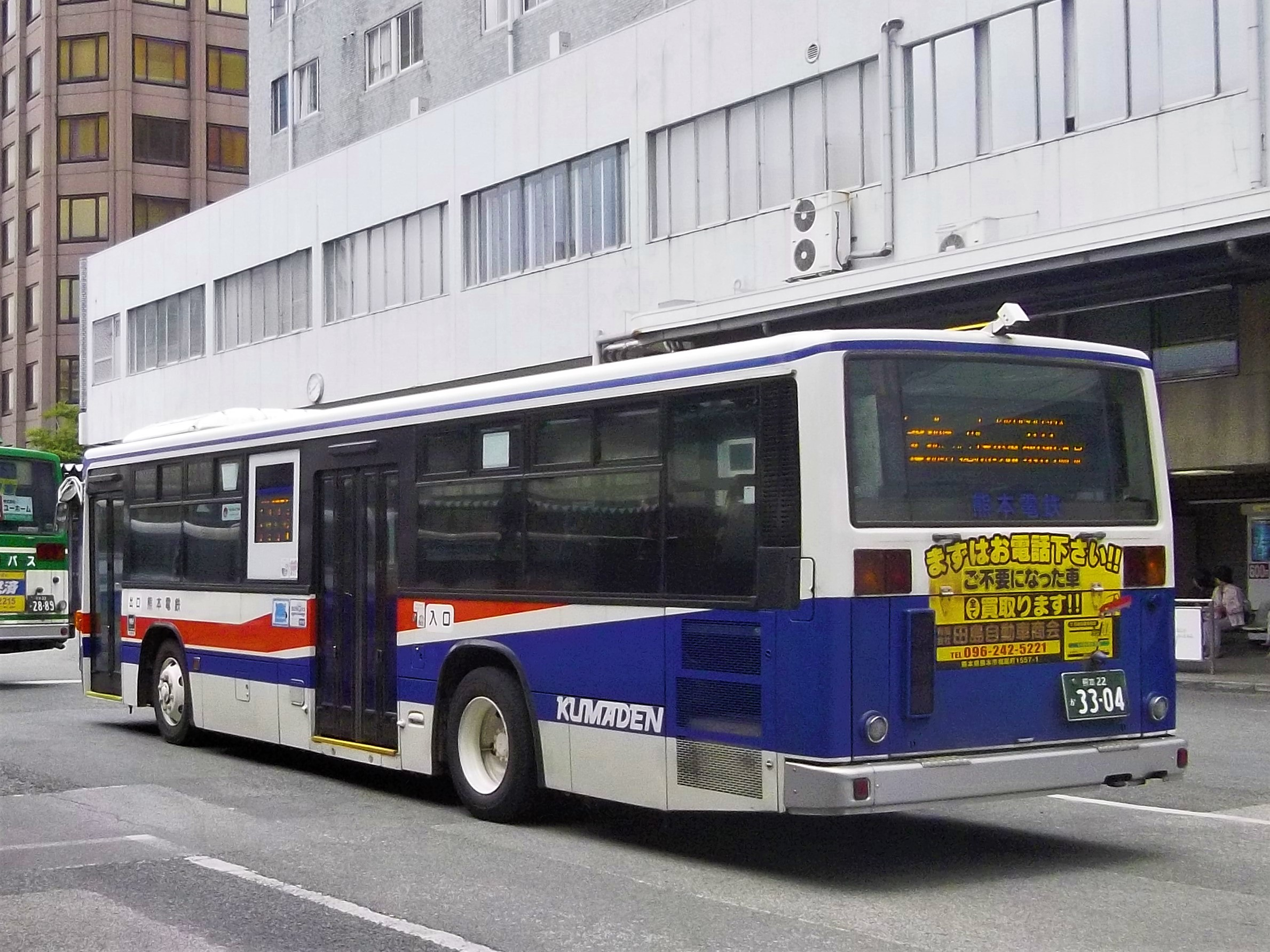
B-Ⅰ大型車 ノンステップ 熊本電気鉄道 三菱 KC-MP747M改 ノンステップ試作車同様、前ドアは前ヒンジの折戸、中ドアは4枚折戸の形態である。
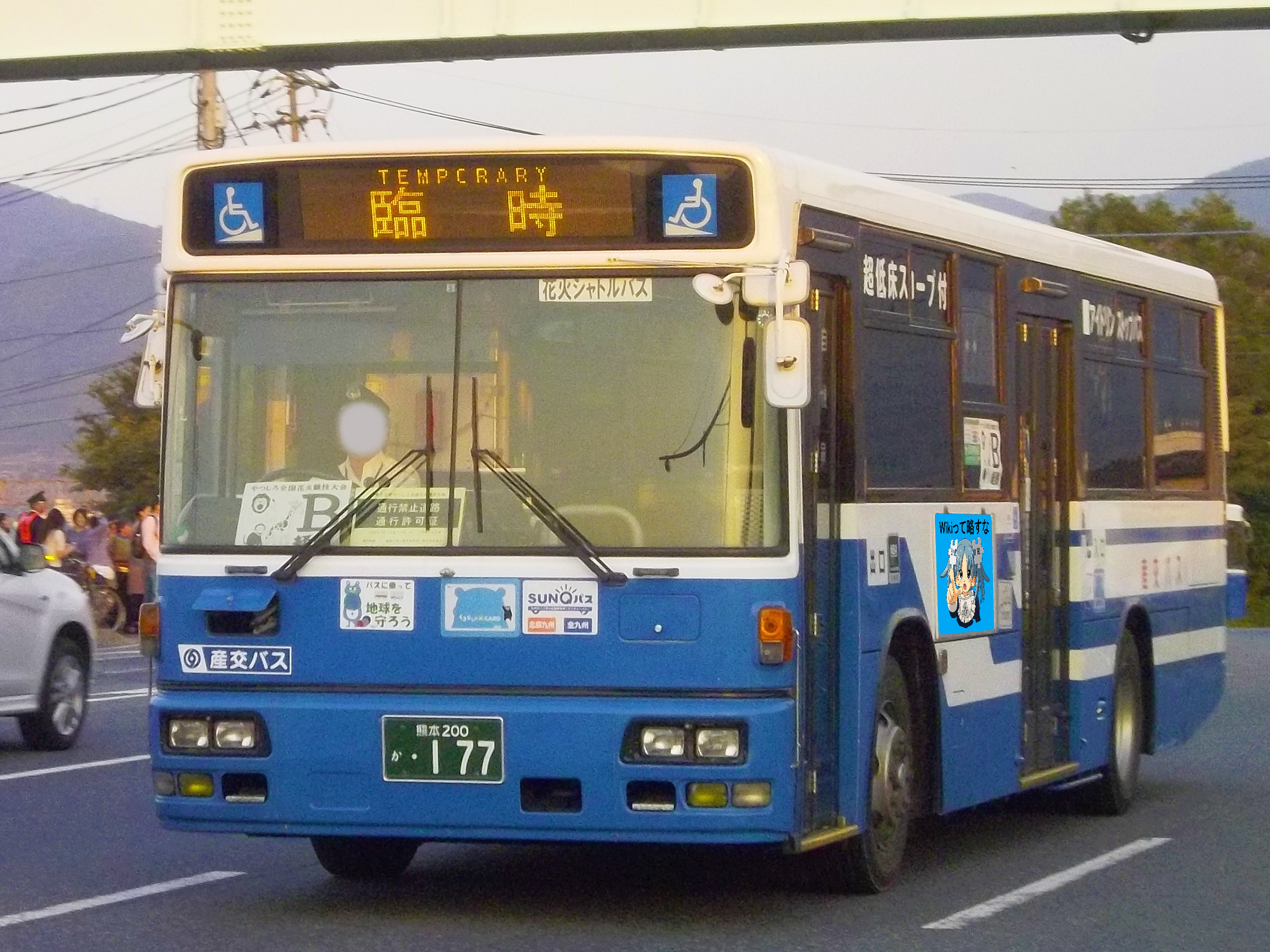
B-I 大型車 九州産業交通 日野 KL-HU2PMEA
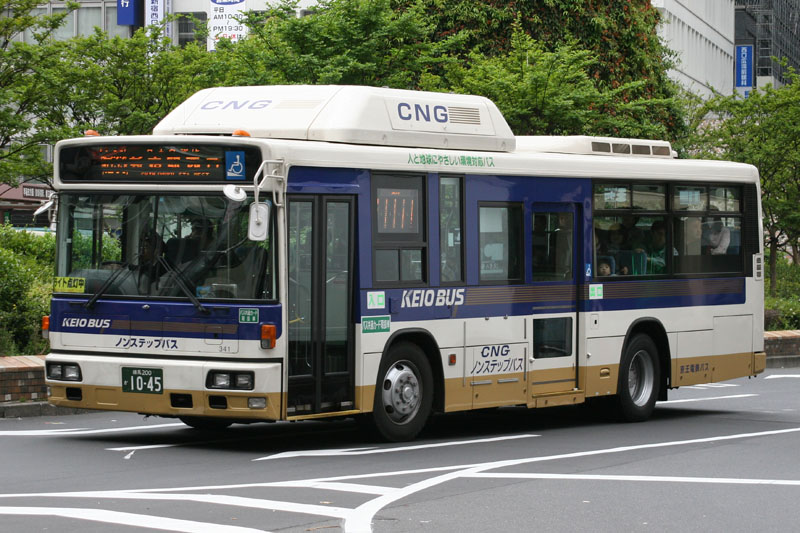
B-I 大型車（CNG仕様） 京王電鉄バス 日産ディーゼル KL-UA452KAN改
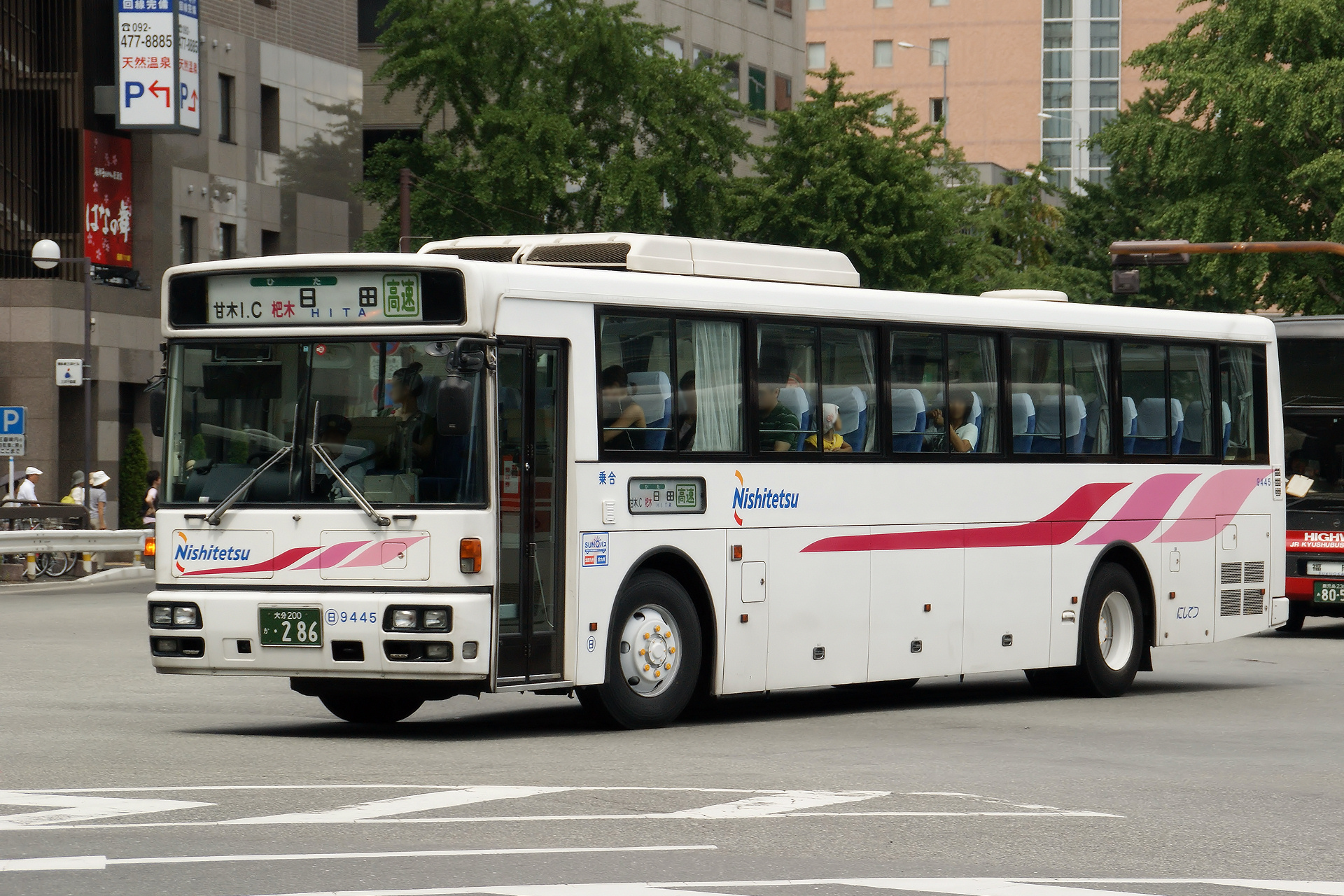
B-I 高速仕様車 西日本鉄道 日産ディーゼル PKG-RA274TAN
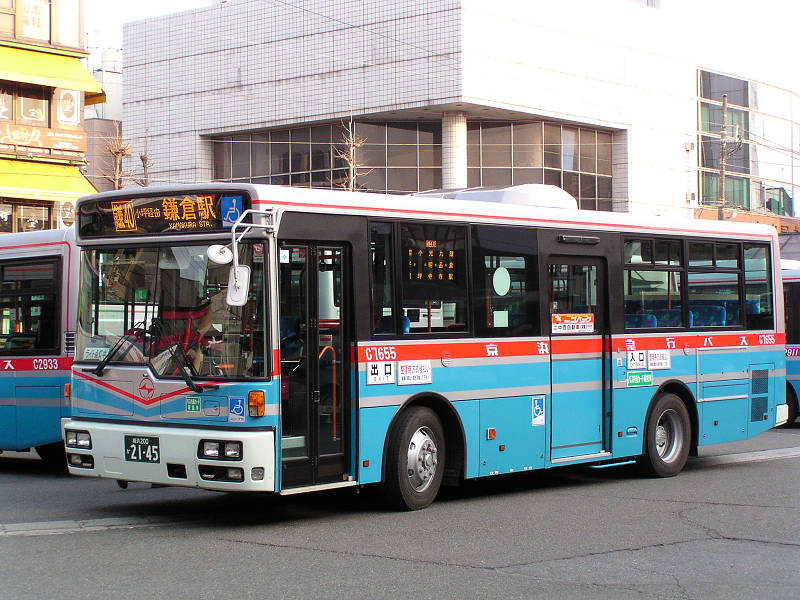
B-II 9m大型車 京浜急行バス 日産ディーゼル PK-RP360GAN
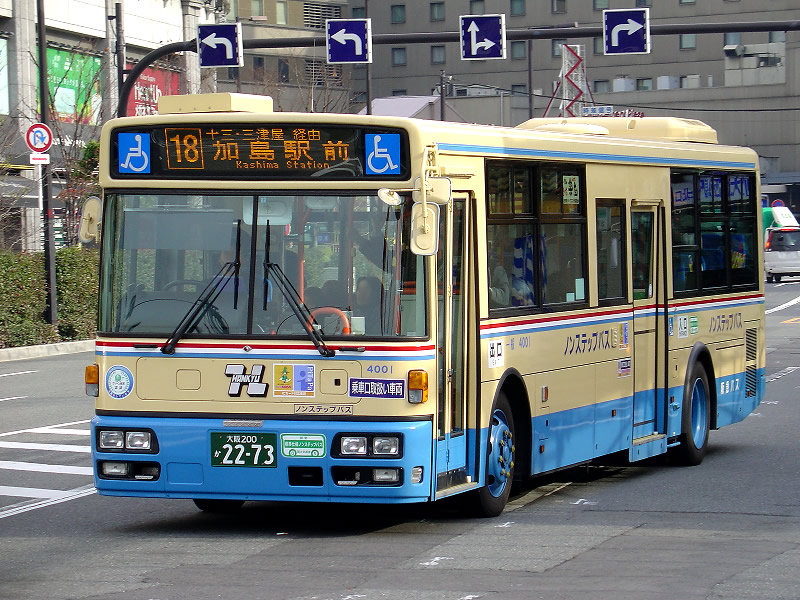
B-I 中型ロング車 阪急バス 日産ディーゼル PK-JP360NAN
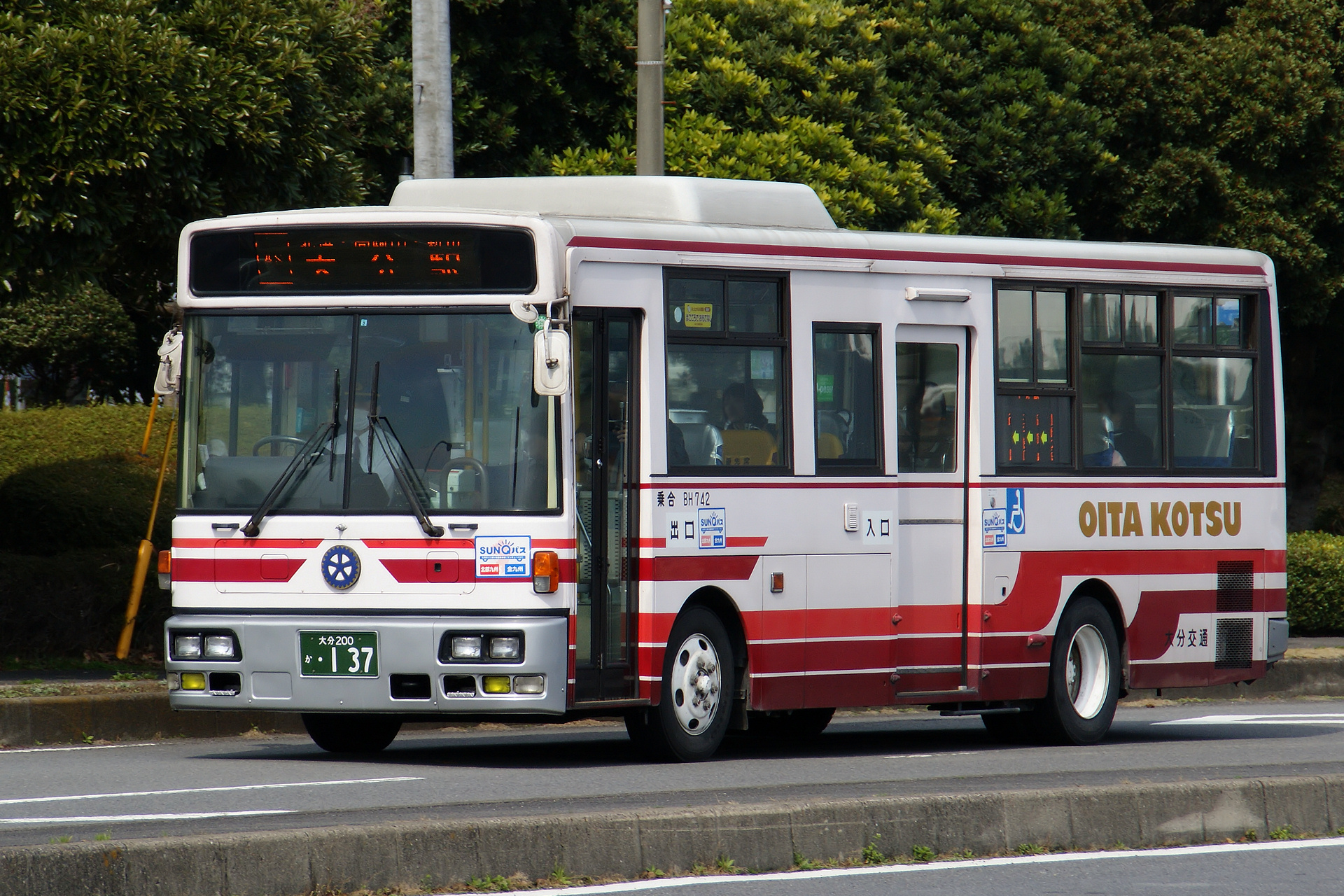
B-I 中型車 大分交通 日野 KK-RJ1JJHK
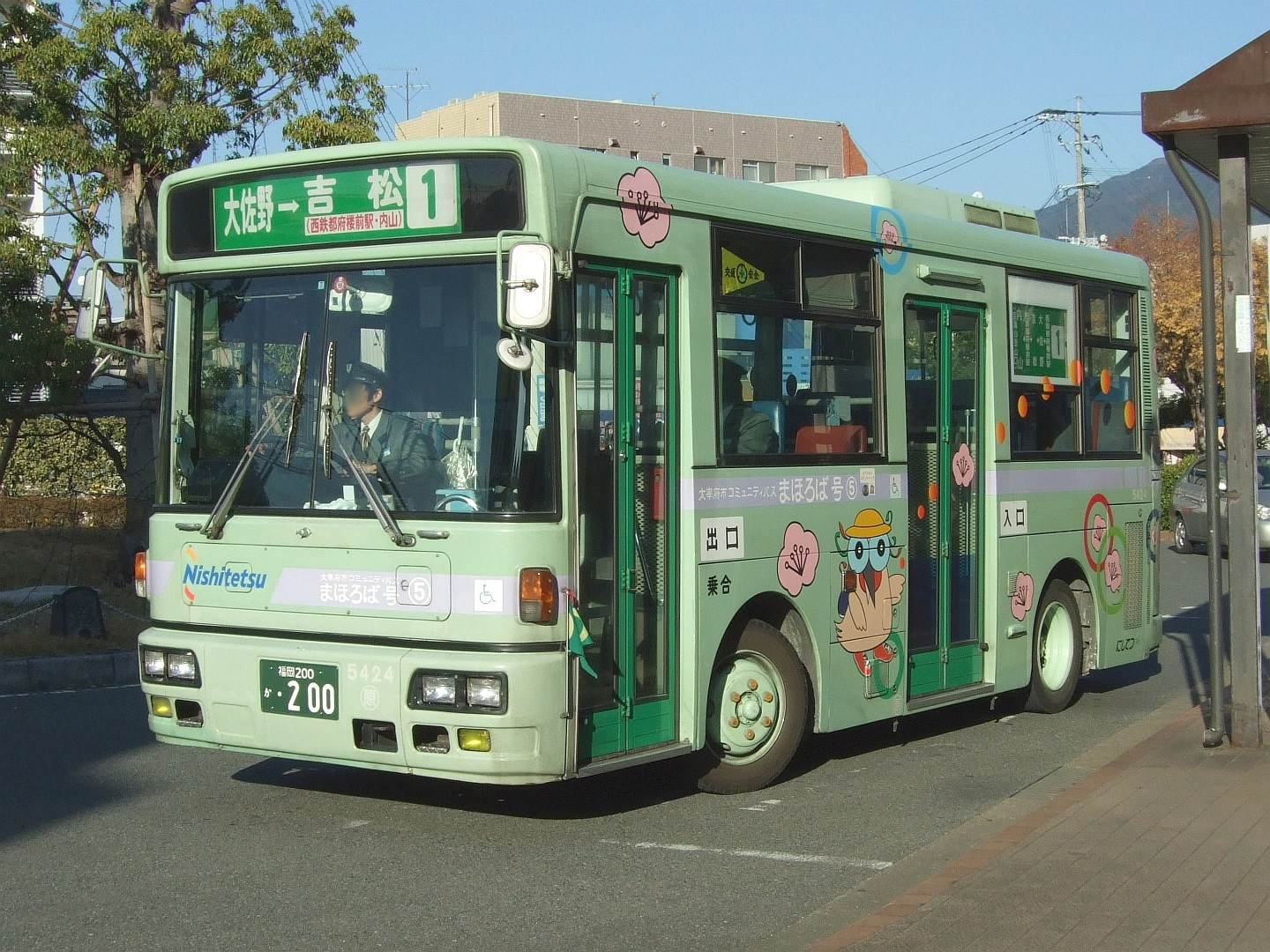
B-I 小型車 西日本鉄道 日産ディーゼル KC-RN210CSN

2008年（平成20年）には新長期適合車のリアスタイルが変更となり、リアコンビネーションランプは大型車がゴールドキング製に、中型車は三菱ふそう・エアロミディと同等のデザインにそれぞれ変更されたほか、雨樋など形状も変更された。

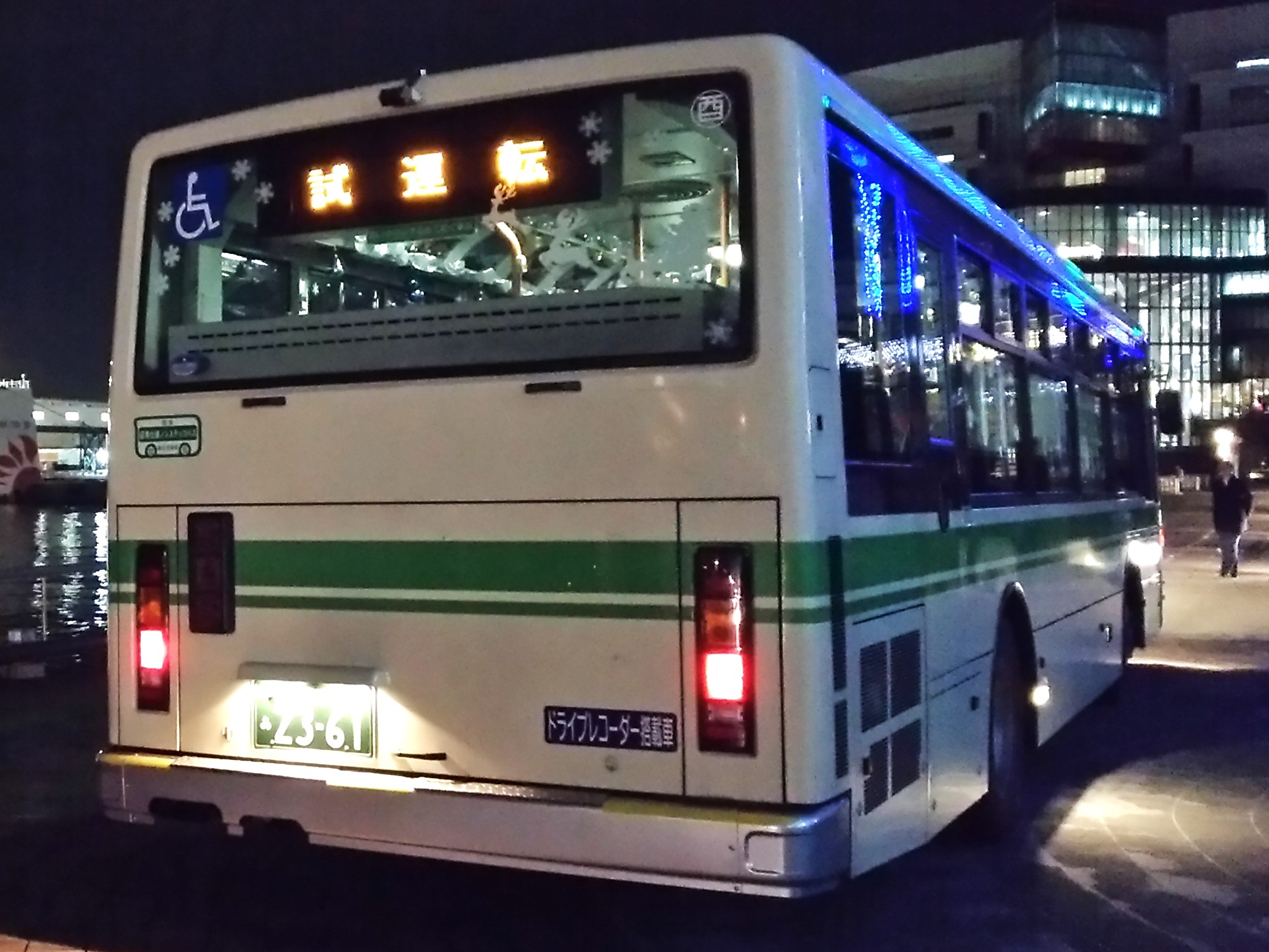
96MC　B型 リアデザイン変更前 大阪市交通局（当時） 日産ディーゼル PDG-RA273KAN
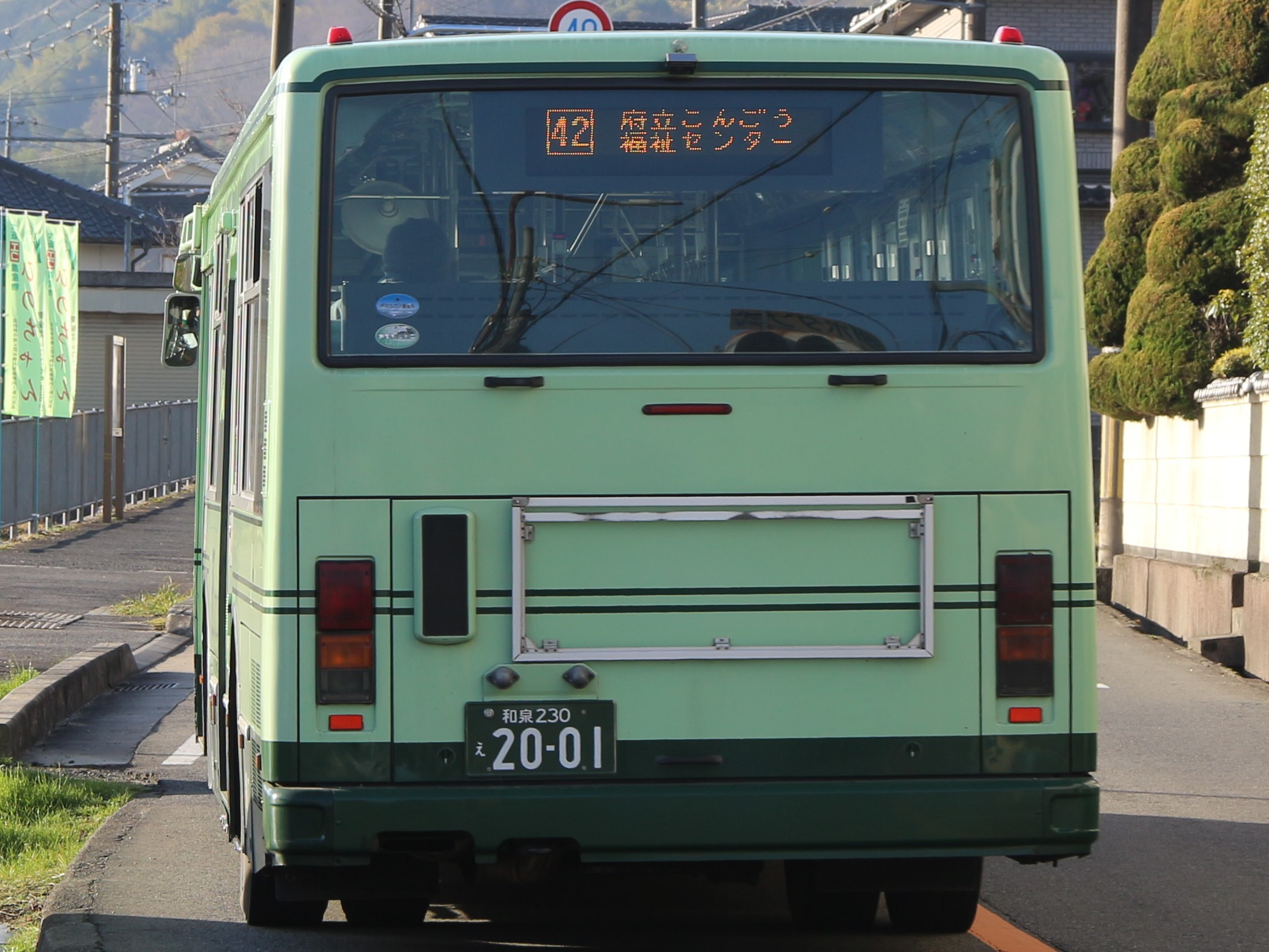
96MC　B型 リアデザイン変更後 金剛自動車 三菱ふそう PKG-AA274KAN
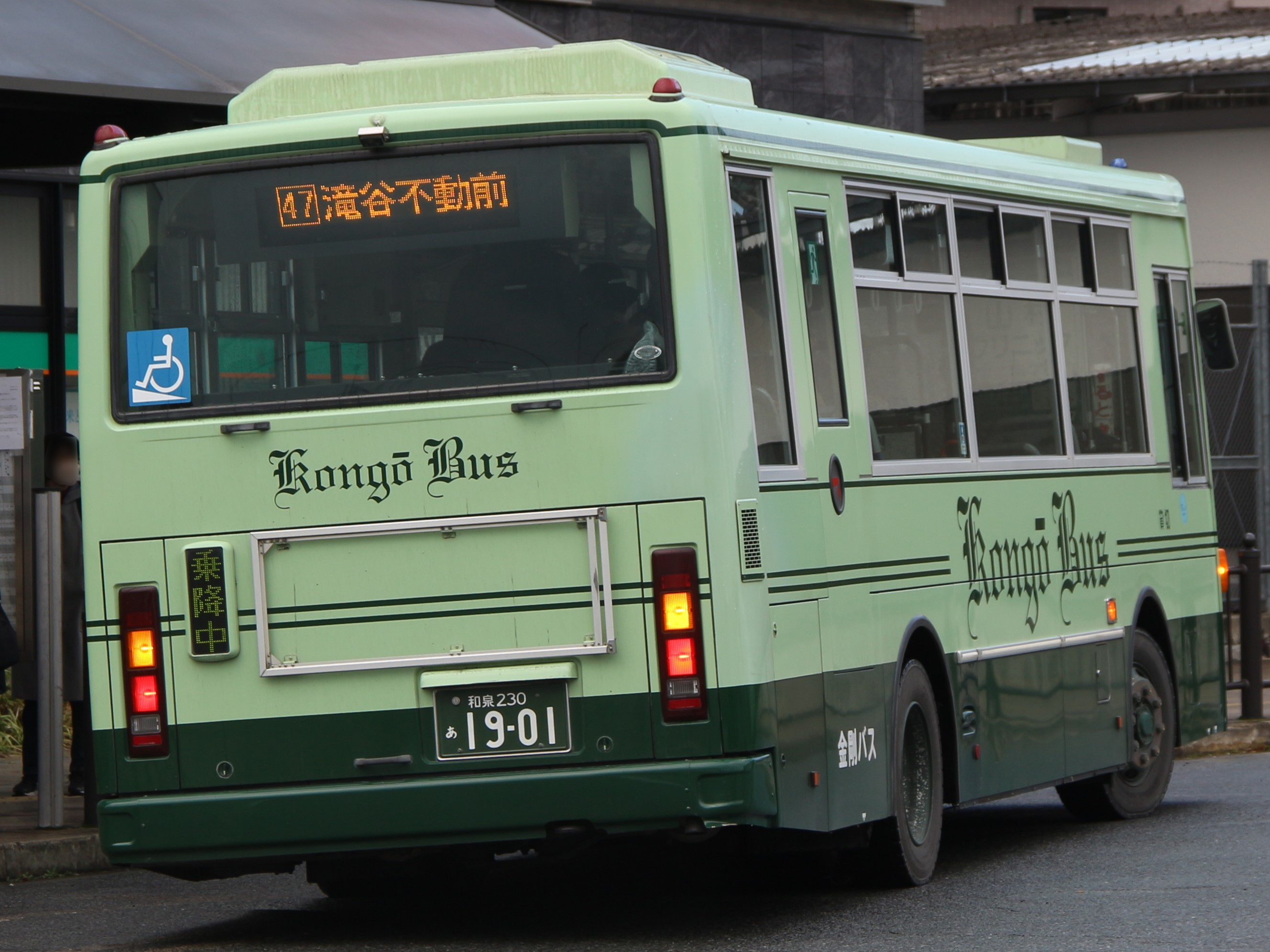
96MC　B型（中型車） リアデザイン変更前 金剛自動車 日産ディーゼル PB-RM360GAN
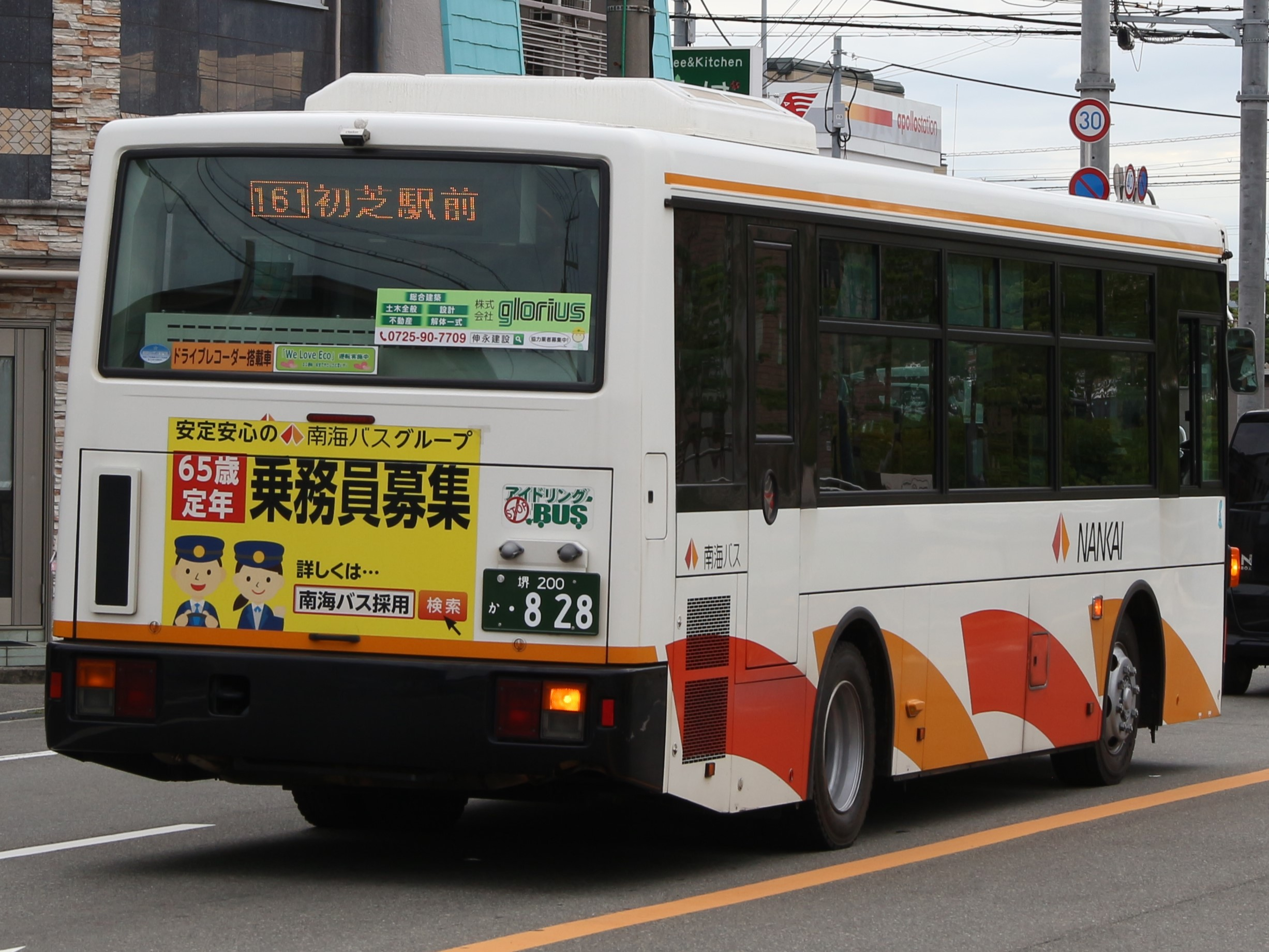
96MC　B型（中型車） リアデザイン変更後 南海バス 三菱ふそう PDG-AR820GAN

- 96MC　B型
リアデザイン変更前
大阪市交通局（当時）
日産ディーゼル
PDG-RA273KAN
- 96MC　B型
リアデザイン変更後
金剛自動車
三菱ふそう
PKG-AA274KAN
- 96MC　B型（中型車）
リアデザイン変更前
金剛自動車
日産ディーゼル
PB-RM360GAN
- 96MC　B型（中型車）
リアデザイン変更後
南海バス
三菱ふそう
PDG-AR820GAN

### E型
観光・高速・自家用バス用。スタンダードデッカーの「E-I」「E-II」と、ハイデッカーの「E-III」がある。B型と同様、1966年（昭和41年）から1978年（昭和53年）までは前後が「く」の字形に曲がった66MC、1978年（昭和53年）から1983年（昭和58年）までは前後の折れ曲がりがやや小さくなった78MC、1983年（昭和58年）からはスケルトンボディの58MCで生産され、1989年（平成3年）にはS型と同型バンパーを備わるデザインとなった。58MCは大型車のほか中型車も生産された。
E-IとE-IIは一般路線バス並みの車高であり、一般路線バス用のシャーシに架装することもできる。E-Iは58MC（S型と同型バンパー）、E-IIは96MCのモデルとなる。かつては長距離路線バスや観光バス用として各事業者に採用されていたが、1980年代半ば以降のハイデッカーの台頭により、現在では主に短距離を走る高速・特急バスに多く採用されている。また自家用の送迎バスや、検診用・献血用車両など、路線バス用以外の車両はこのボディが多い。E-IIのバンパーはB型と共通（行灯もしくは行先表示付のものもあり）でヘッドランプも角形4灯が標準であるが、江ノ電バスと京浜急行バスの空港線用にはC型同様のディスチャージランプが装備されたものも製造された。
E-IIIは、灯火機器規制の影響で生産中止になったS型に代わり、新たにハイデッカーに対応したボディとして2006年（平成8年）から生産が開始されたモデルである。基本構造は従来のS型を引き継いでいるが、フロントバンパーとリヤフラッシャーがE-IIに準じたものへ変更され、フロントガラスが拡大されている。主に高速バス用で観光系シャーシに架装されたが、江ノ電バスの定期観光バス用には路線シャーシへの架装もなされた。
1996年（平成8年）にモデルチェンジした96MCが最後のモデルで、E-IIとE-IIIが生産された。

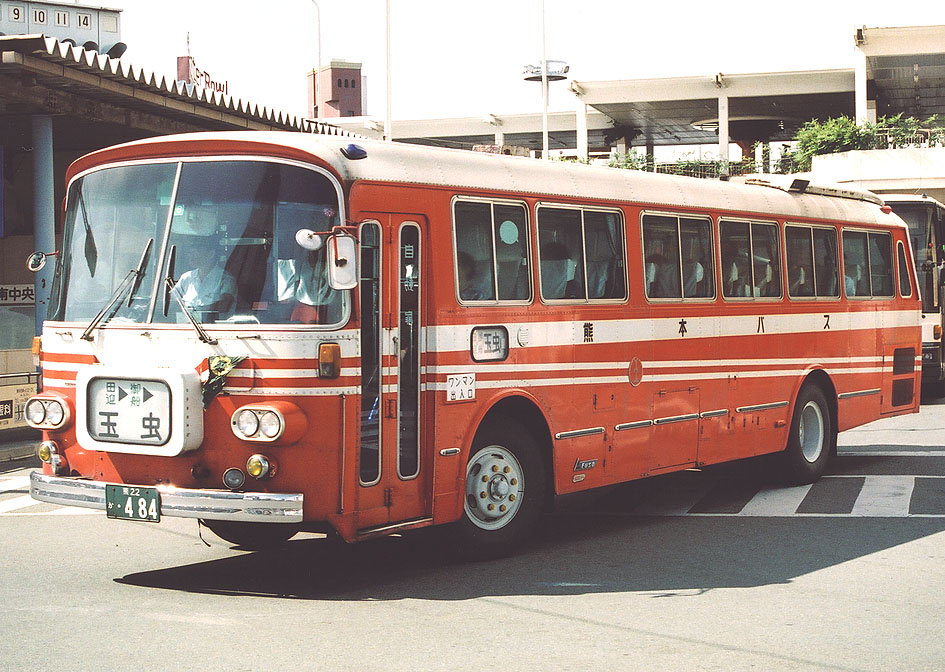
66MC 貸切車 熊本バス 三菱 B806L
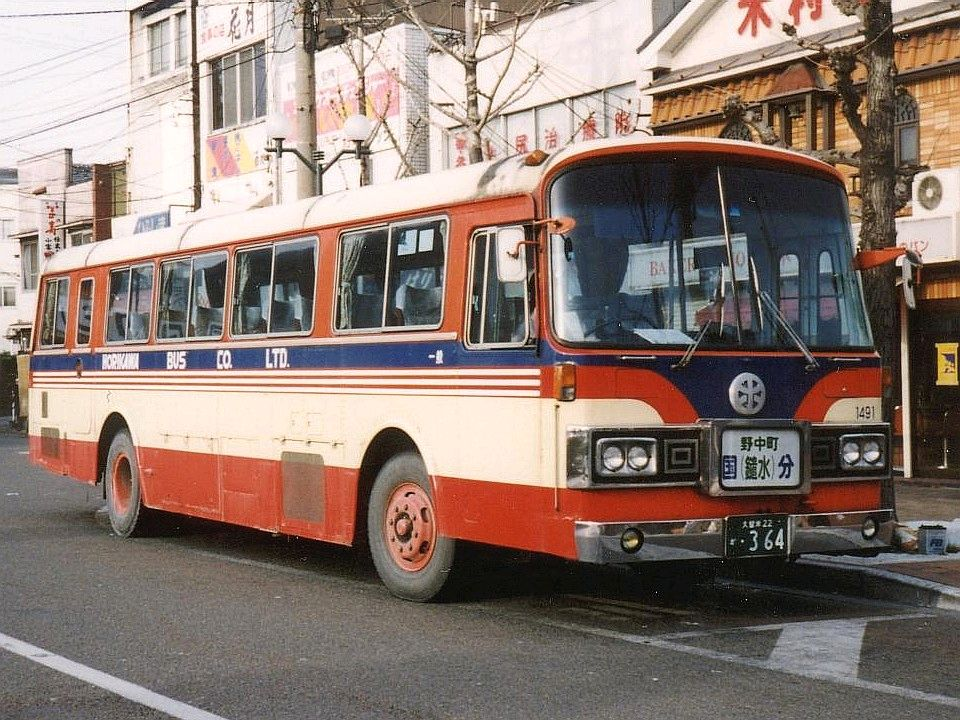
78MC E 堀川バス 日野 K-RC301P
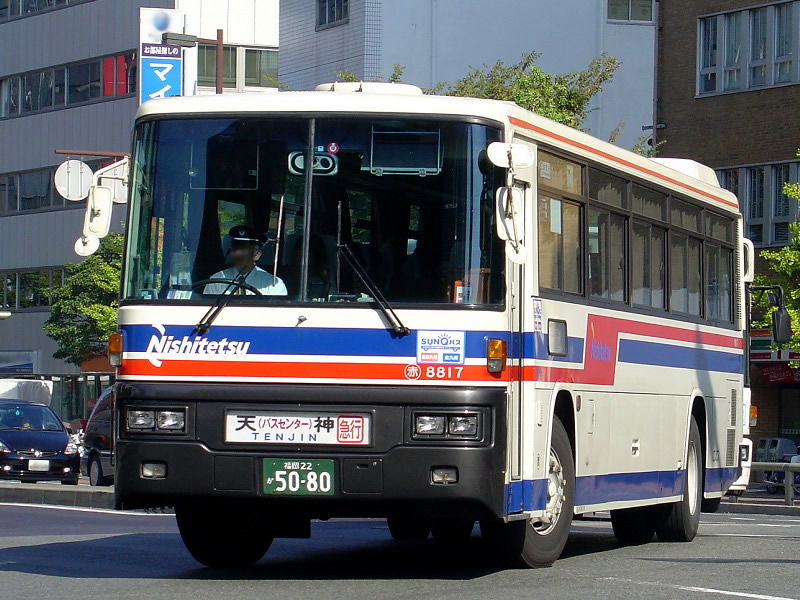
58MC E-I S型と同型バンパー 西日本鉄道 日野 U-RU1FTAA
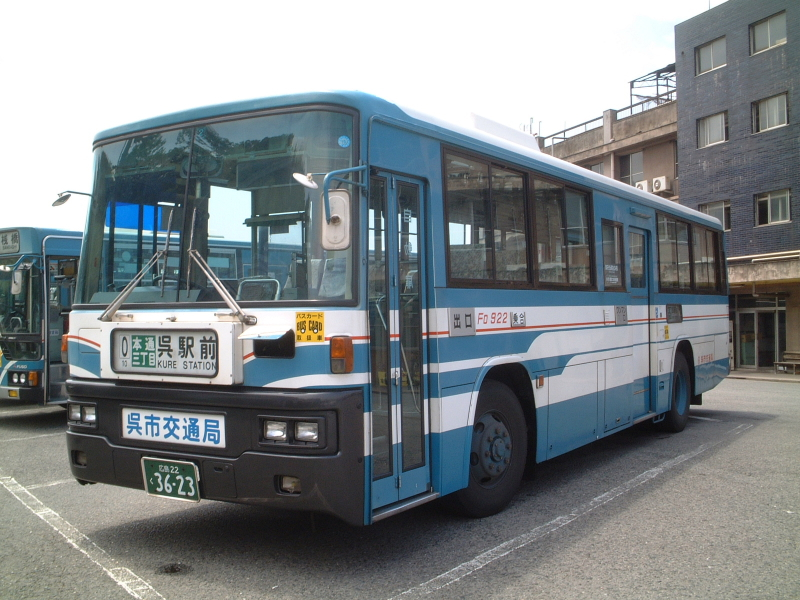
58MC E-I 中扉設置車両 S型と同型バンパー 呉市交通局 三菱 U-MP618M
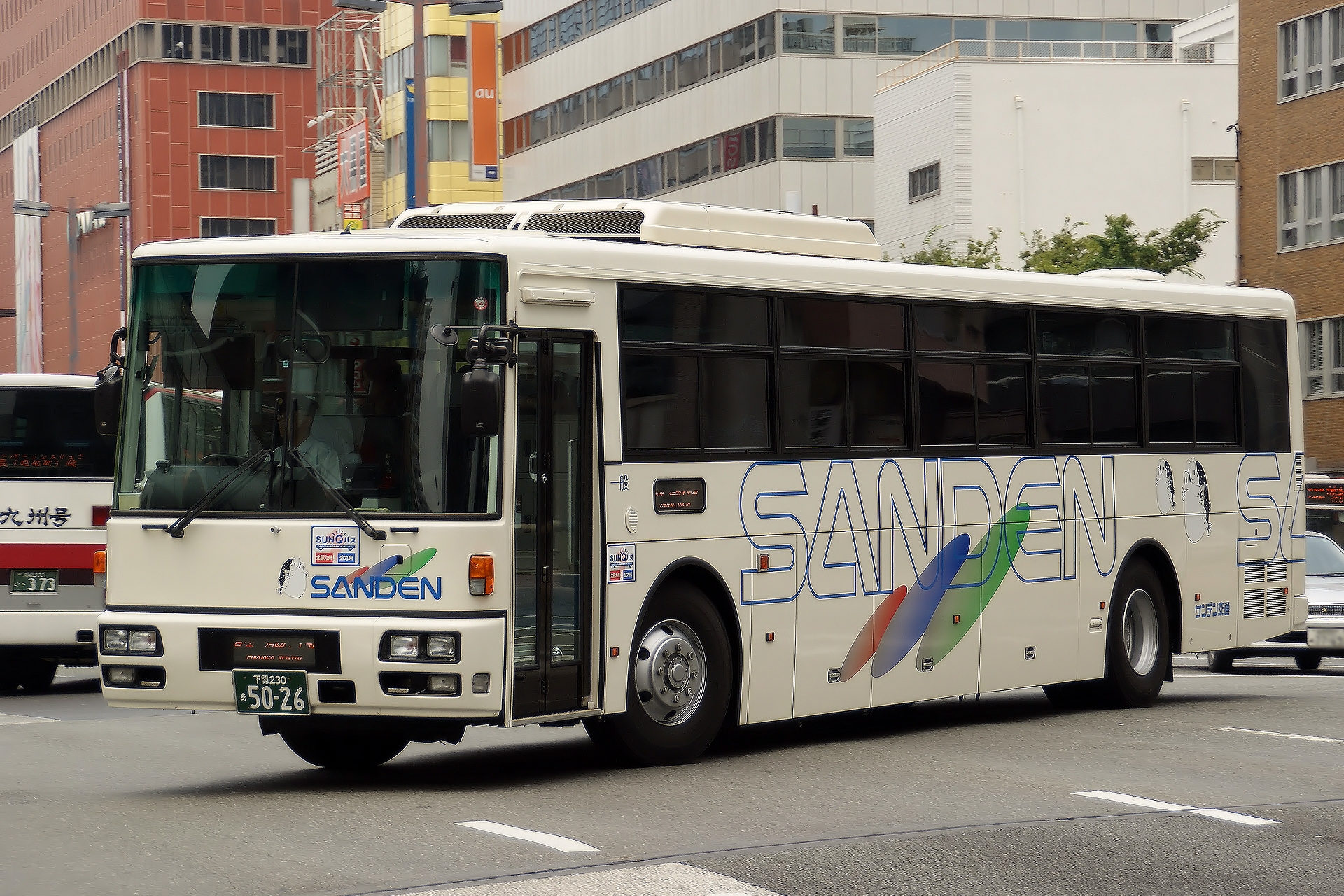
96MC E-II サンデン交通 日産ディーゼル PKG-RA274TAN
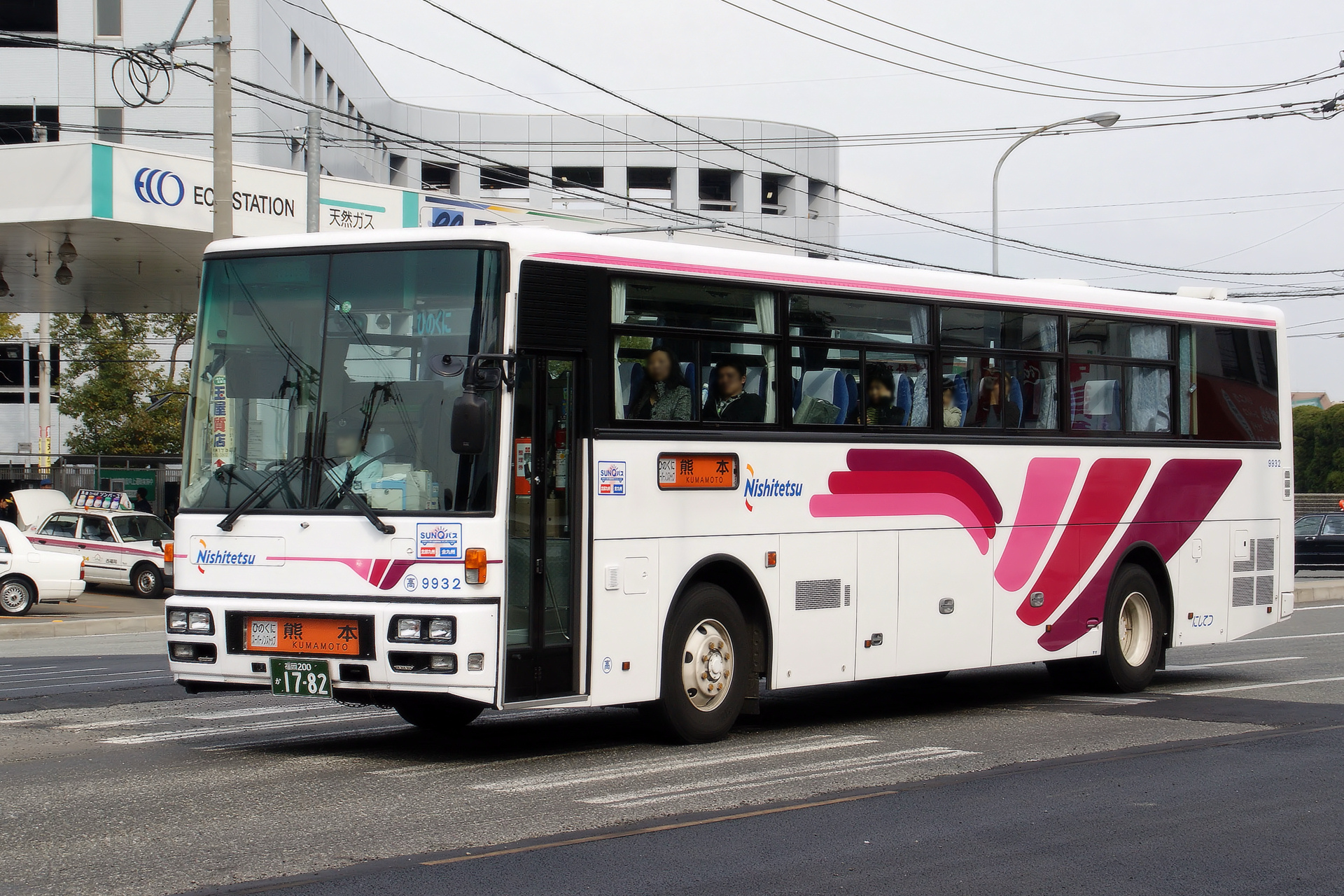
96MC E-III 西日本鉄道 日産ディーゼル PKG-RA274RBN
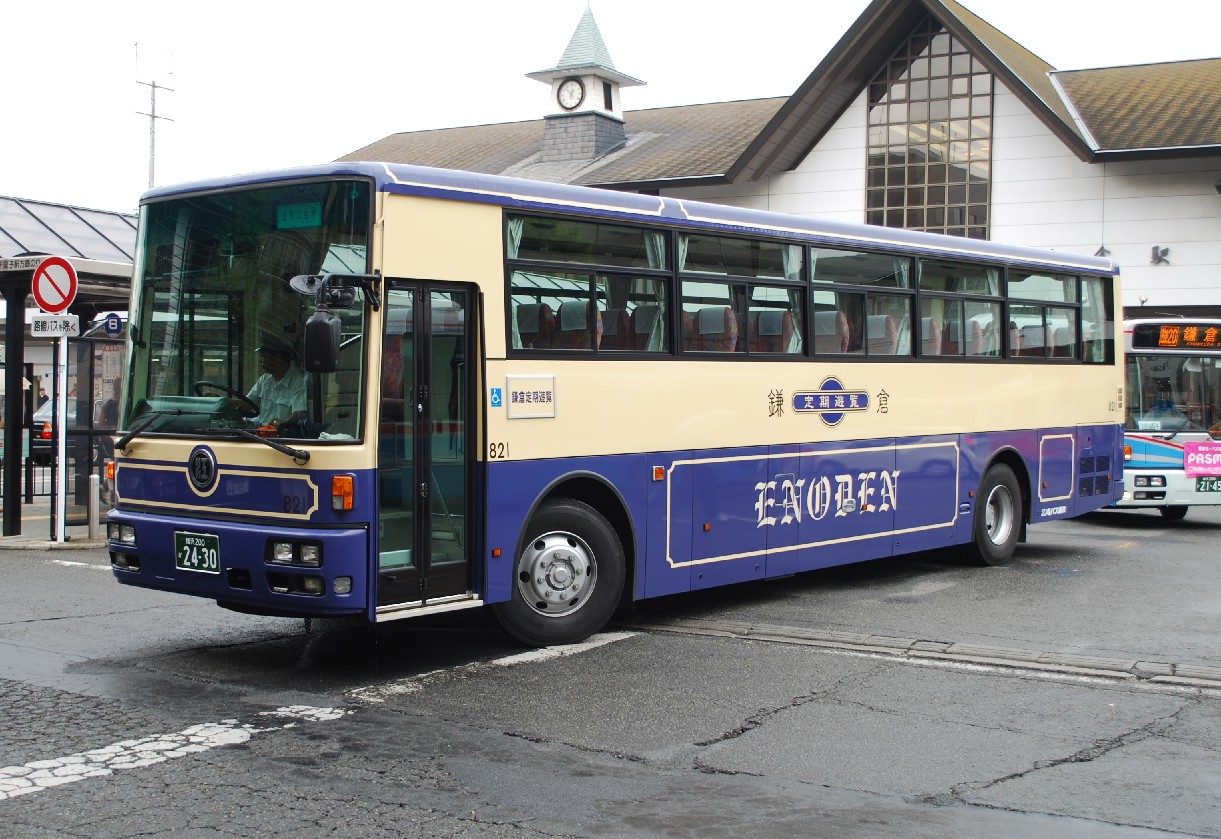
96MC E-III 江ノ電バス藤沢 日産ディーゼル PKG-RA274TAN改 一般路線用シャーシへの架装例

- 58MC E-I
S型と同型バンパー
西日本鉄道
日野
U-RU1FTAA
- 58MC E-I
中扉設置車両
S型と同型バンパー
呉市交通局
三菱
U-MP618M
- 96MC E-II
サンデン交通
日産ディーゼル
PKG-RA274TAN
- 96MC E-III
西日本鉄道
日産ディーゼル
PKG-RA274RBN
- 96MC E-III
江ノ電バス藤沢
日産ディーゼル
PKG-RA274TAN改
一般路線用シャーシへの架装例

### S型
観光・高速バス用。ハイデッカー。前面デザインは90MC E型に準じる。C型の廉価型といえるもので、デザイン的にはC型に比べ見劣りするが、接客設備・サービスレベルはC型と同等の水準にすることができるため、主に高速バスとして用いられた。
1979年（昭和54年）、高速・観光バスのハイデッカー化の流れに対応して発売開始された。当初はモノコックボディの78MCベースで発売され、1983年（昭和58年）にスケルトンボディの58MCに、1989年（平成3年）には前後バンパーのデザインを変更したものに移行した。
2005年に灯火器具類の保安基準の改正に適合できないため、モデルを廃止し、先述のE-III型に移行した。

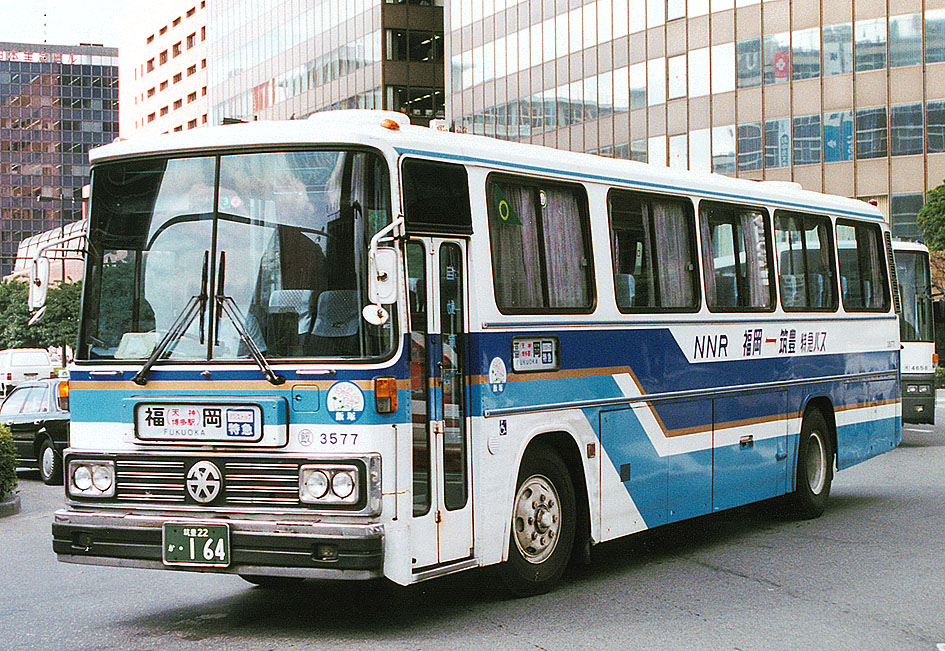
西工78MC S 西日本鉄道 三菱 K-MS615N
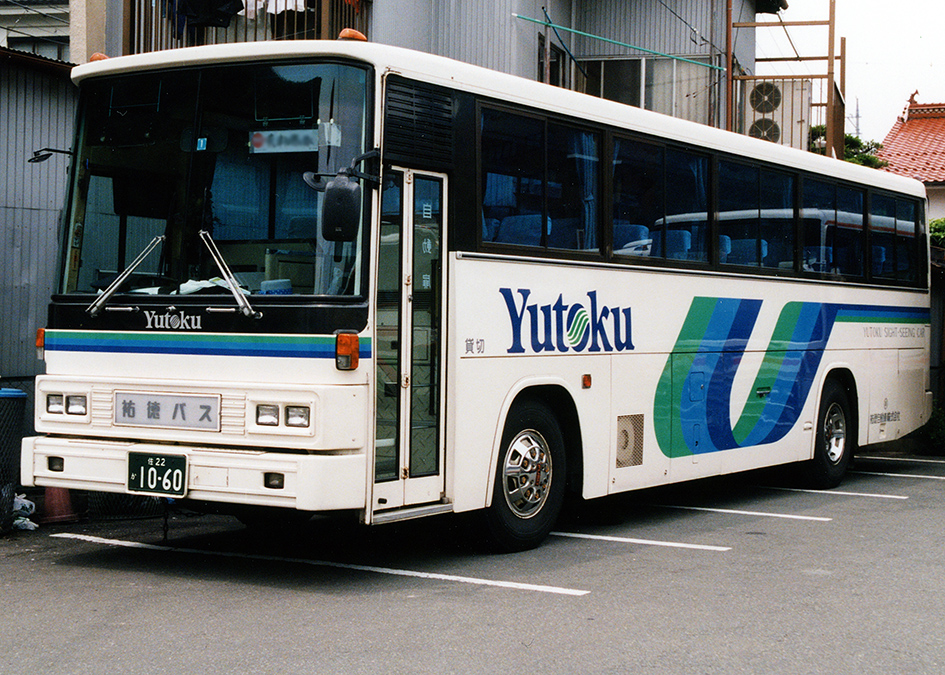
西工58MC S 祐徳自動車 三菱 P-MS725S
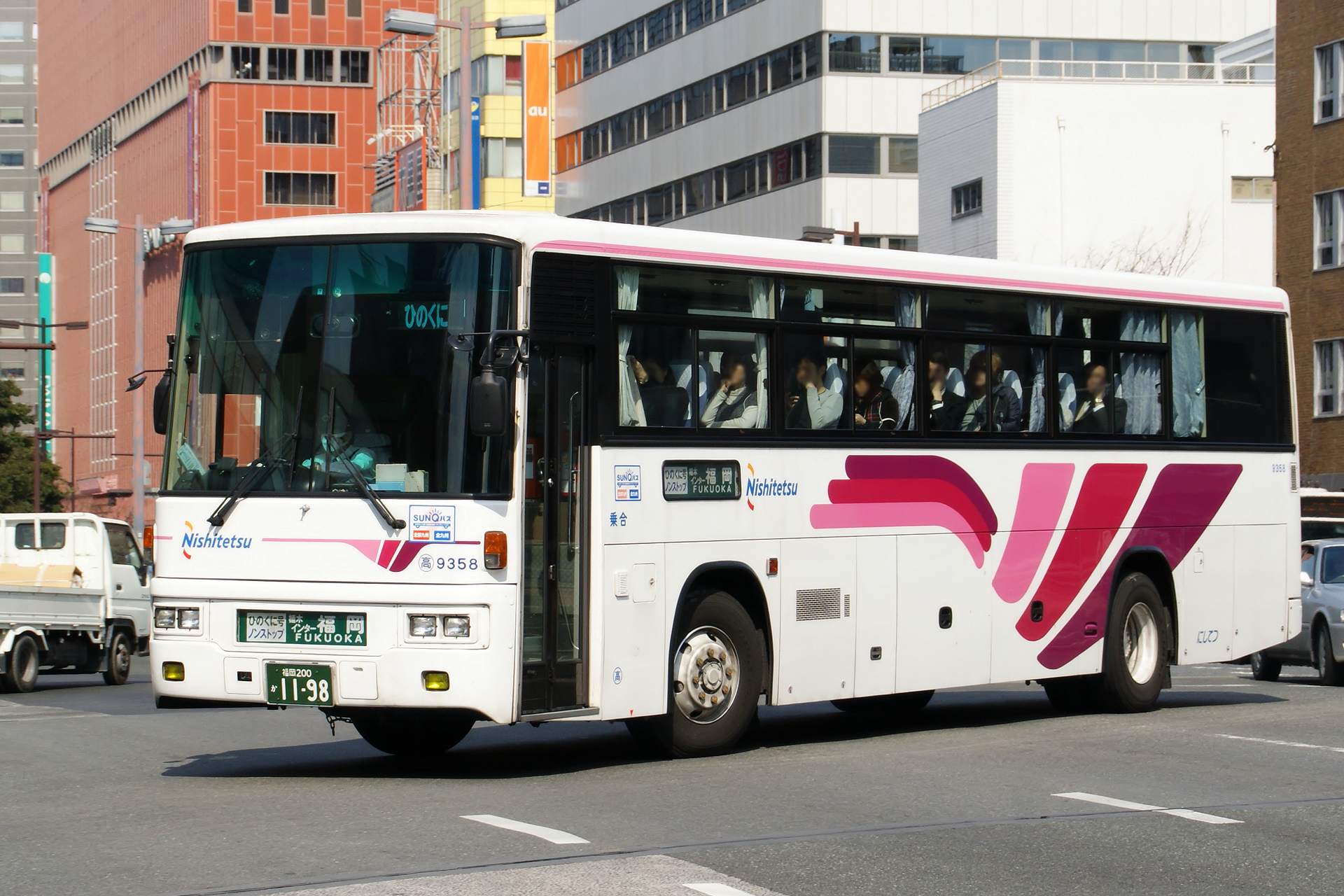
西工58MC S 前後バンパーデザイン変更 西日本鉄道 日産ディーゼル KL-RA552RBN
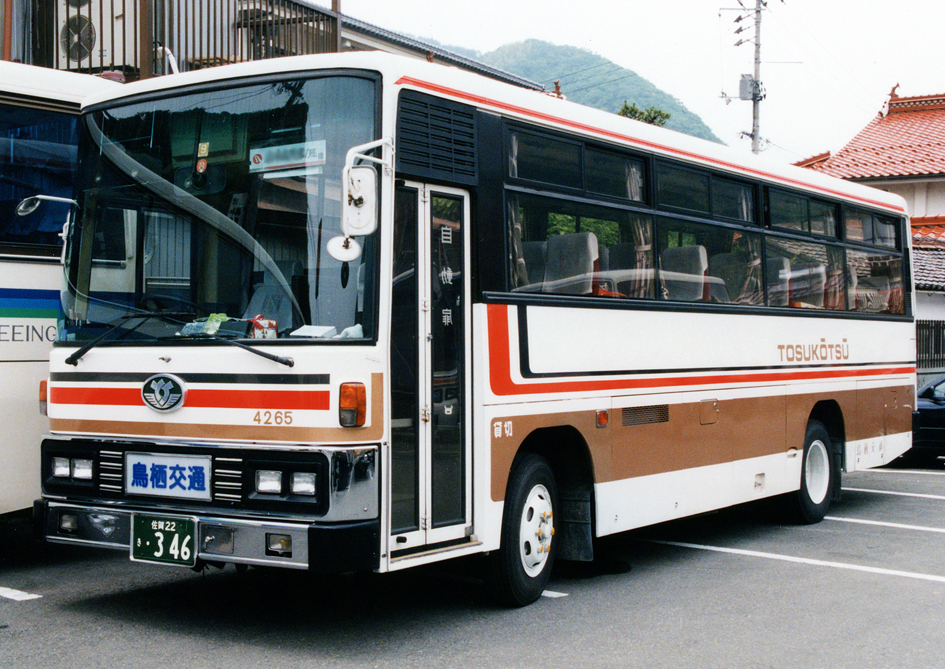
西工58MC S (9m) 鳥栖交通 三菱 P-MK515J

### C型
観光・高速バス用、ハイデッカー。普通のハイデッカーである「C-I」と、最後部の屋根や床が少し高くなっている「C-II」がある。愛称は「ネオロイヤル」。
1967年（昭和47年）に観光系初期型が発売を開始し、1982年（昭和57年）にスケルトンボディとなり、以後ヘッドライト、バンパーなどの形状のマイナーチェンジを経て、1992年（平成4年）にはフルモデルチェンジした「92MC」が発売開始された。1998年（平成10年）には前バンパーの形状を若干変更したモデルにチェンジし、2002年（平成14年）に前面ヘッドライトの形状を変更した「02MC」となって西工解散まで製造された。
C-IIは、最後部がステップアップルーフ となり座席を通路に向けて向かい合わせにし、ミニサロンとすることができるもので、かつては親会社である西鉄グループが継続的に購入し、「ロイヤルハイデッカー」の愛称名で中規模団体輸送用に使用していたほか、昭和自動車などでも採用されていたが、別府はとバス（日野シャシー）を最後に生産が途絶えた。なお、JR九州バスには車体はC-IながらC-II同様に最後部の座席を通路に向けて向かい合わせにし、ミニサロンとすることができるものが存在する。
C-Iは、同じハイデッカーであるS型に比べてデザインの美しさを重視した設計となっており、観光バスとして用いられることが多いが、高速バス用として購入する事業者も少なくない。また、他車種より屋根高さが低く、トランクの面積が広いため、空港リムジンバス用としての人気も高い。
大型車のほか、1991年（平成3年）からは9m大型車も設定されていたが、日デRP系の廃止により生産中止となった。9m車はC-Iのみ設定（前代の58MCおよび92MCには西鉄バス筑豊等でC-IIの採用あり）であった。9m車は原則的に日デRP系（2005年8月生産中止）のみへの架装だが、九州観光バス（現：西鉄観光バス）に1台だけ日野製シャシーへの架装例がある。

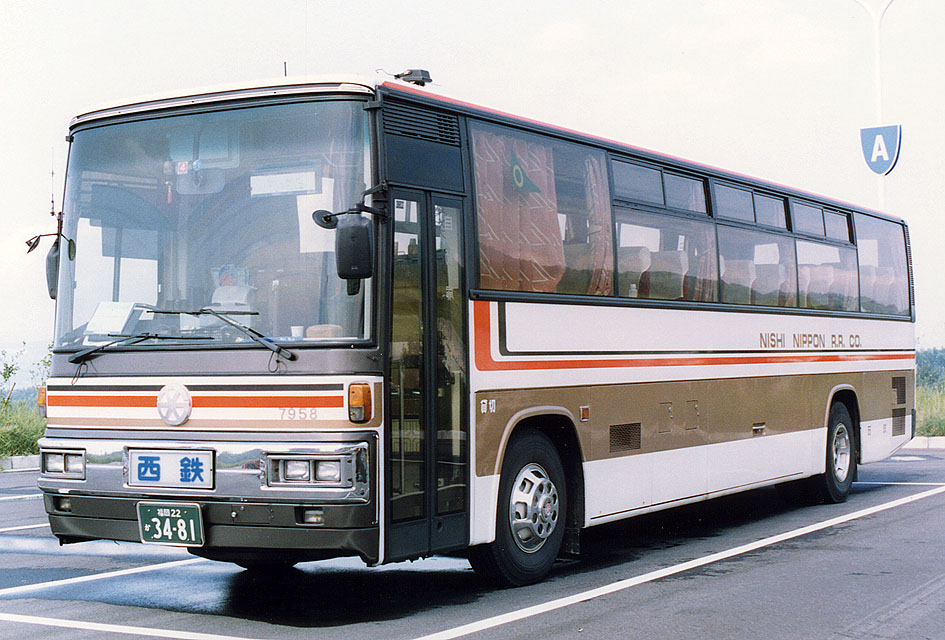
58MC C-I 西日本鉄道 日野 P-RU638B
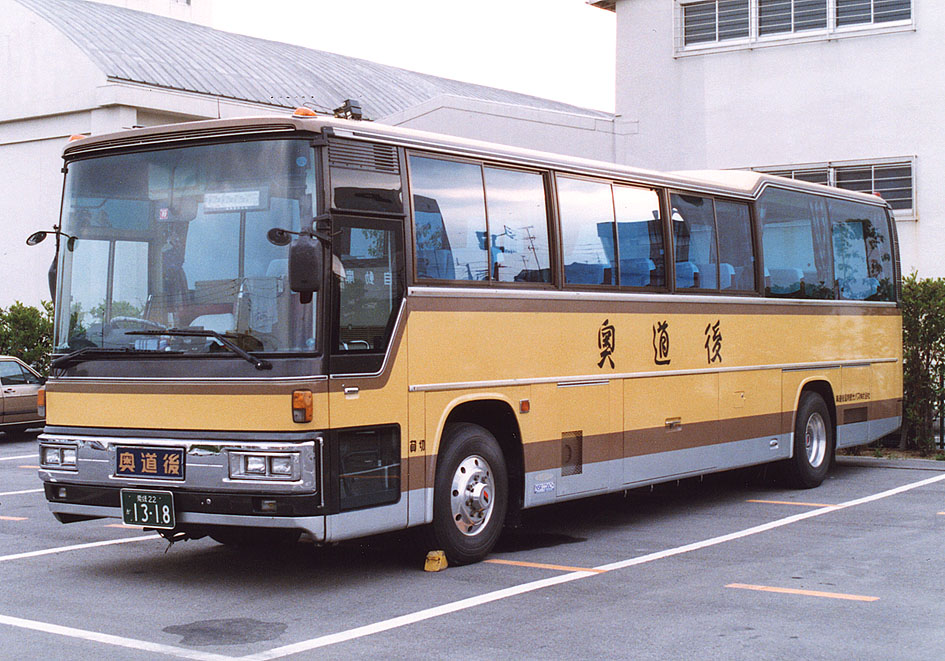
58MC C-II 奥道後温泉観光バス 日産ディーゼル P-RA52T
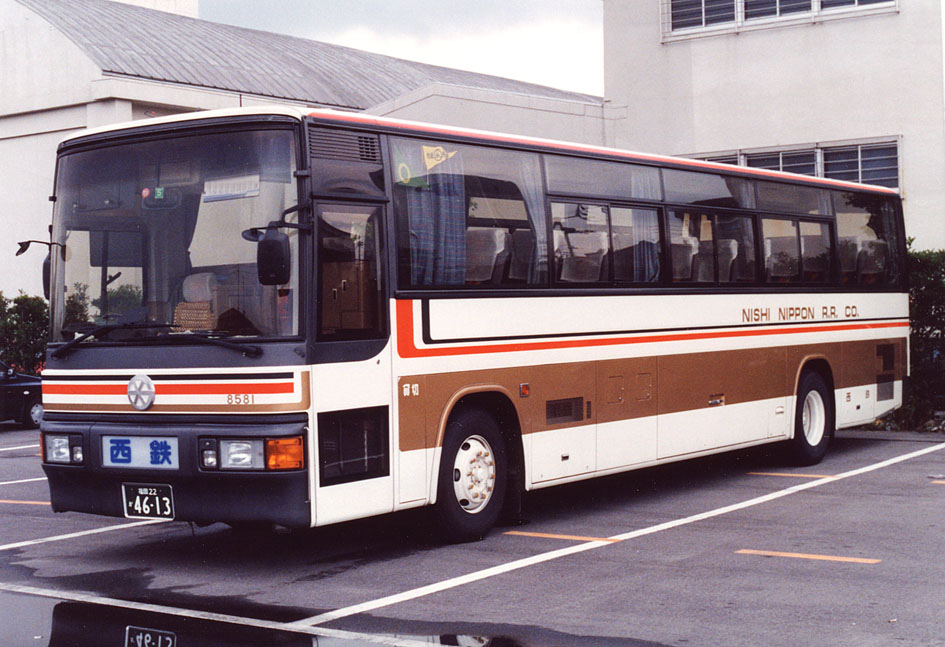
58MC C-I 西日本鉄道 日野 U-RU2FTAB
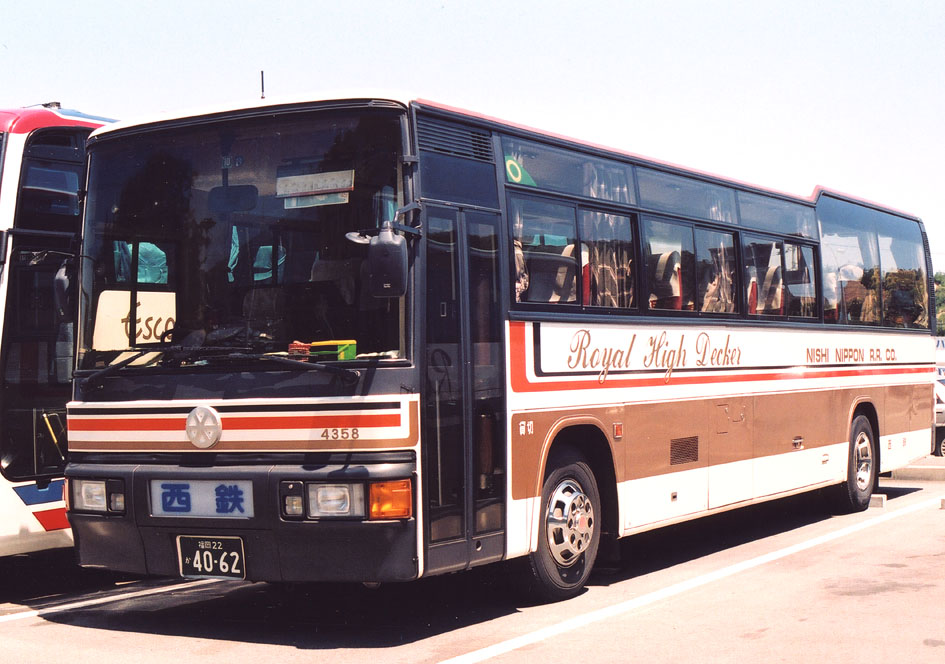
58MC C-II 西日本鉄道 三菱 P-MS725S
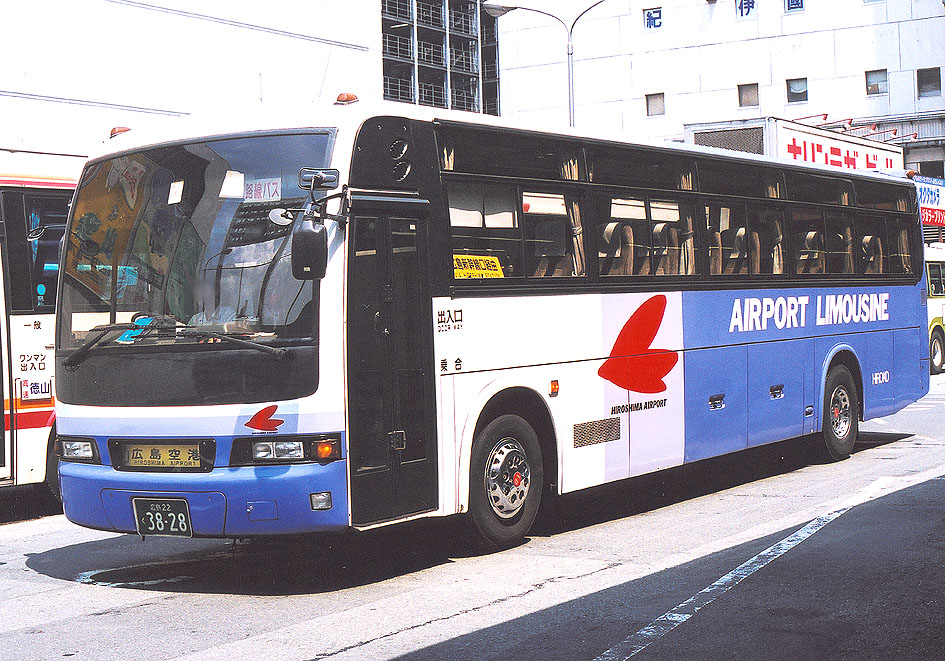
92MC C-I 広島交通 日産ディーゼル U-RA520TBN 空港線用
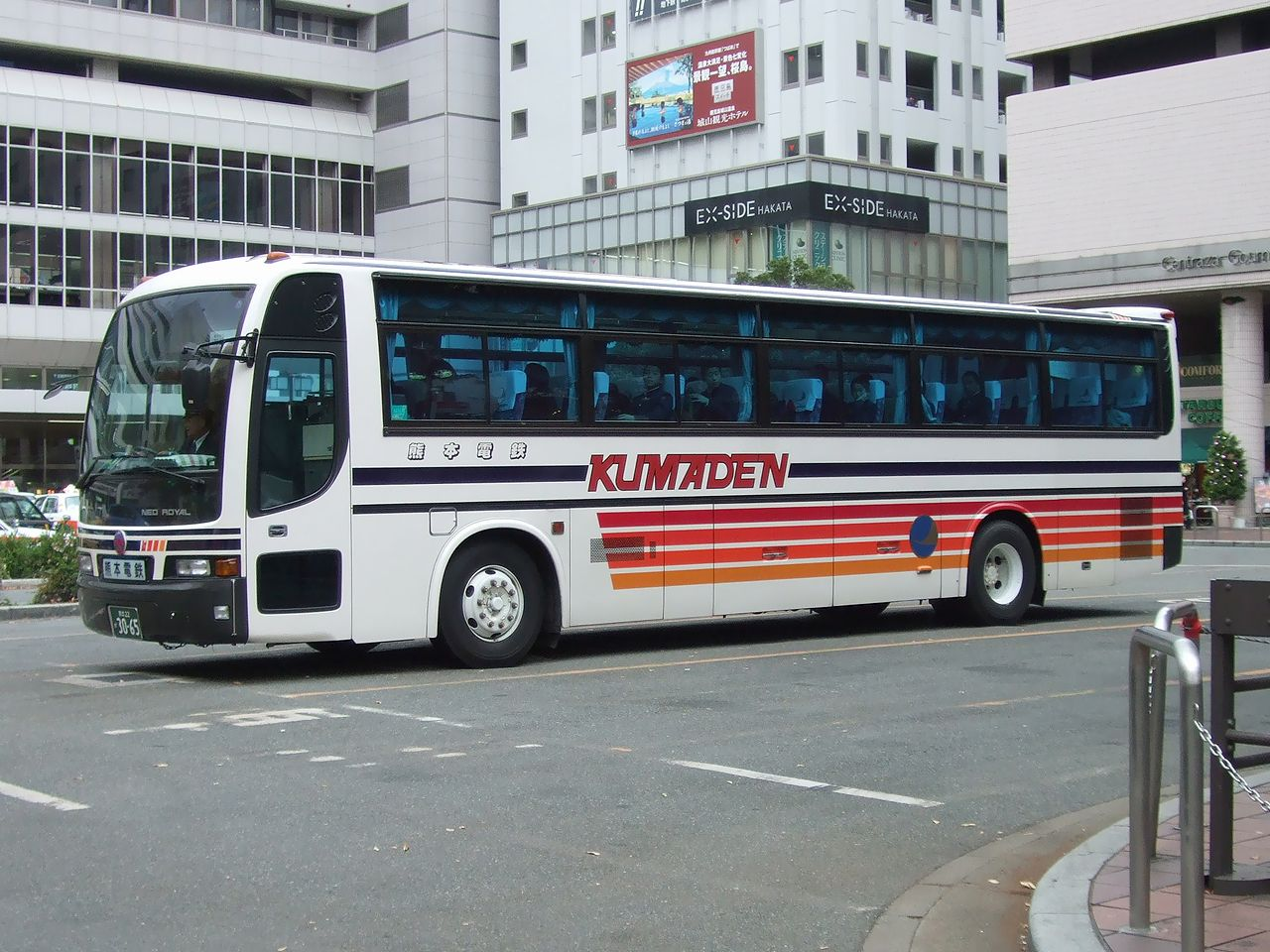
92MC C-I 熊本電気鉄道 日野 KC-RU3FSCB フロントマスク左側に「NEO ROYAL」ロゴが入る
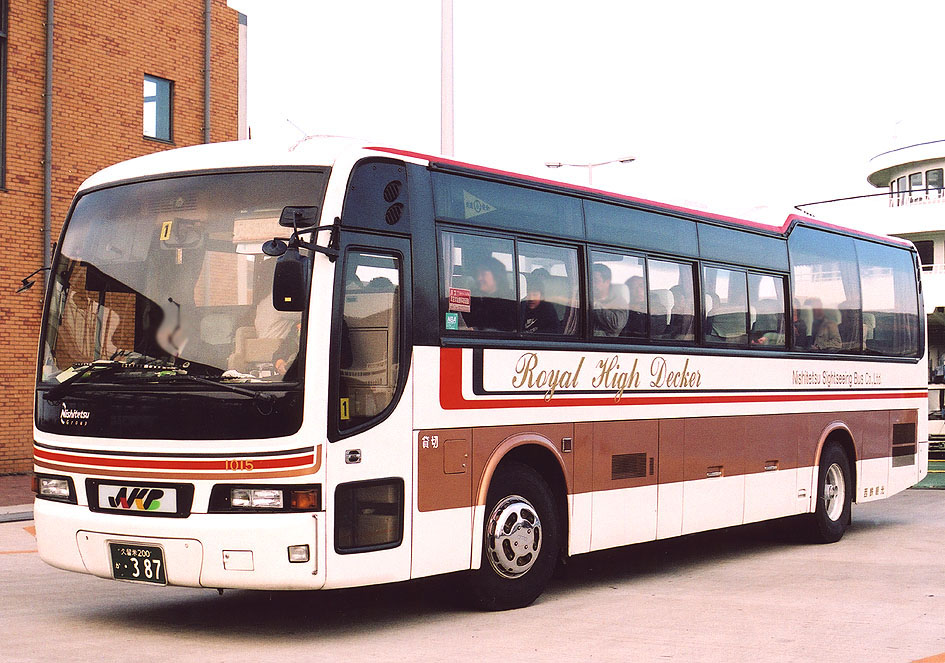
92MC C-II 西鉄観光バス いすゞ U-LV771R
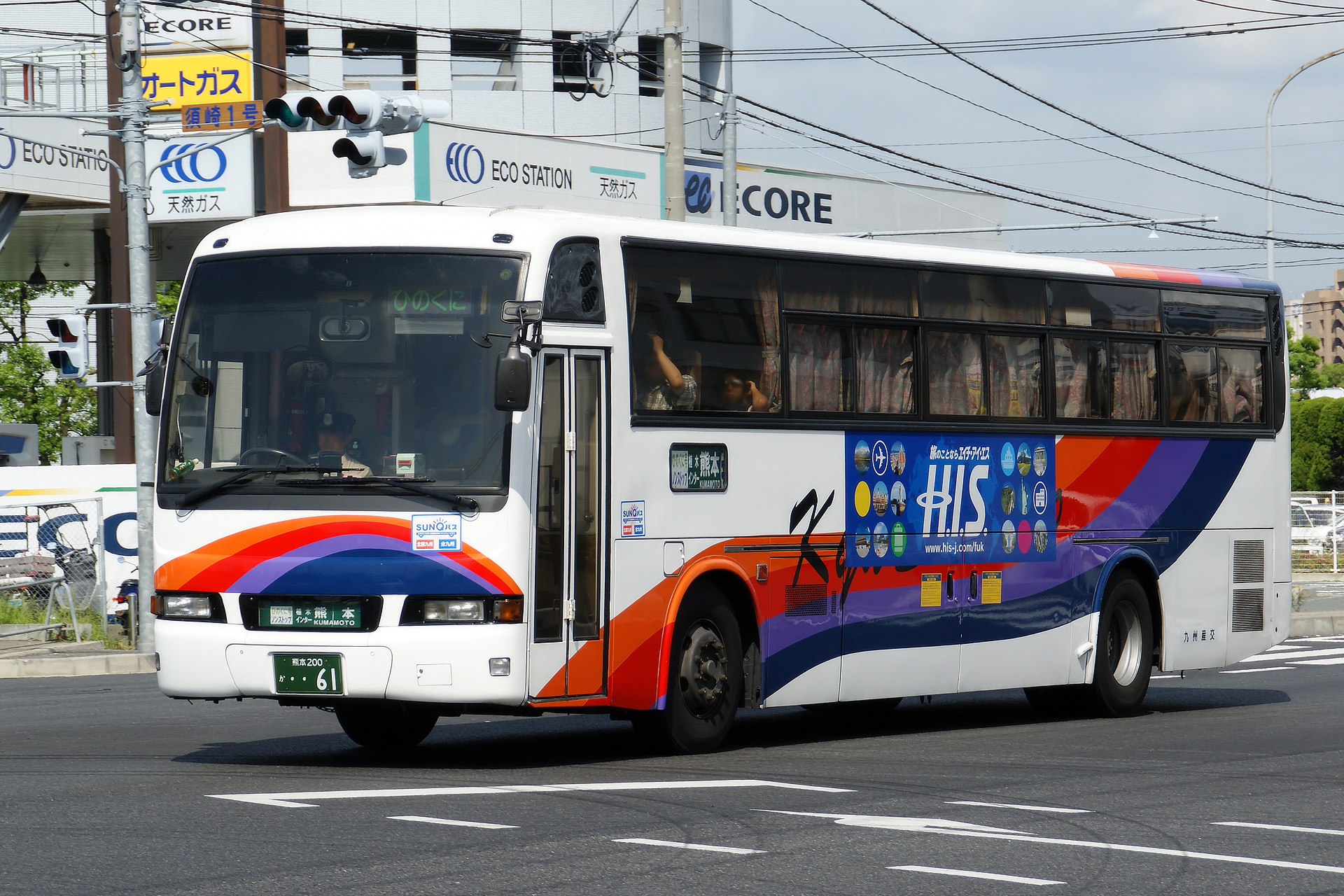
92MC C-I 前バンパー変更型 九州産交バス 日野 KC-RU3FSCB
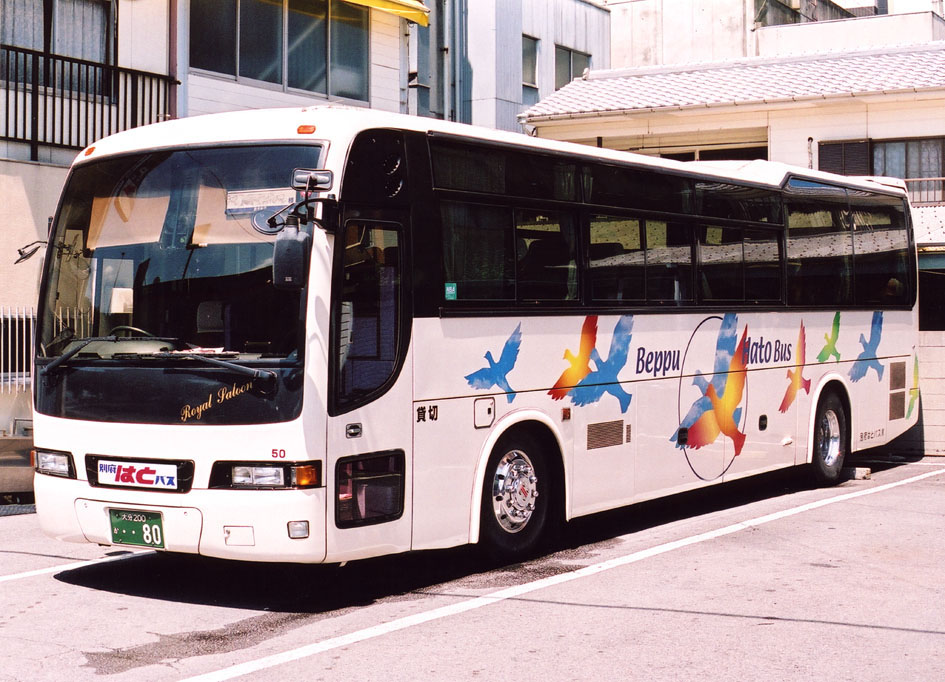
92MC C-II 前バンパー変更型 別府はとバス 日野 KL-RU4FSEA
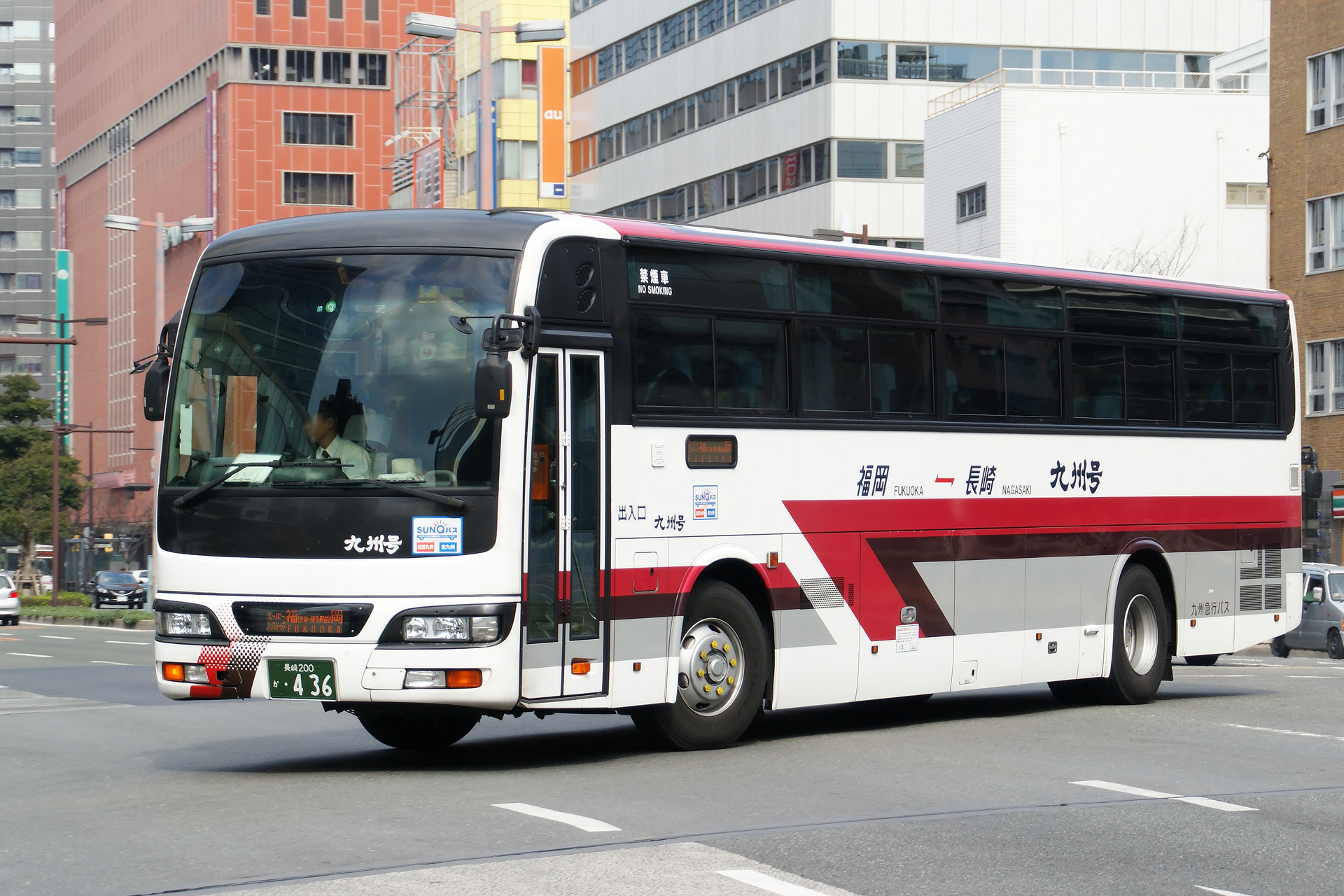
02MC C-I 九州急行バス 日産ディーゼル PKG-RA274RBN
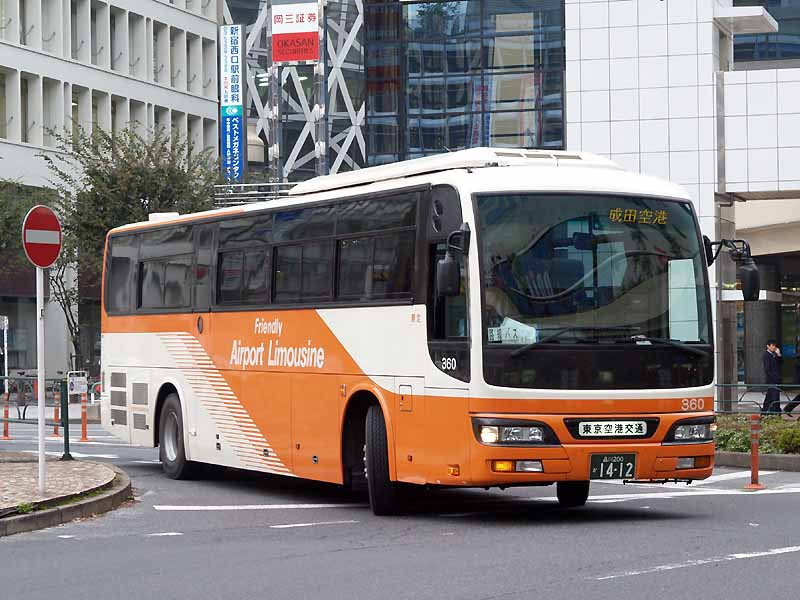
02MC C-I 東京空港交通 日産ディーゼル ADG-RA273RBN 直結クーラー仕様
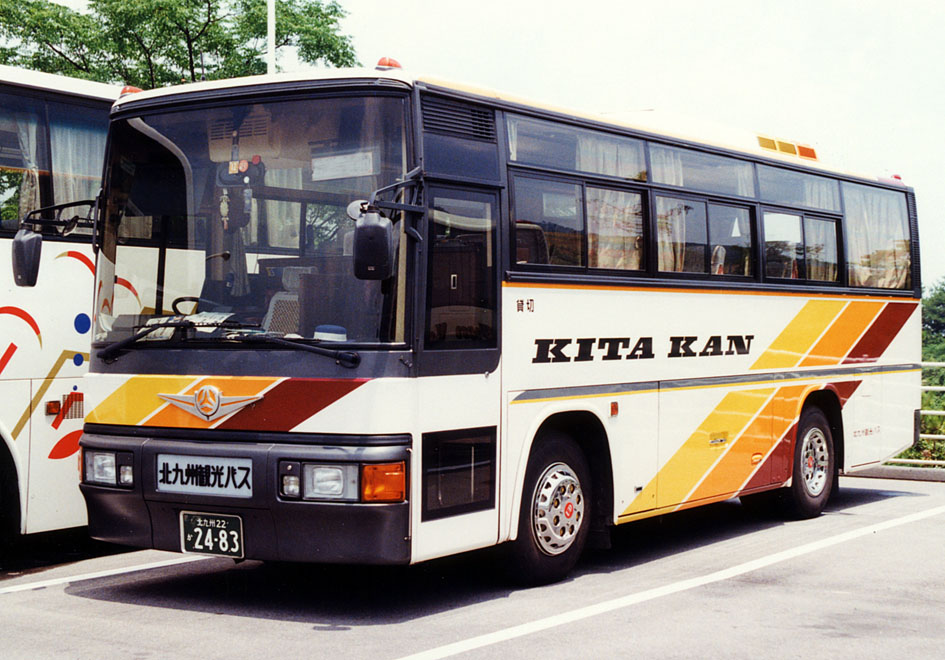
58MC C-I (9m) 北九州観光バス 日産ディーゼル U-RP210FBN
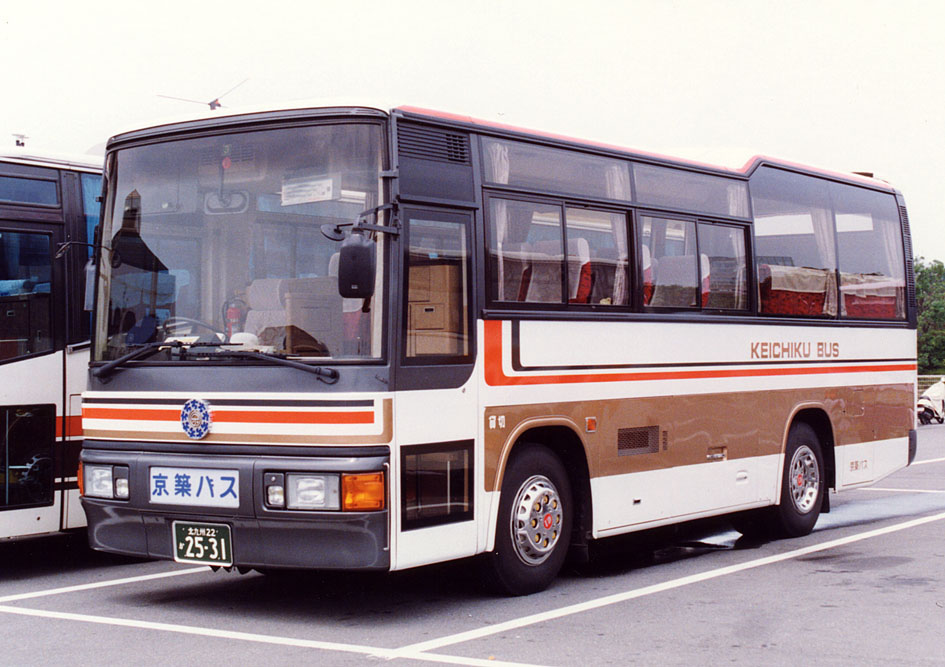
58MC C-II (9m) 京築交通 日産ディーゼル U-RP210FBN
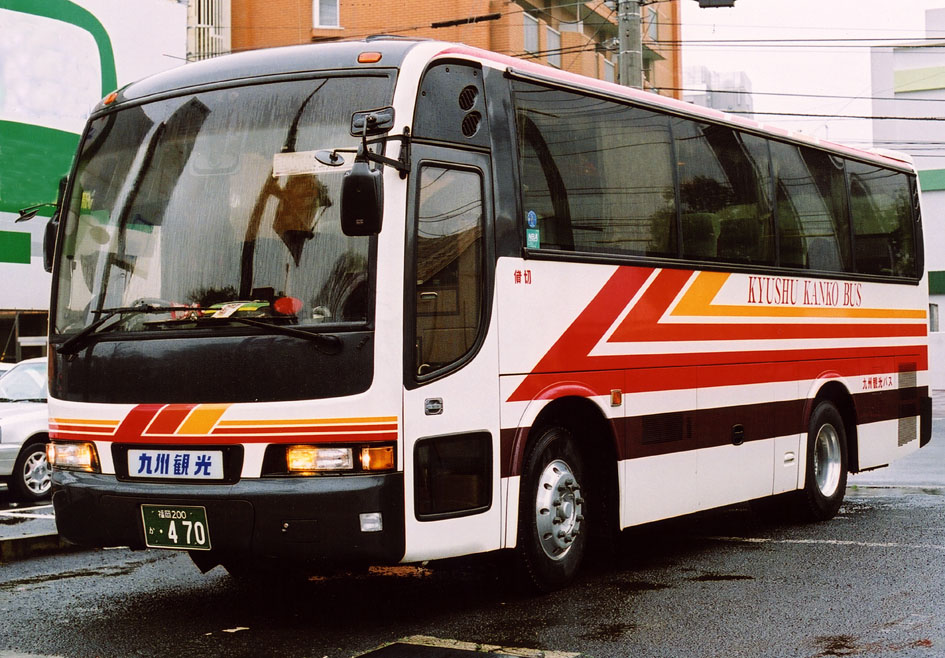
92MC C-I (9m) 前バンパー変更型 九州観光バス 日野 KL-RU1JHEA
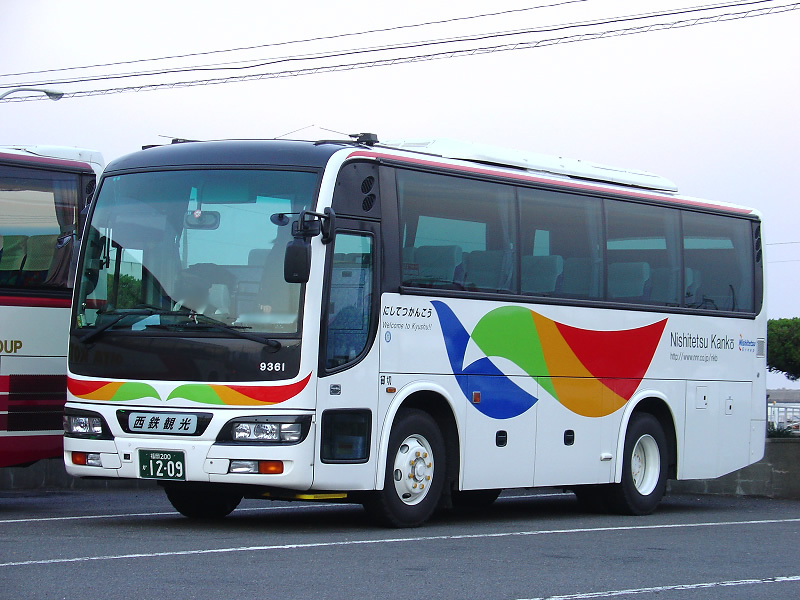
02MC C-I (9m) 西鉄観光バス 日産ディーゼル KL-RP252FBN

- 92MC C-I
広島交通
日産ディーゼル
U-RA520TBN
空港線用
- 92MC C-I
熊本電気鉄道
日野
KC-RU3FSCB
フロントマスク左側に「NEO ROYAL」ロゴが入る
- 92MC C-II
西鉄観光バス
いすゞ
U-LV771R
- 92MC C-I
前バンパー変更型
九州産交バス
日野
KC-RU3FSCB
- 92MC C-II
前バンパー変更型
別府はとバス
日野
KL-RU4FSEA
- 02MC C-I
九州急行バス
日産ディーゼル
PKG-RA274RBN
- 02MC C-I
東京空港交通
日産ディーゼル
ADG-RA273RBN
直結クーラー仕様
- 58MC C-I (9m)
北九州観光バス
日産ディーゼル
U-RP210FBN
- 58MC C-II (9m)
京築交通
日産ディーゼル
U-RP210FBN
- 92MC C-I (9m)
前バンパー変更型
九州観光バス
日野
KL-RU1JHEA
- 02MC C-I (9m)
西鉄観光バス
日産ディーゼル
KL-RP252FBN

### SD型
観光・長距離高速バス用のスーパーハイデッカー。前面形状はC型と同じで、「ネオロイヤル」の愛称を持つ。車高約3.48mの「SD-I」、車高約3.55mの「SD-II」、3軸の「SD-III」がある。
1985年（昭和60年）、日産ディーゼル・スペースウイング三軸車専用としてスーパーハイデッカーC-III（翌年SD-I型に改称）を生産開始。1986年（昭和61年）にはSD-Iが、1988年（昭和62年）SD-IIを発売開始。C型と同様のモデルチェンジを経て、2002年（平成14年）から02MCとなり西工解散まで製造された。
発売当初は、3列シートの夜行高速バス・昼行長距離高速バスとして使われる例が多かったが、日産ディーゼルの車体架装が西工に統一された2003年（平成15年）以降は、4列シートの観光バスも多く製造された。大型車のみ設定。
SD-Iは、4メーカーすべてのハイデッカーシャシー（低出力仕様のみ）に架装されていた。2000年代からは西鉄グループ以外への導入がほとんどなくなり、主にSD-IIが導入されるようになった。
SD-IIは、当初は三菱ふそう・エアロクィーンシャシー専用として発売されたが、92MCにモデルチェンジした後は日産ディーゼル・スペースウィングシャシーにも架装されるようになった。2005年（平成17年）夏からはエアロクィーンの生産が中止され、スペースウィングのみが生産された。
SD-IIIは、1985年（昭和60年）に西鉄・サンデン交通・稲荷交通が数台を購入したのみで、それ以降は生産されていない。

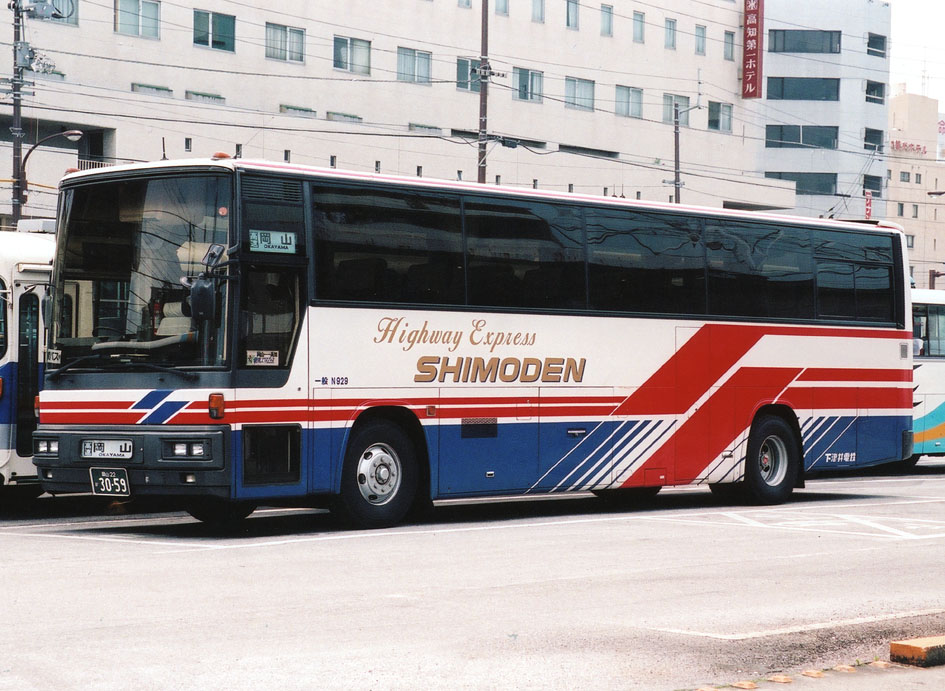
58MC SD-I 下津井電鉄 日産ディーゼル P-RA53T
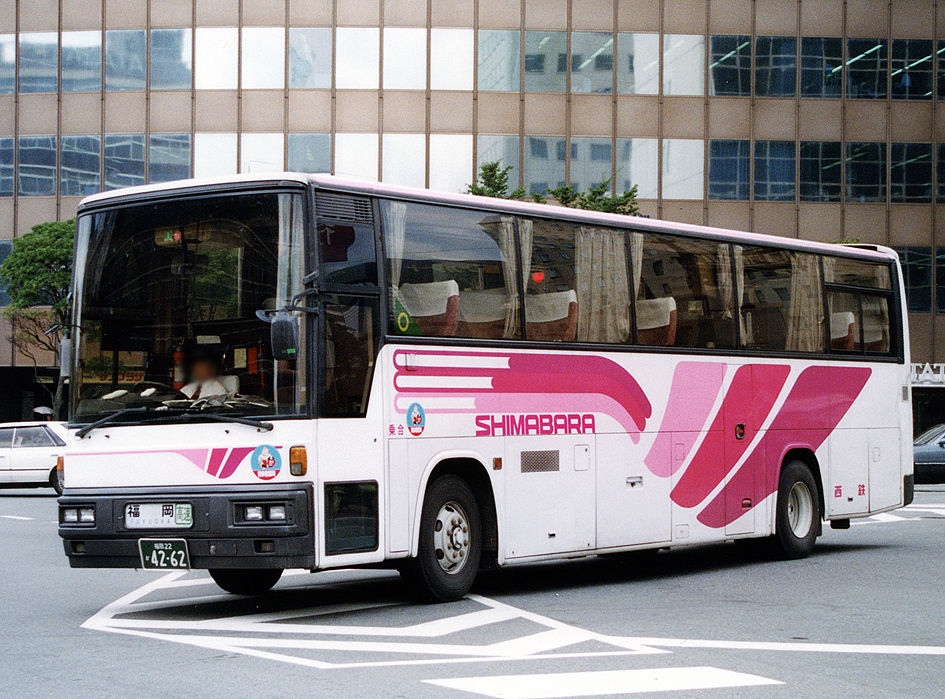
58MC SD-I 西日本鉄道 三菱 P-MS725S
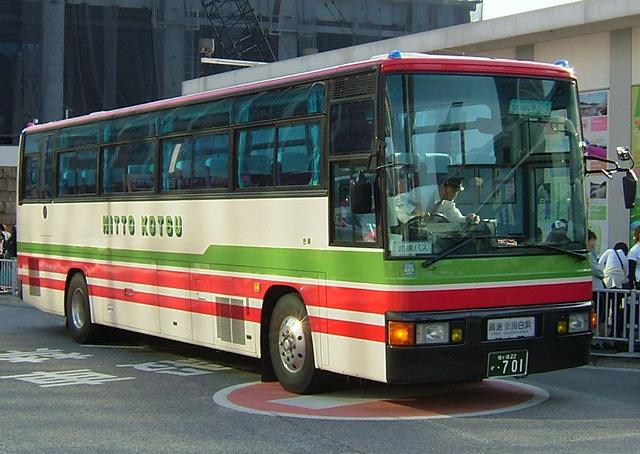
58MC SD-I 日東交通 日産ディーゼル P-RA53TAE
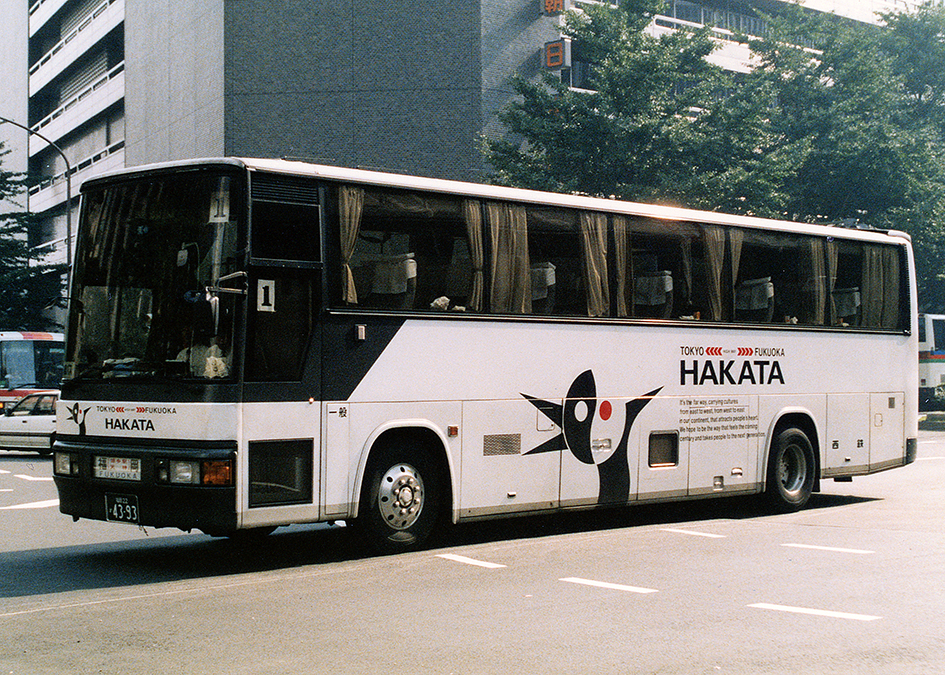
58MC SD-II 西日本鉄道 三菱 U-MS729S
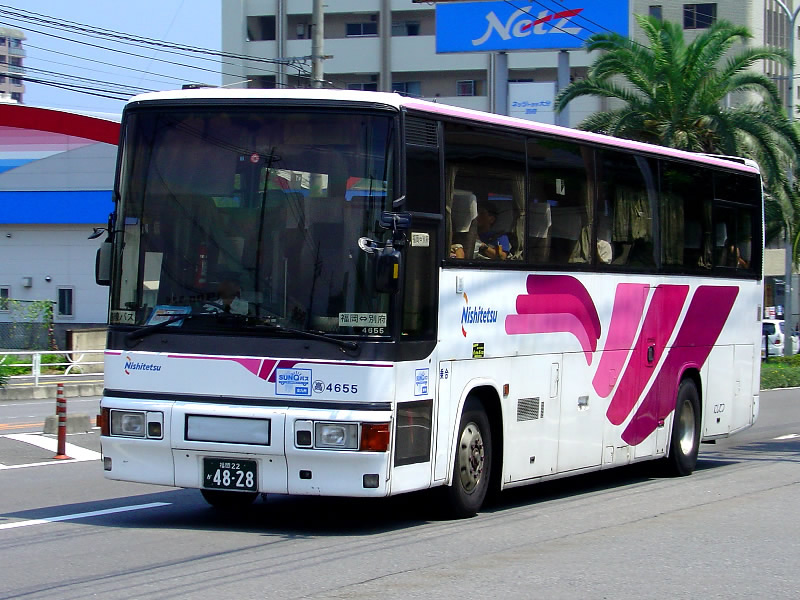
58MC SD-II 西日本鉄道 三菱 U-MS729S
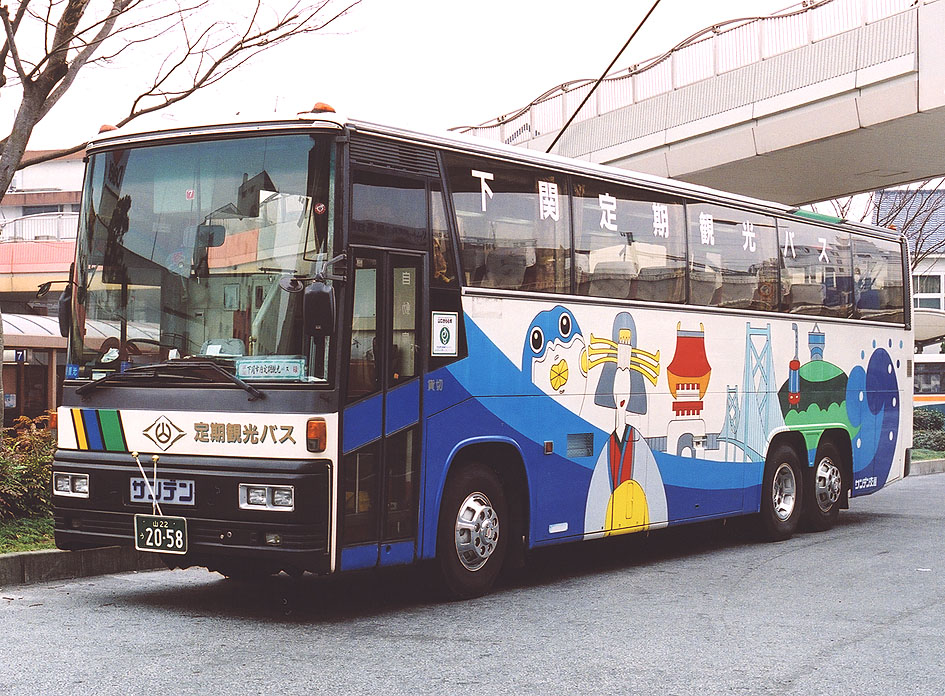
58MC SD-III サンデン交通 日産ディーゼル P-DA66U
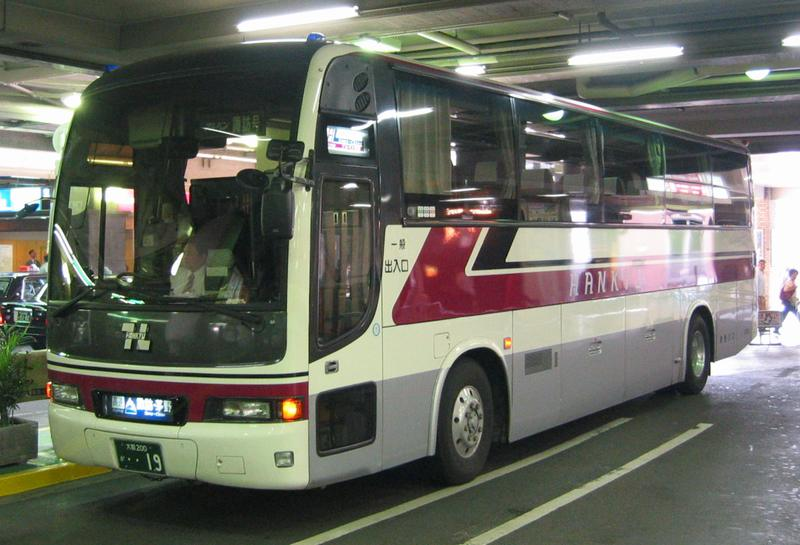
92MC SD-II 前バンパー変更型 阪急バス 三菱 KC-MS822P
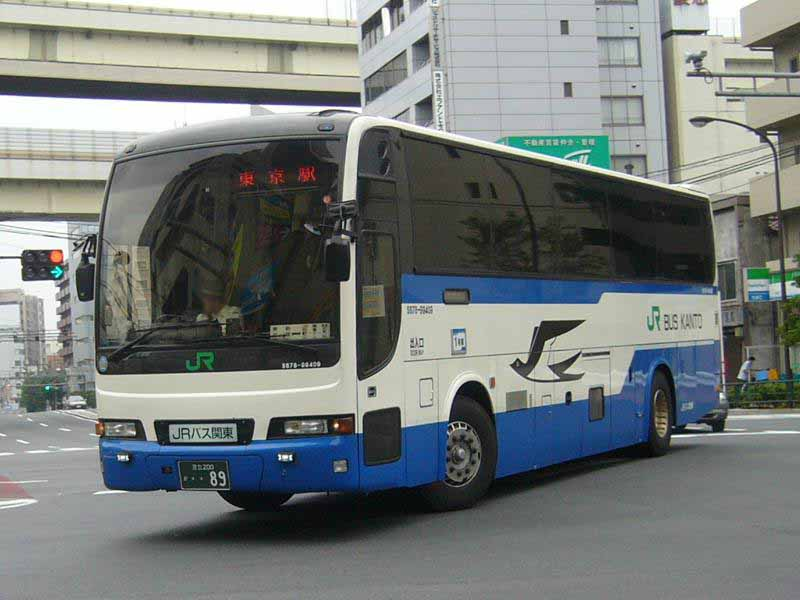
92MC SD-II 前バンパー変更型 ジェイアールバス関東 日産ディーゼル KC-RA550RBN
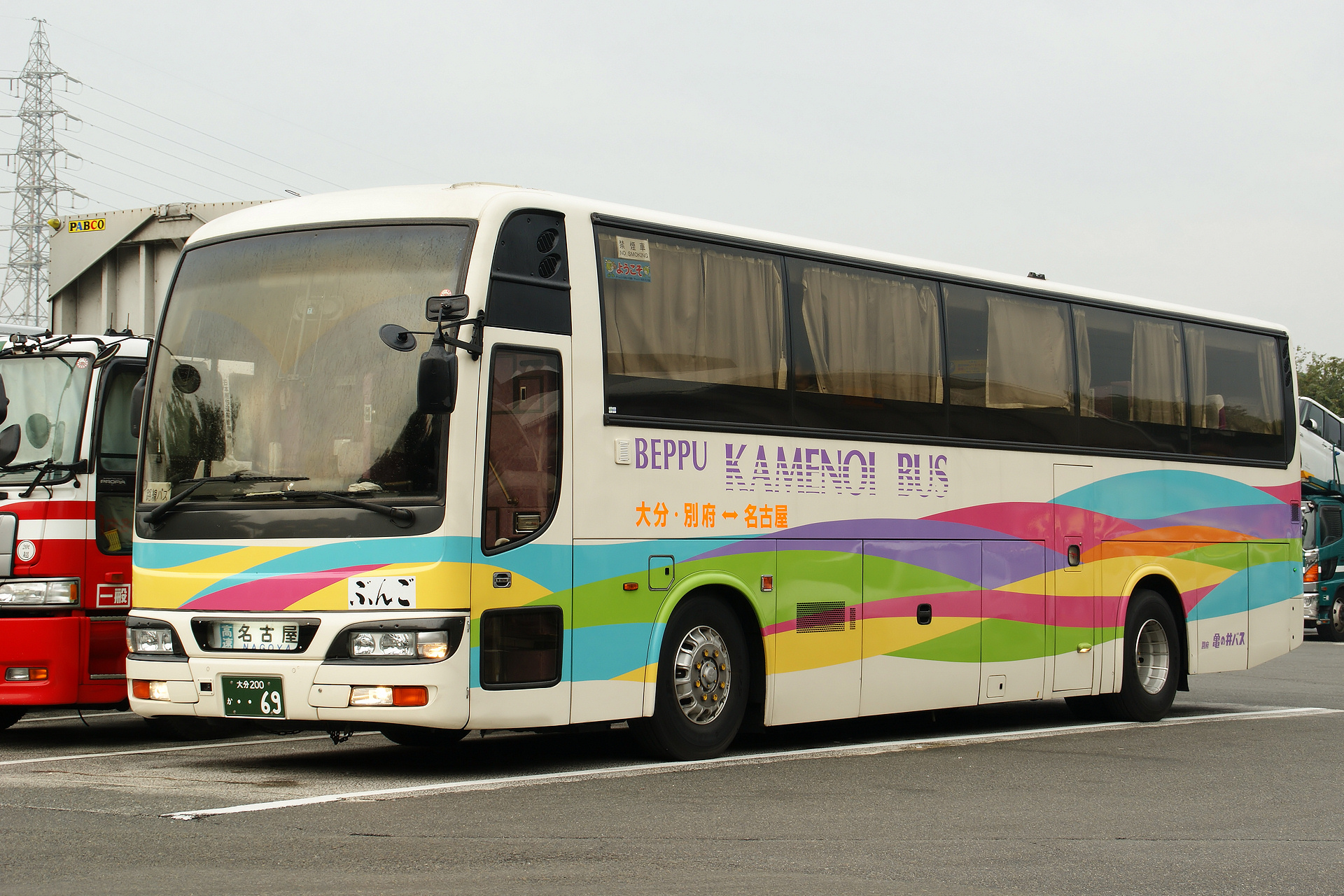
02MC SD-I 亀の井バス 三菱 KL-MS86MP
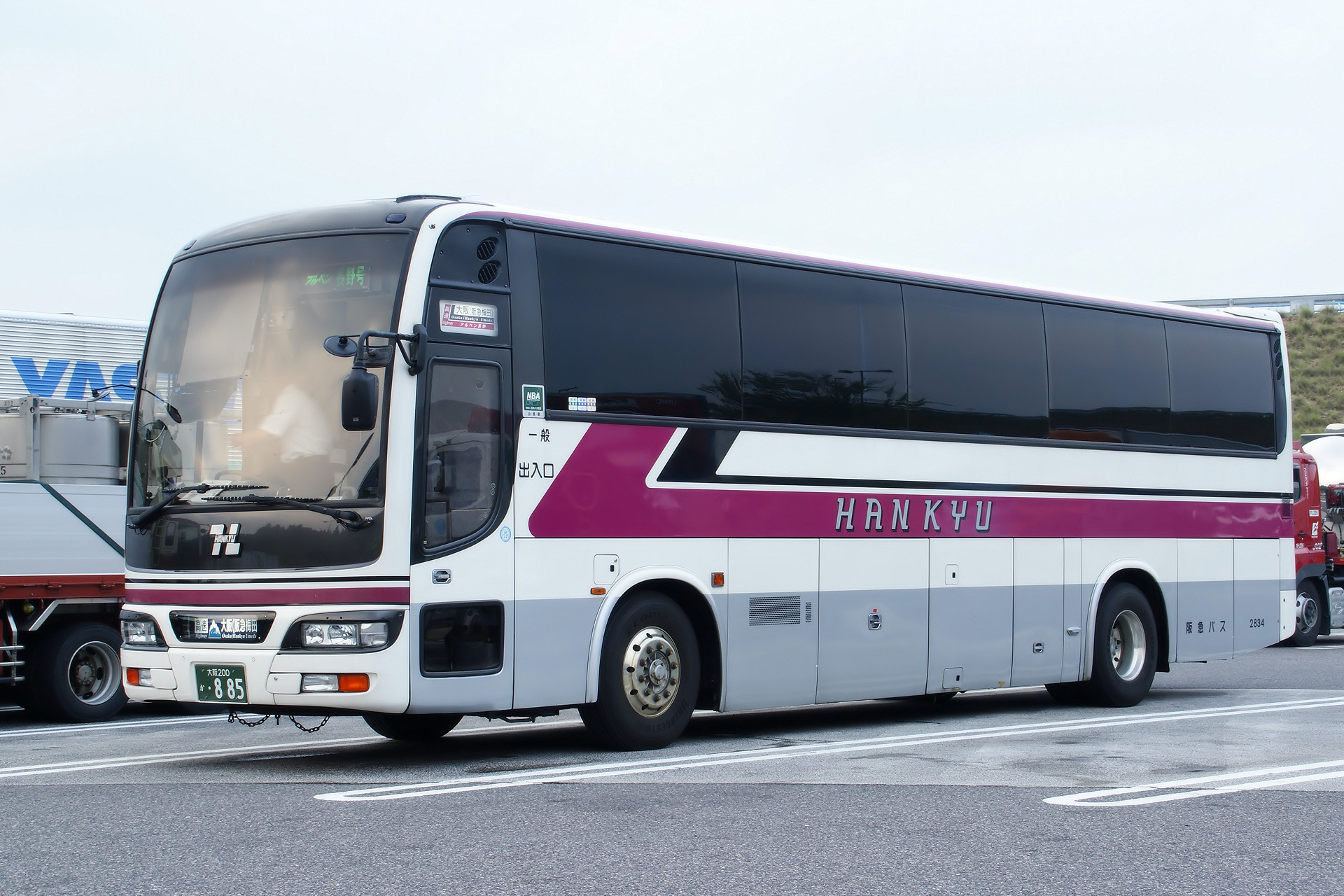
92MC SD-II
前バンパー変更型
阪急バス
三菱
KC-MS822P
- 92MC SD-II
前バンパー変更型
ジェイアールバス関東
日産ディーゼル
KC-RA550RBN
- 02MC SD-I
亀の井バス
三菱
KL-MS86MP
- 02MC SD-II
阪急バス
三菱
KL-MS86MP

### B型・E型以外の中型バス
1981年（昭和56年）、川重のライセンス生産でいすゞ・ジャーニーKを生産開始し、西鉄が採用している。1983年（昭和58年）のモデルチェンジまで生産された。
1988年（昭和63年）7月、B型とは異なるデザイン「日デオリジナルボディ」の中型車として、日産ディーゼルシャシーの「スペースランナー RB80」（P-RB80系）が発売された。
1994年（平成6年）、中型10.5m級ボディのスペースランナーJPが生産された。
2004年（平成16年）のモデルチェンジでいずれもB型ボディに統一され、日デオリジナルボディ（スペースランナーボディ）は消滅している。また「スペースランナー」の名称は、B型ボディに統一された後も日産ディーゼルの一般路線系車種に受け継がれた。

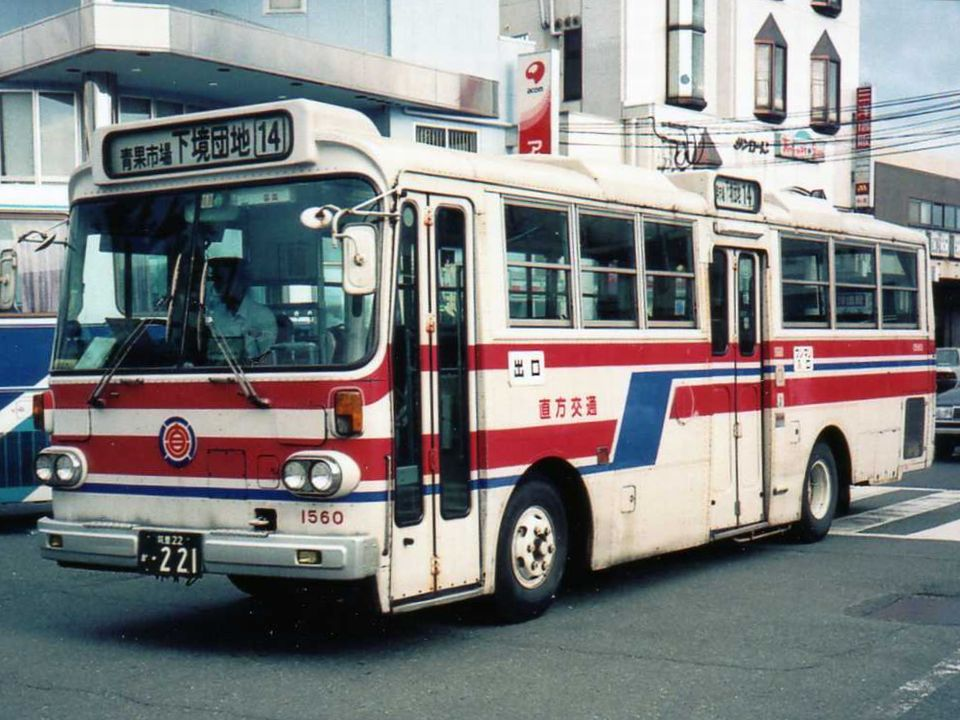
ジャーニーK 直方交通 いすゞ K-CCM410
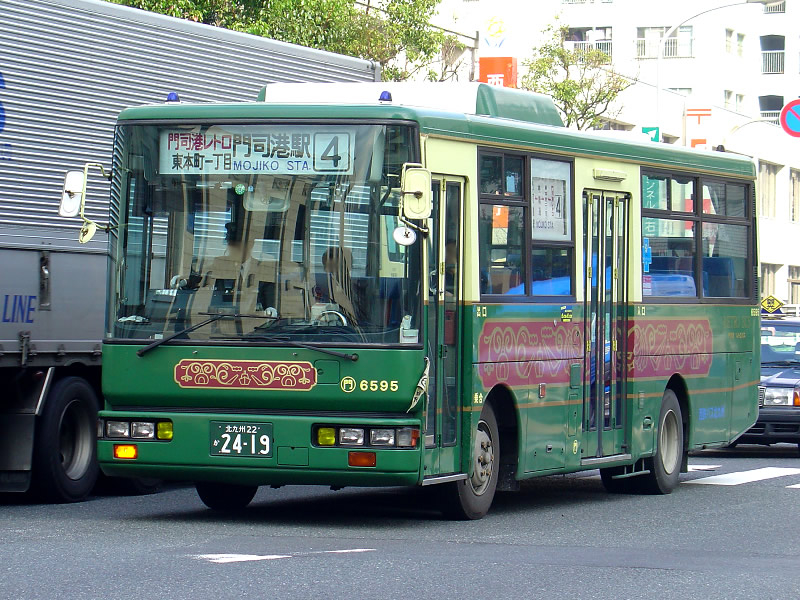
スペースランナーJM系 西日本鉄道 日産ディーゼル U-JM210GTN
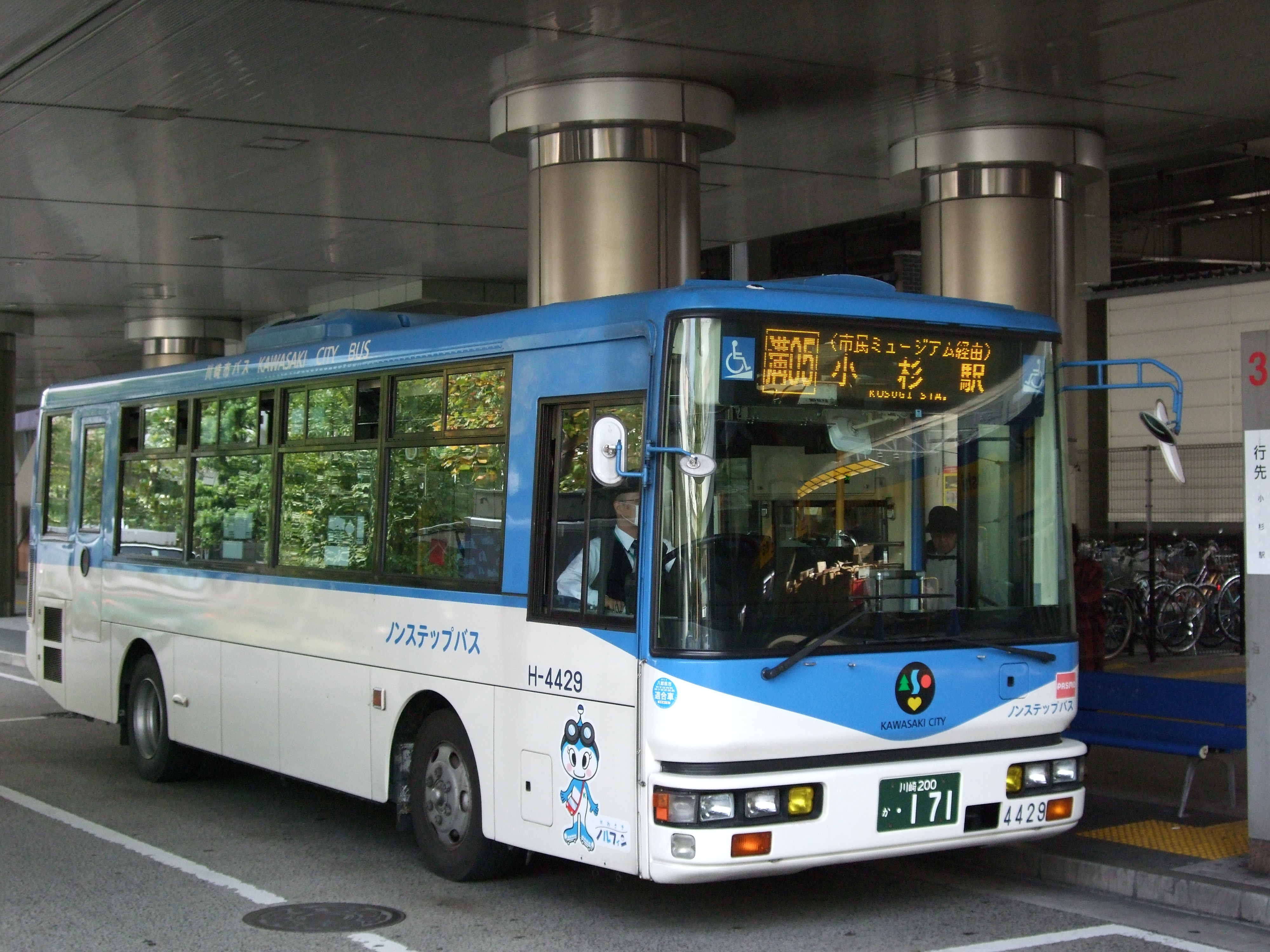
スペースランナーRM系 川崎市交通局 日産ディーゼル KK-RM252GAN改
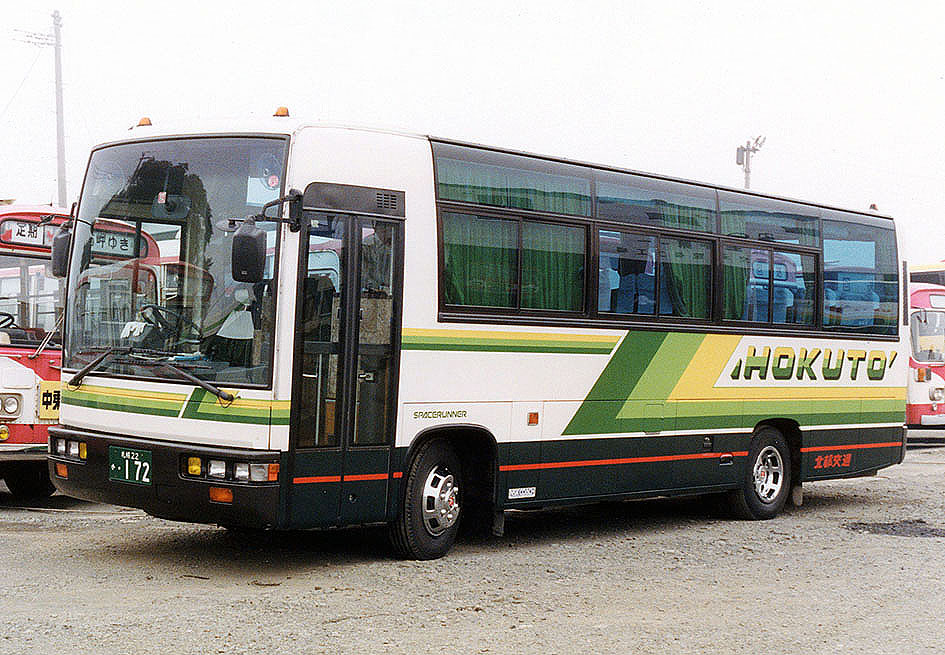
スペースランナーRB系貸切車 北都交通 日産ディーゼル P-RB80G
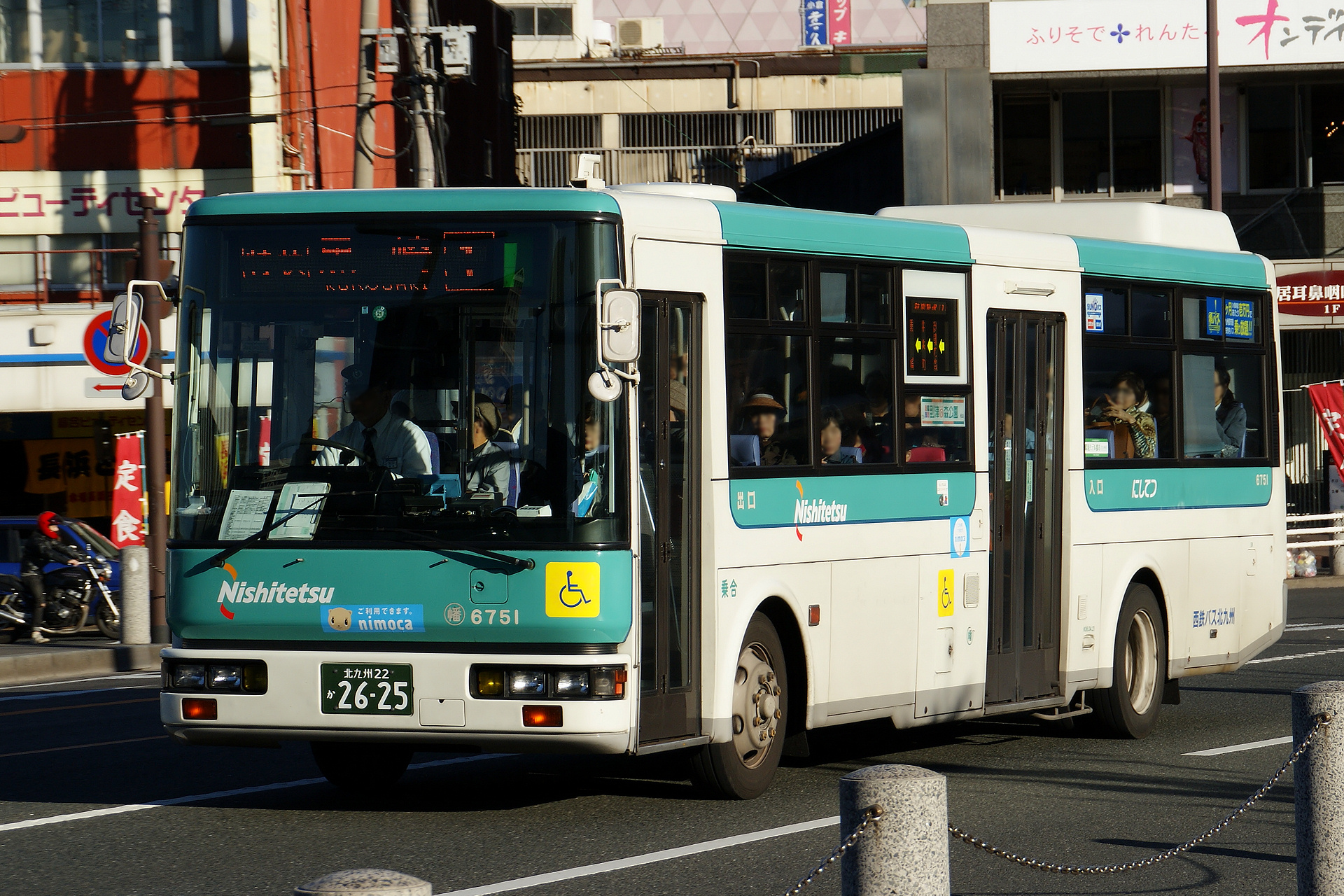
スペースランナーJM系 西日本鉄道 日産ディーゼル U-JM210GTN改 JM系を10.5mにストレッチしたもの
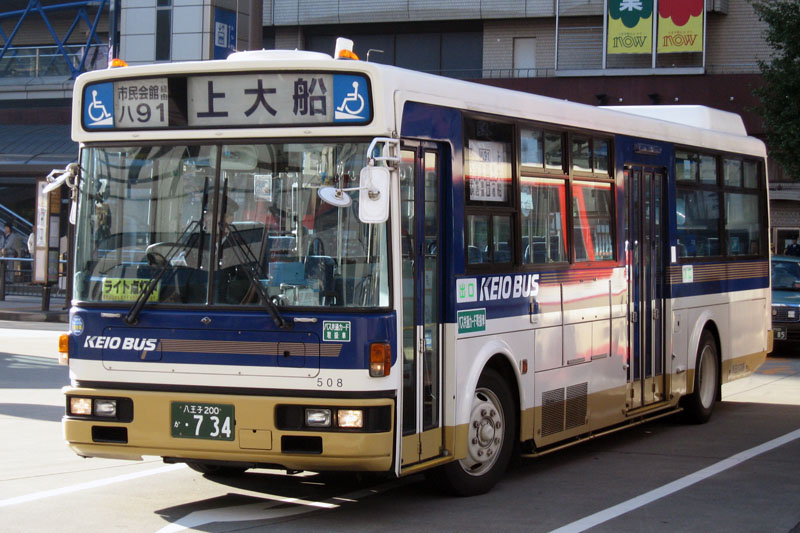
スペースランナーJP系 京王バス南 日産ディーゼル U-JP211NTN 前面窓ガラス・上部はB型に準じた仕様

- スペースランナーJM系
西日本鉄道
日産ディーゼル
U-JM210GTN改
JM系を10.5mにストレッチしたもの
- スペースランナーJP系
京王バス南
日産ディーゼル
U-JP211NTN
前面窓ガラス・上部はB型に準じた仕様

### マイクロバス
1966年（昭和41年）に西工初のマイクロバスとしてマツダの「ライトバス」用ボディの生産を開始し、1972年（昭和47年）からは後継車種「パークウェイ」用ボディを生産開始した。パークウェイは1982年（昭和57年）にモデルチェンジし、1997年（平成9年）まで生産されている。主に自動車教習所・工場などの送迎用として自家用で購入した例が多いが、西鉄グループでは過疎地の路線バス用として多数が導入された。
1997年（平成9年）にはパークウェイに代わり、いすゞのエルフボトルトラック（5代目、KC-NPR71LZ）シャシーにパークウェイに準じたボディを架装した「プレビス」を開発し、1998年（平成10年）から2001年（平成13年）までジャーニーEとしていすゞ自動車から販売された。西鉄グループや阪急バス・岩手県交通などで採用された。

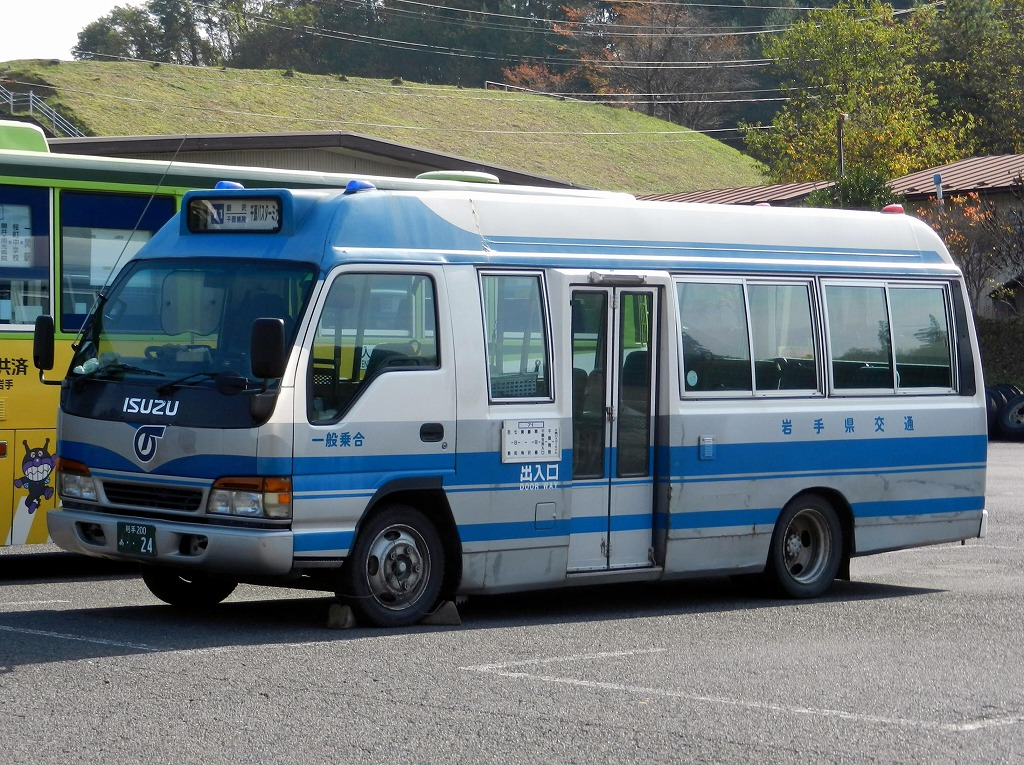
ジャーニーE（プレビス） 岩手県交通 いすゞ KC-NPR71LZ
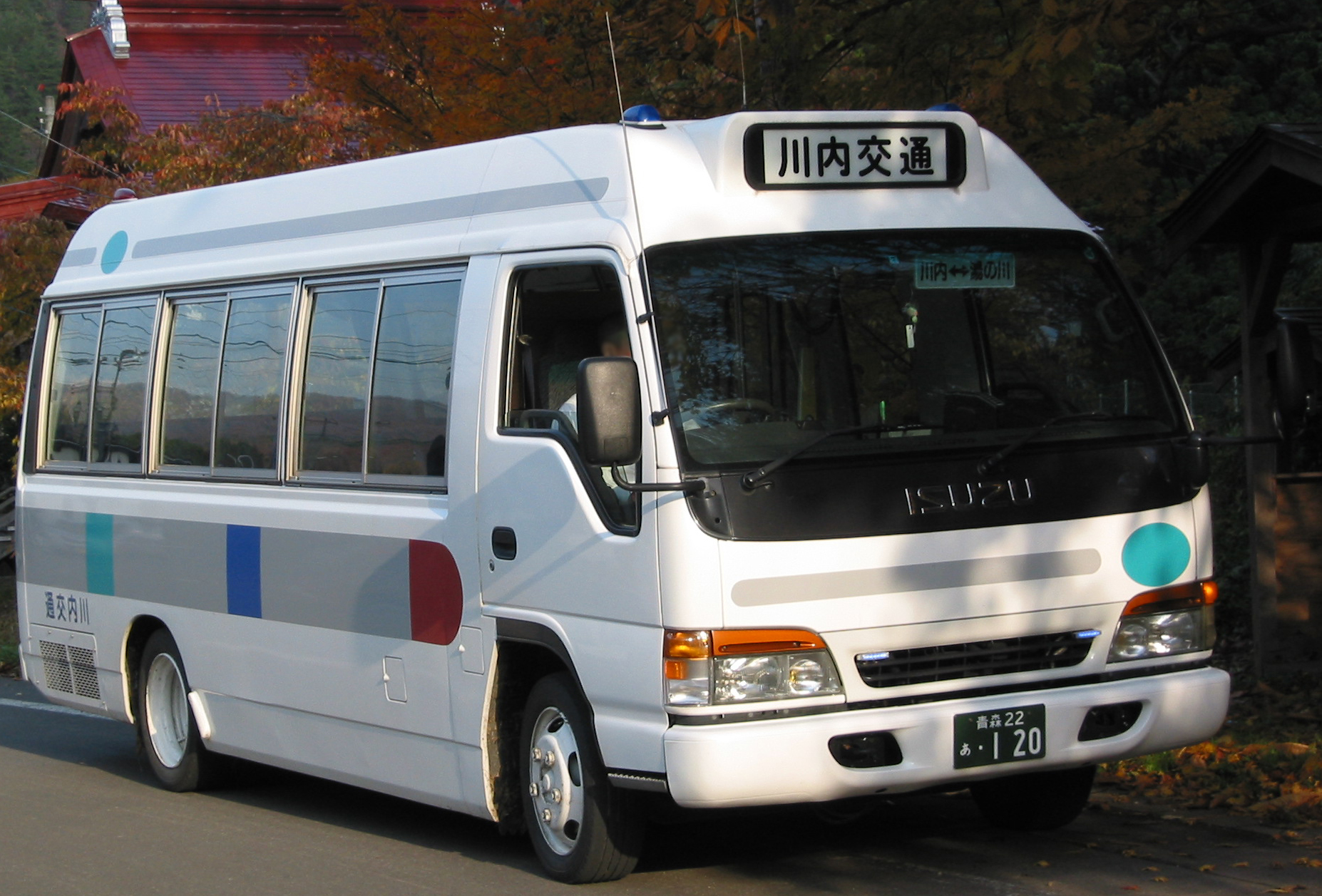
ジャーニーE（プレビス） 川内交通 いすゞ KC-NPR71LZ
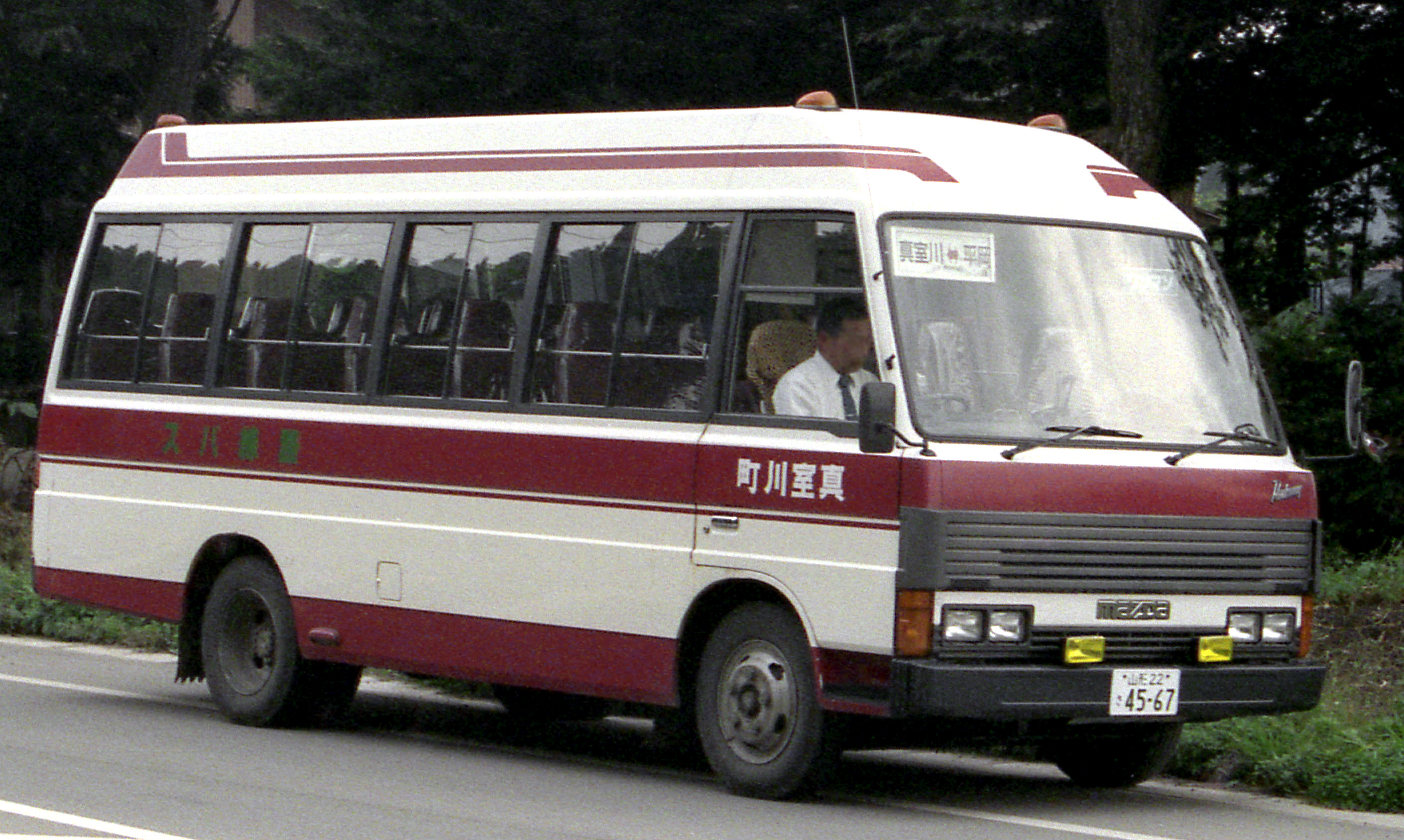
パークウェイ 真室川町営バス マツダ P-/U-WVL4B

### ミニミニバス
1997年（平成9年）、三菱自動車のパジェロ商用車をベースとしてノンステップのボディを架装した11人乗りバス「ミニミニバス」を開発し、西鉄グループの京築交通（現・西鉄観光バス）に試作車1台を納入したが、量産化は見送られた。試作車は福岡県犀川町（現みやこ町）の山間部の路線で運行したが、運用路線の廃止により6年ほどで引退した。
廃車となった後も廃棄されずに西鉄車体技術の敷地内に放置されていたが、2023年にレストアと電気自動車化の改造を行い、同年12月22日から25日までマリンメッセ福岡で開催された「福岡モビリティショー2023」にて展示された。

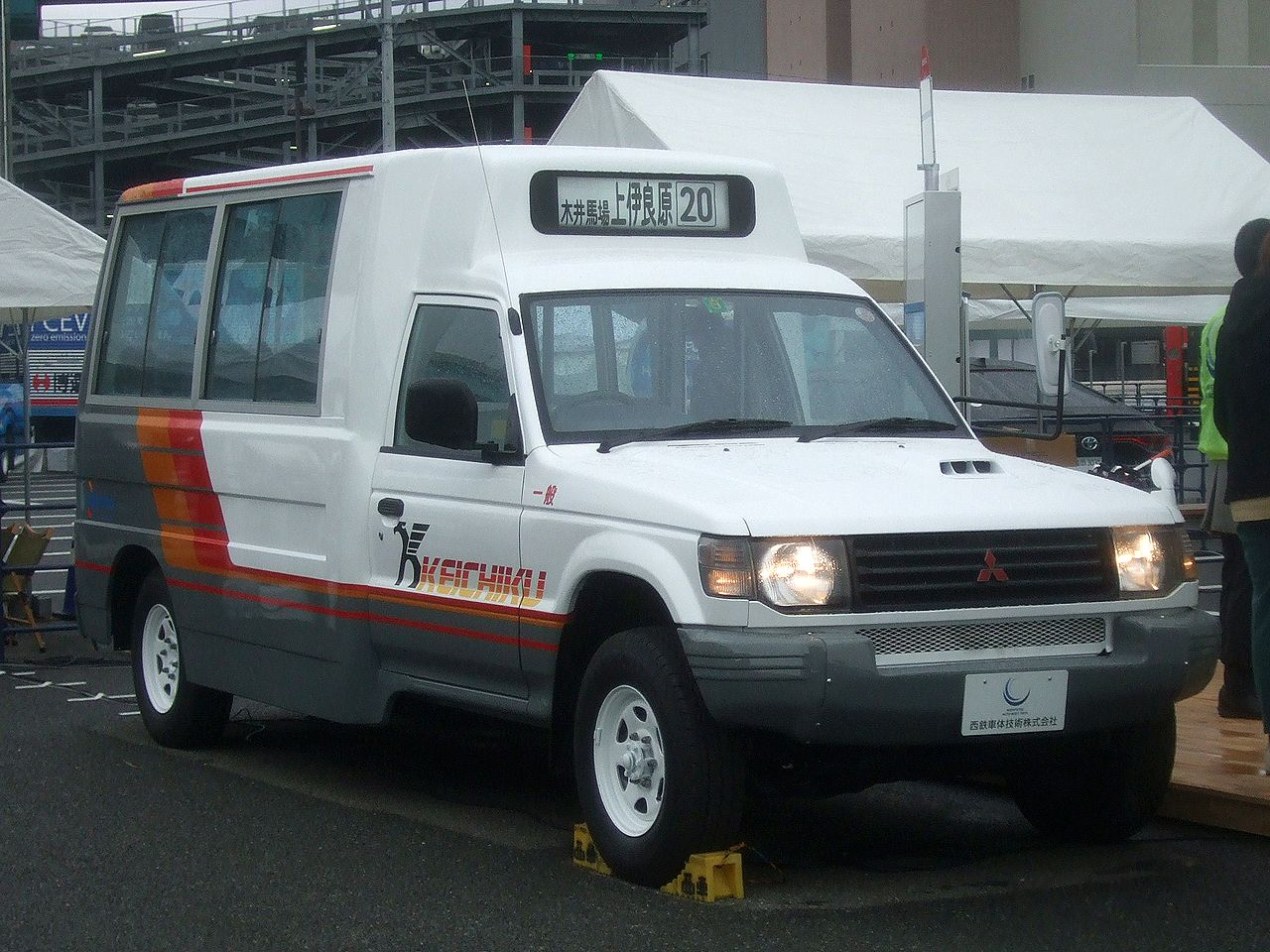
ミニミニバス 西鉄バス京築 ※除籍後

### エルフUT
量産化に至らなかったミニミニバスに代わり、いすゞのエルフUTバンをベースとしてバスに改造した車両を開発し、西鉄バス佐賀・湖国バスなどに納入したが、エルフUT自体が2001年に生産中止となった。

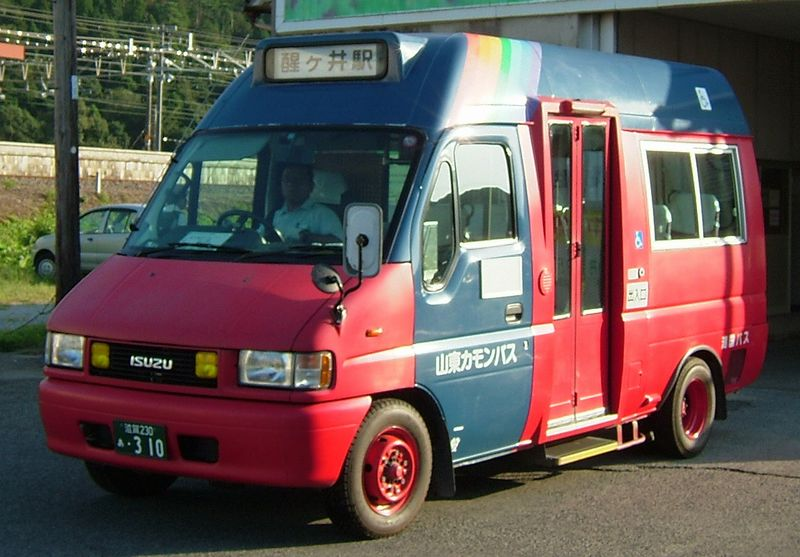
エルフUT 近江鉄道 いすゞ KK-VKR66K